# 東日本大震災

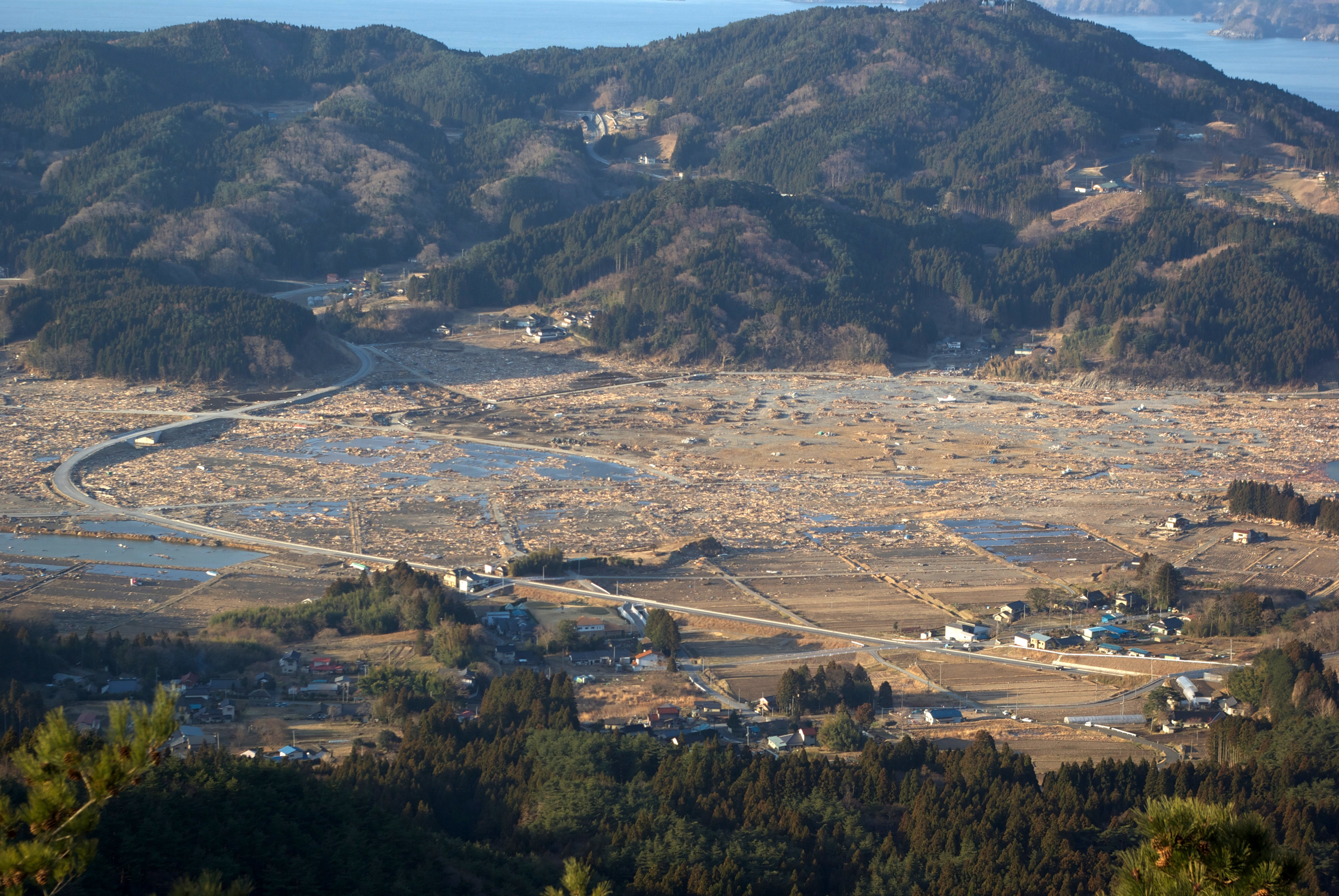
津波によって壊滅した岩手県陸前高田市小友町（2011年4月3日）

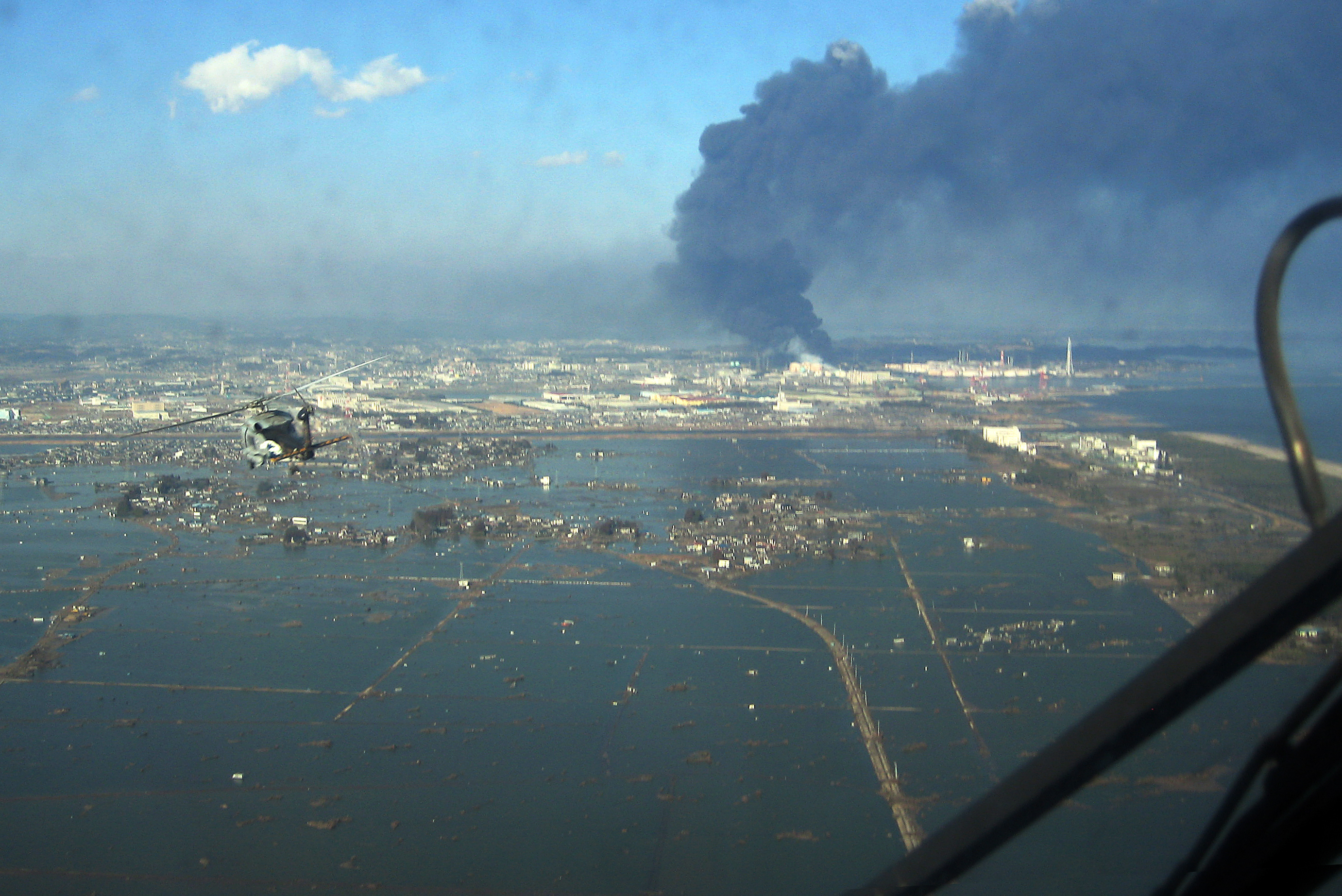
津波によって浸水した宮城県仙台市宮城野区沿岸（2011年3月12日）。津波火災も発生した。

東日本大震災（ひがしにほんだいしんさい）は、2011年（平成23年）3月11日14時46分に発生した東北地方太平洋沖地震および、これに伴う福島第一原子力発電所事故（放射能汚染）などによる、大規模な地震災害（震災）である。
東日本各地での大きな揺れや、大津波・火災などにより、東北地方を中心に12都道府県で2万2,325名の死者・行方不明者が発生した（震災関連死を含む）。これは明治時代以降の日本の地震被害としては関東大震災、明治三陸地震に次ぐ被害規模である（震災関連死を除いた比較）。
発生した日付から、3.11（さんてんいちいち、さんいちいち）と称されることもある。英称は Great East Japan Earthquake など。

## 地震

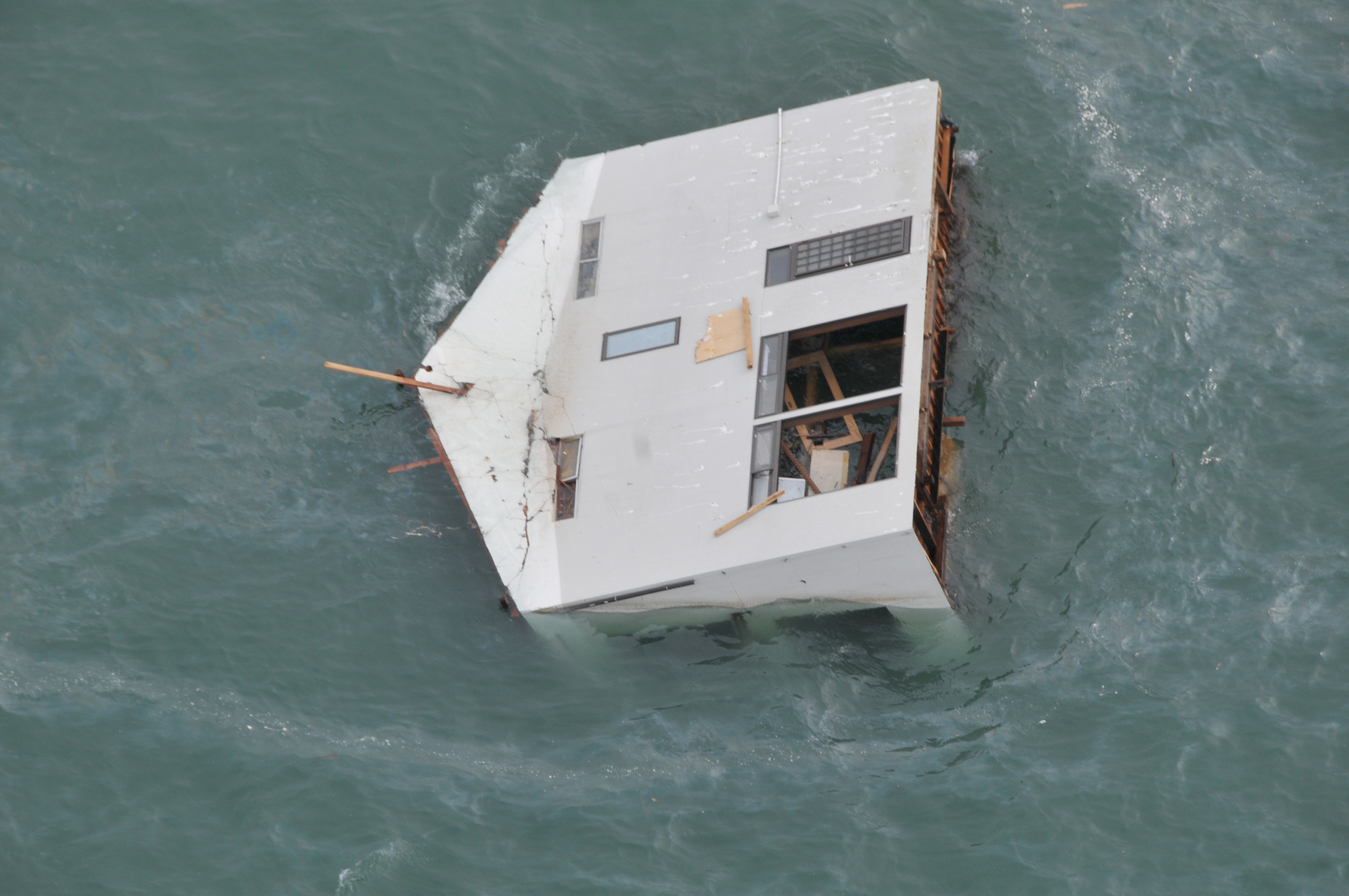
津波で流出し、太平洋を漂う家屋（2011年3月14日）。津波の引き潮により多くの行方不明者も出した。

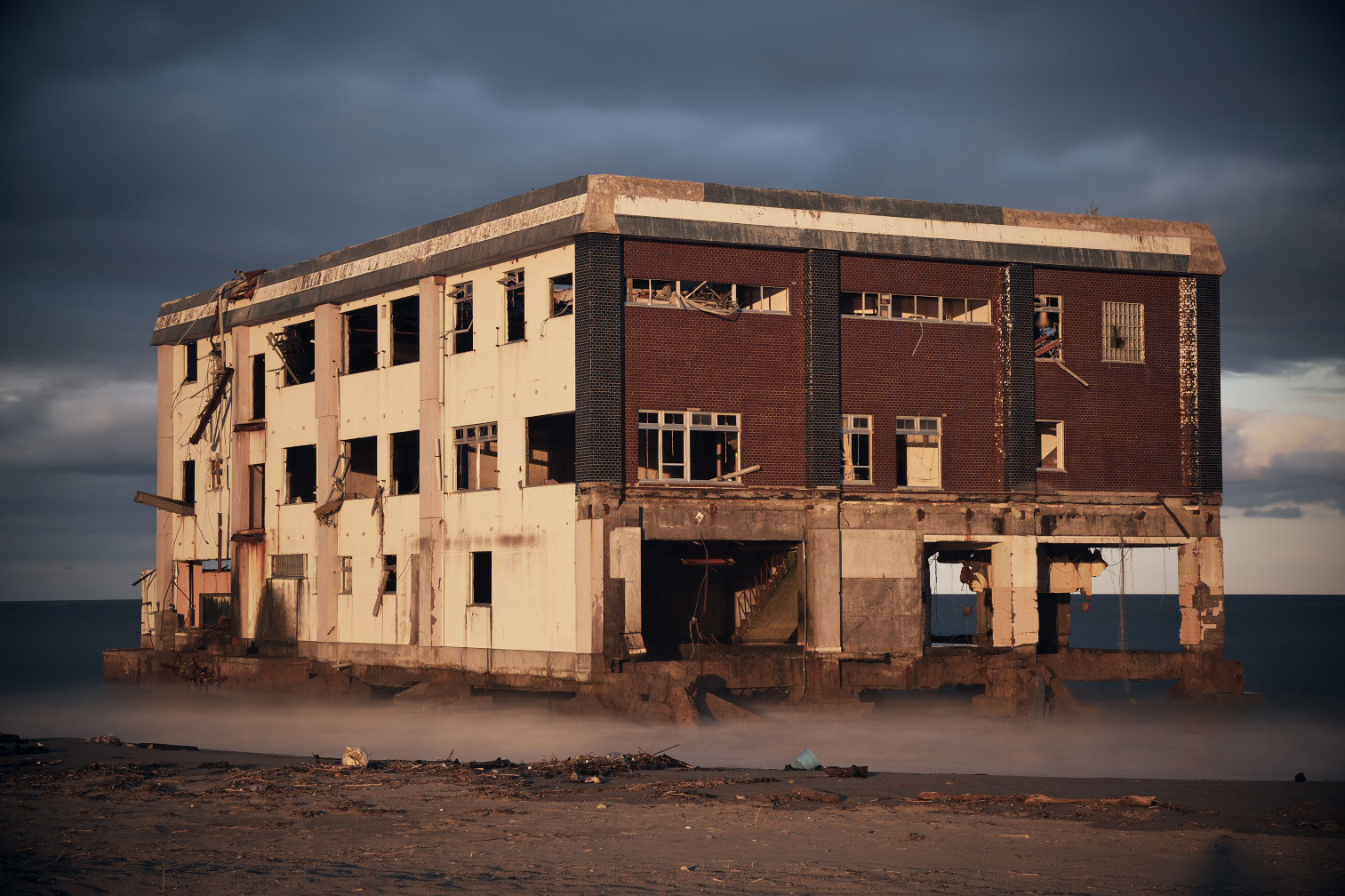
津波と地盤沈下で海中に水没した宮城県気仙沼市の建物（2014年3月8日）

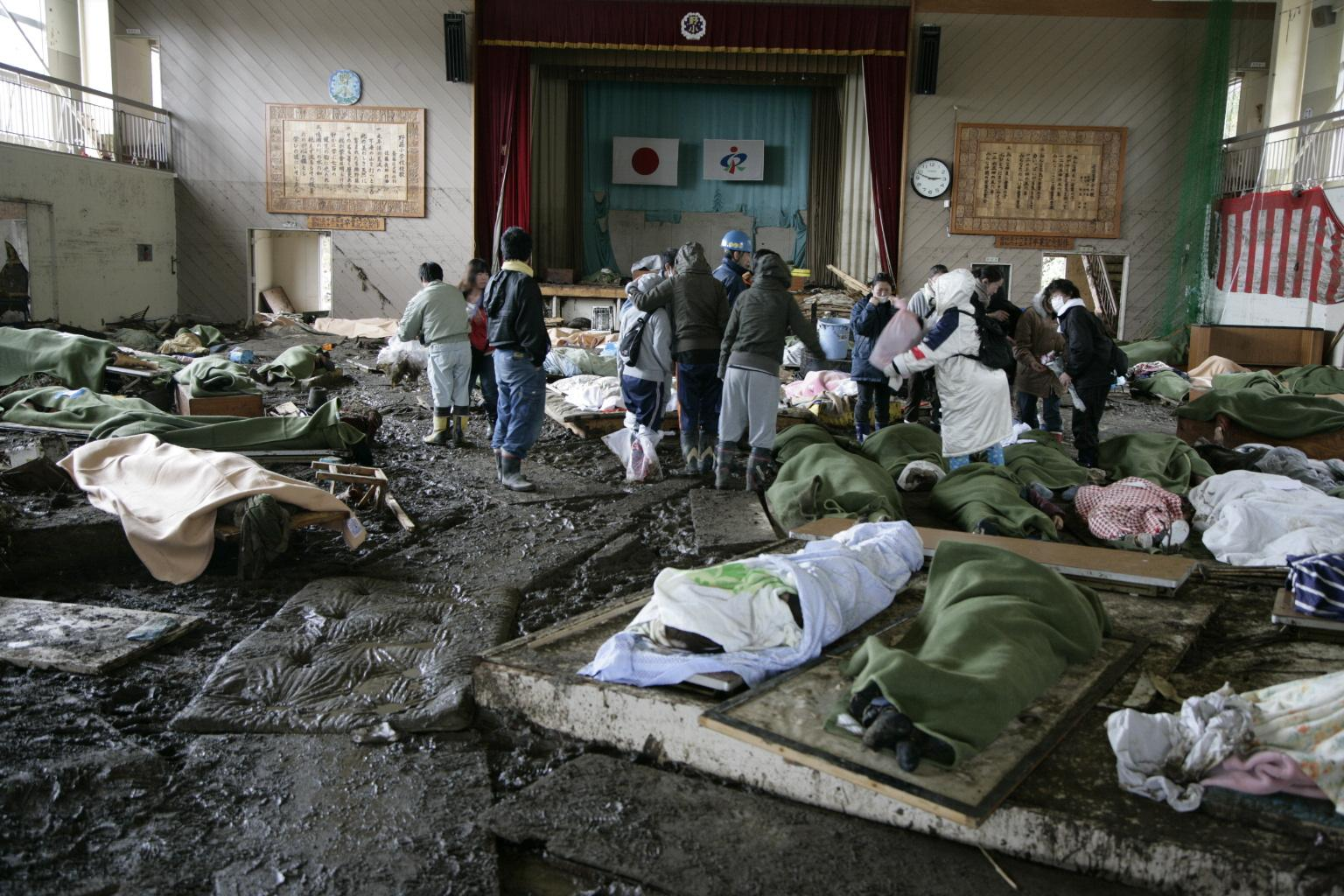
宮城県東松島市の指定避難所を襲った津波の犠牲者（2011年3月17日）

2011年（平成23年）3月11日（金曜日）14時46分18.1秒（日本時間）、宮城県牡鹿半島の東南東沖130km（北緯38度06.2分、東経142度51.6分、深さ24km）を震源とする東北地方太平洋沖地震が発生した。地震の規模はモーメントマグニチュード（Mw）9.0で、発生時点において日本周辺における観測史上最大の地震である。
震源域は広大で、岩手県沖 - 茨城県沖までの南北約500km、東西約200kmの約10万km2に及ぶ。最大震度は宮城県栗原市で観測された震度7で、宮城・福島・茨城・栃木の4県36市町村と仙台市内の1区で震度6強、東京・横浜で震度5強を観測した。観測された最大加速度は宮城県栗原市のK-NET築館（MYG004）観測点で記録された2,933ガル。

## 名称
発生当日（3月11日）の16時20分に気象庁は、この地震現象に対して「平成23年（2011年）東北地方太平洋沖地震」（英: The 2011 off the Pacific coast of Tohoku Earthquake）と命名した。これに対し、メディアや組織・団体は、地震による津波や原子力事故などの災害に着目して、「東日本大震災」や「東北関東大震災」などの呼称を任意に用いていた。
同年4月1日に日本政府（菅直人内閣）は持ち回り閣議にて、福島第一原発事故を含め当地震によってもたらされた一連の災害を指す名称を「東日本大震災」とすることを了承し、内閣総理大臣の菅直人が平成23年度予算成立を受けての記者会見で発表した。これ以降、自然現象としての「地震」を指す「東北地方太平洋沖地震」と、それにより引き起こされた「震災」を指す「東日本大震災」という2つの用語が並立した。ただしメディアにより、地震およびその活動を指して「東日本大震災」の名称を用いる、または福島第一原発事故を東日本大震災と切り離して単独の事象として取り上げる記事も多い。なお、気象庁は、自然現象としての「地震」の名称と、それにより引き起こされた「震災」の名称を区別している。
政府による災害名統一以前に使用されていた、震災の主な名称として以下のものがある。「大震災」だけではなく、「大地震」や「巨大地震」も震災を指して使われていた。
- 「東日本大震災」 - 『朝日新聞』[20]、時事通信社[21]、ウェザーニューズ[22]、共同通信社[23]、共同通信の配信加盟社・並びに配信契約社（産経新聞[24]、『東京新聞』[25]と『中日新聞』[26]、『毎日新聞』[27]、『日本経済新聞』（3月19日朝刊から）[28]）、フジテレビ[29]、TBS[30]、テレビ朝日[31]、日本テレビ（3月25日から）[32]、テレビ東京[33]、TOKYO FM[34]、BS11デジタル
- 「東北関東大震災」（とうほくかんとうだいしんさい） - NHK[35][36][37]、中央共同募金会[38]
- 「3.11大震災」（さんてんいちいちだいしんさい） - 『河北新報』（「東日本大震災」と併用で3月14日から）[39]
- 「東北沖大地震」（とうほくおきだいじしん） - 『毎日新聞』が地震当日から3月14日まで使用[40]
- 「東北・関東大地震」（とうほくかんとうだいじしん） - 共同通信社[41]、『東京新聞』[42]など加盟社が地震当日の3月11日（翌12日朝に配達された朝刊やWeb公開された記事を含む）に使用
- 「宮城・茨城沖大地震」（みやぎいばらきおきだいじしん） - 日テレNEWS24が地震当日から3月12日まで使用[43][44]
- 「東日本巨大地震」（ひがしにほんきょだいじしん） - テレビ朝日（地震発生直後から暫定的に使用）、『読売新聞』（ヤマト運輸CM）[45]
- 「東日本大地震」（ひがしにほんだいじしん） - 日本テレビが地震当日から3月24日まで使用。TOKYO FM、BS11デジタルも使用
- 「東北大震災」（とうほくだいしんさい） - その他の一部メディアや個人が使用

閣議によって震災の名称が決定したため、日本赤十字社の義援金受付口座名も変更された。
また、地震とそれに伴う津波に対して、地元紙を中心に一部で「明治三陸地震」「明治三陸津波」や「昭和三陸地震」「昭和三陸津波」にならい「平成三陸（大）地震」「平成三陸（大）津波」の呼称を使用している。ただし、政府など公的機関が定めた名称ではない。

## 被害
この地震による津波はきわめて大規模で、波高は数メートルから最大10メートル以上、最大遡上高は40.1メートルにも達した。東北地方と関東地方の太平洋沿岸部はこの津波により壊滅的な被害を受けたほか、津波は北海道地方の沿岸部などにも到達して、各地に大きな被害を与えた。。津波の観測範囲は日本にとどまらず、ハワイ諸島やインドネシア、アメリカ西海岸にも及んでおり、海外でもこの津波による負傷者が報告されている。
また、巨大津波以外にも、地震の揺れや液状化現象、地盤沈下、ダムの決壊、森や河川、海岸などの自然環境や田畑の損傷、工場や住宅、港湾、公共施設などの損壊・浸水・大規模火災・爆発などによって、北海道南岸から東北地方を経て東京湾を含む関東南部に至る広大な範囲で被害が発生し、道路・電気・水道・ガス等各種インフラ・ライフラインが寸断され、大規模停電や断水などが発生。また、電力の消費量を抑制するために、大規模な計画停電も行われた。さらに、多数の鉄道や新幹線、航空機、船、バス、タクシーなどの交通機関が閉鎖され麻痺状態となった。浸水や土砂崩れにより、多数の人々が集落や建物の屋上などに取り残されて孤立した。この状況はカメラ付き携帯電話・スマートフォンなどの普及により数々の映像や写真・音声が克明に記録された。沿岸部の市街地に津波が直撃して、建築物やプラントを巨大な水流が押し流す映像や、福島第一原子力発電所におけるメルトダウンや水素爆発発生の報道、非常に激しい揺れにより家屋が倒壊したり、地面にひびが入ったりする瞬間の映像・画像は、全世界に大きな衝撃を与え、これらの映像などは各国の新聞やテレビ、動画配信チャンネルなどで繰り返して報じられた。
2024年（令和6年）3月1日時点で、震災による死者・行方不明者は22,325人、建築物の全壊・半壊は合わせて406,038戸が公式に確認されている。震災発生直後のピーク時においては避難者は約47万人、停電世帯は800万戸以上、断水世帯は180万戸以上などの数値が報告されている。復興庁によると、2025年5月1日時点の避難者などの数は27,037人となっており、避難が長期化していることが特徴的である。
- 津波による浸水面積：561km2[55]
- 津波被害農地：21,476ha（宮城14,341ha・福島5,462ha・岩手725haなど）[56]
- 漁船被害 ：28,612隻[57]
- 漁港被害：319港[57]

日本国政府は、震災による直接的な被害額を16兆円から25兆円と試算している。この額は、被害が大きかった岩手・宮城・福島の3県の県内総生産の合計に匹敵する（阪神・淡路大震災では兵庫県1県の県内総生産の半分ほどであった）。世界銀行の推計では、自然災害による経済損失額としては史上1位としている。

### 死傷者

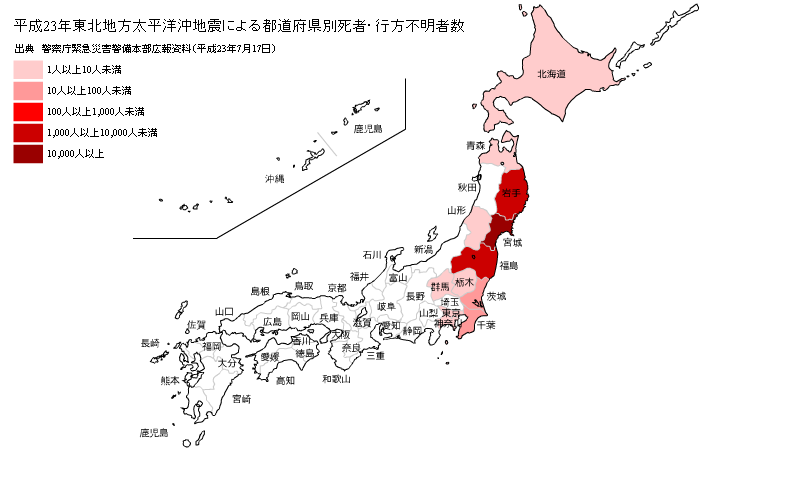
平成23年東北地方太平洋沖地震による都道府県別死者・行方不明者数（2011年7月17日現在）

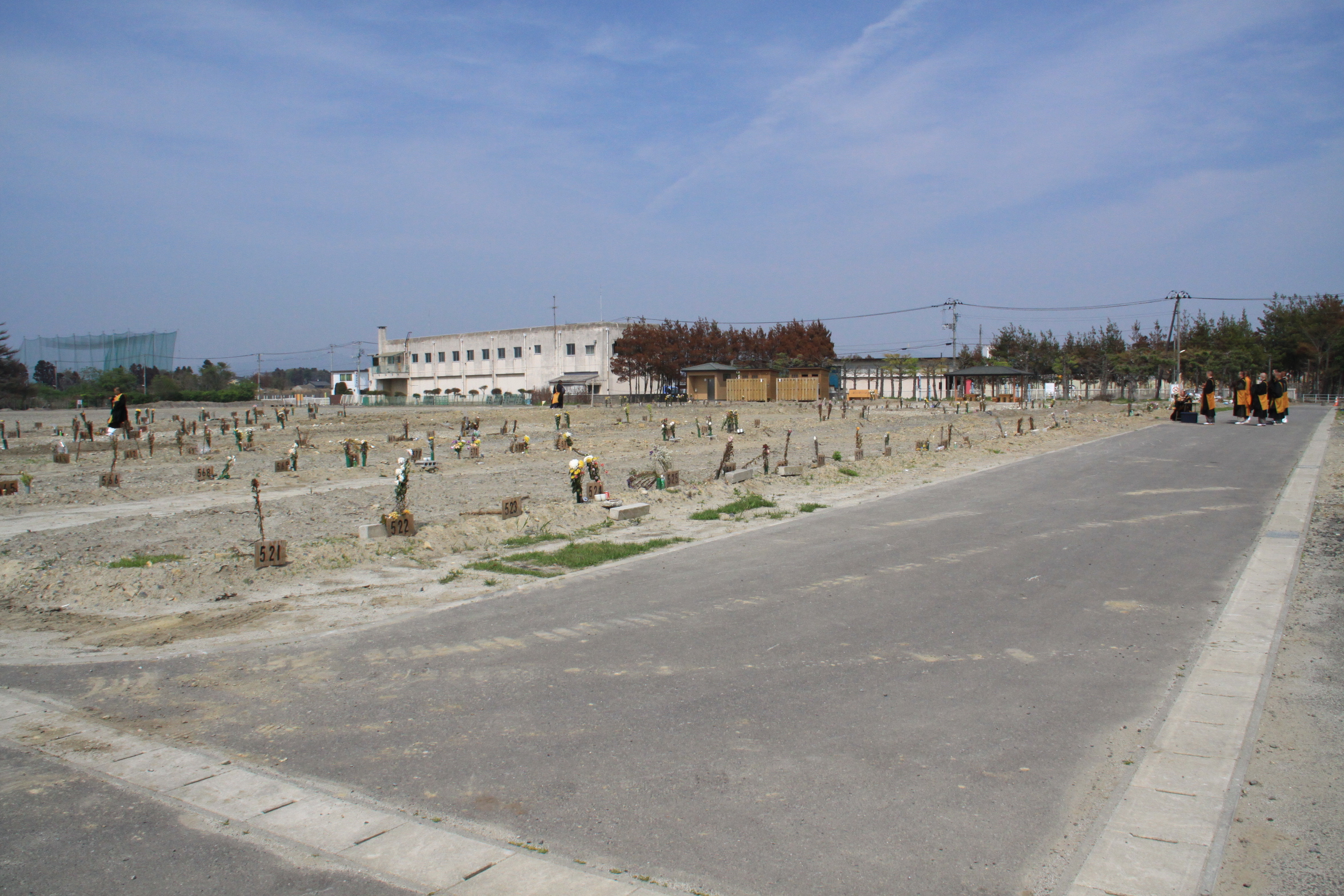
都道府県別で犠牲者数が最多であった宮城県では火葬の限界を超えたため、仮埋葬（一時的な土葬）が行われた。（宮城県石巻市、2011年6月7日撮影）

警察庁は、2024年（令和6年）2月末時点で、死者は12都道県で15,900人（岩手4,675人・宮城9,544人・福島1,614人・茨城24人・千葉21人・東京7人など）、行方不明者は6県で2,520人（岩手1,107人・宮城1,213人・福島196人など）、東北の被災3県で今も身元不明の遺体は53人（岩手47人・宮城6人）と発表している。消防庁によると、負傷者は6242人。日本国内で起きた自然災害で死者・行方不明者の合計が1万人を超えたのは第二次世界大戦後、初めてであり、明治以降でも関東大震災、明治三陸地震に次ぐ被害規模であった（震災関連死を除いた比較）。岩手・宮城・福島の3県を中心に、1都1道10県で死者・行方不明者が、また1都1道18県で負傷者が発生した。
| 都道府県 | 死亡   | 行方不明 | 負傷  | 計     |
| -------- | ------ | -------- | ----- | ------ |
| 合計     | 19,775 | 2,550    | 6,242 | 28,567 |
| 北海道   | 1      | -        | 3     | 4      |
| 青森県   | 3      | 1        | 110   | 114    |
| 岩手県   | 5,146  | 1,107    | 213   | 6,466  |
| 宮城県   | 10,571 | 1,215    | 4,148 | 15,934 |
| 秋田県   | -      | -        | 11    | 11     |
| 山形県   | 3      | -        | 45    | 48     |
| 福島県   | 3,943  | 224      | 183   | 4,350  |
| 茨城県   | 66     | 1        | 714   | 781    |
| 栃木県   | 4      | -        | 133   | 137    |
| 群馬県   | 1      | -        | 42    | 43     |
| 埼玉県   | 1      | -        | 104   | 105    |
| 千葉県   | 22     | 2        | 268   | 292    |
| 東京都   | 8      | -        | 119   | 127    |
| 神奈川県 | 6      | -        | 137   | 143    |
| 新潟県   | -      | -        | 3     | 3      |
| 山梨県   | -      | -        | 2     | 2      |
| 長野県   | -      | -        | 1     | 1      |
| 静岡県   | -      | -        | 3     | 3      |
| 三重県   | -      | -        | 1     | 1      |
| 大阪府   | -      | -        | 1     | 1      |
| 高知県   | -      | -        | 1     | 1      |

#### 死者の内訳と死因
警察庁は2012年3月11日までに、岩手県・宮城県・福島県で検死された15,786人の詳細を発表した。
年齢
*0  -  9歳：2.95%（496人）
*10 - 19歳：2.65%（419人）
*20 - 29歳：3.26%（515人）
*30 - 39歳：5.37%（847人）
*40 - 49歳：7.07%（1,116人）
*50 - 59歳：11.93%（1,883人）
*60 - 69歳：18.66%（2,945人）
*70 - 79歳：23.81%（3,759人）
*80歳以上：21.42%（3,381人）
*年齢不詳：2.48%（392人）
男性【7,360人 (46.62%)】女性【8,363人 (52.98%)】性別不詳【63人 (0.40%)】
死因
*溺死：90.64%（14,308人）
*圧死等：4.23%（667人）
*焼死：0.92%（145人）
*不詳：4.22%（666人）
この震災での犠牲者の死因のほとんどが、津波に巻き込まれたことによる水死であった。津波の中には、大量の砂や海底のヘドロ、港湾施設の重油などの有害物質などが含まれていた。砂などの異物が肺に入れば気管を詰まらせ、有害物質が肺に入れば身体を侵し、その場合ほとんど助からなかった。水死に至る経緯は、これらで呼吸困難になったり、がれきが当たり意識を失ったり、3月の雪の舞う中で低体温を伴ったりなど、様々な経緯もあったと考えられる。
圧死・損傷死も、ほとんどが津波によるがれきが要因とみられる。
建造物の倒壊や土砂崩れ、天井の非構造部材の落下、高所からの落下など、地震の揺れ自体が原因による犠牲者は、福島県36人・茨城県18人・宮城県13人・東京都7人など、分かっているだけで90人に上る。
岩手・宮城・福島の3県では、腕や脚などが見つかり身元が判明したものの、頭部未発見のために死者に計上されていない人が2016年6月10日時点で171人いる。「親指だけ見つかっても、亡くなっているとは限らない」などの理由による。この数を行方不明者数から除外するかどうかは3県で判断が分かれている。
静岡大学防災総合センターは、津波の浸水範囲の居住者数に対する死者・行方不明者数の割合をまとめ、明治三陸地震と比較した。それによると、最大は宮城県女川町の11.97%、次いで岩手県の大槌町と陸前高田市でともに11.72%となった。明治三陸地震については、浸水域ではなく市町村の人口に対する犠牲者の割合を出したが、岩手県釜石市で約50%になるなど11市町村で15%を超えており、今回の津波では防災対策に一定の効果があった可能性がある。

#### 震災関連死
東日本大震災では避難所の不衛生や寒さなどが原因で、避難後に死亡する例（震災関連死）が高齢者を中心に相次いだ。復興庁では震災関連死の死者を「東日本大震災による負傷の悪化などにより死亡し、災害弔慰金の支給等に関する法律に基づき、当該災害弔慰金の支給対象となった者」と定義している。復興庁によると、2023年3月末時点での集計で3,802人（福島県2,343人・宮城県932人・岩手県471人など）が震災関連死に認定された。死亡した時期別にみると、震災発生から1週間以内は472人、8日後以降1か月以内は743人、2か月目以降1年以内は1,587人で、5年目でも105人いる。福島県内の震災関連死による死者数は地震や津波による直接死者数を上回った。福島県の震災関連死の大部分は、原発事故の避難の影響で体調が悪化するなどして死亡した「原発関連死」と見られ、『東京新聞』の2016年3月時点での集計によると、福島県内の少なくとも1,368人が原発関連死であった。

### 原子力発電所事故

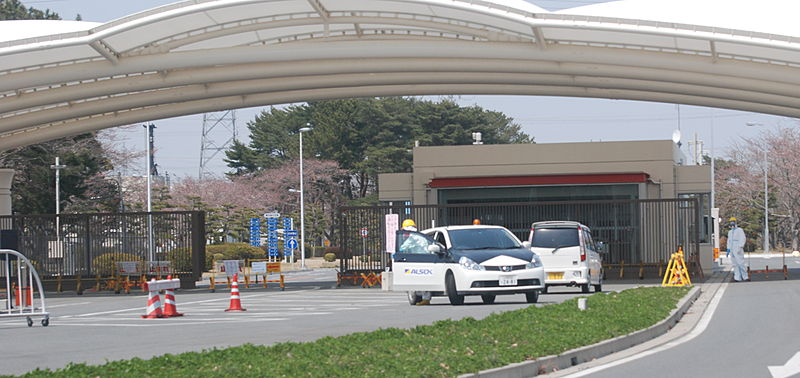
原子力事故の収束に向けた作業が続く福島第一原子力発電所（2011年4月13日、福島県双葉郡）

地震から約1時間後に遡上高14 - 15mの津波に襲われた東京電力福島第一原子力発電所は、1 - 5号機の全てで全交流電源を喪失した。原子炉を冷却できなくなり、1 - 3号炉で炉心溶融（メルトダウン）が発生。大量の放射性物質の漏洩を伴う重大な原子力事故に発展した。この事故は国際原子力事象評価尺度で最悪のレベル7、チェルノブイリ原子力発電所事故と同等に位置づけられている。同原発の立地する福島県浜通り地方を中心に、周辺一帯の福島県住民の避難は長期化すると共に、2012年からは「帰還困難区域」「居住制限区域」も設定された（→福島第一原子力発電所事故の影響）。そのほか、火力発電所などでも損害が出たため、東京電力の管轄する関東地方は深刻な電力不足に陥り、震災直後の一時期には日本国内では65年ぶりに計画停電が実施された。計画停電は東北電力管内でも震災直後に実施されたほか、翌2012年の夏前には関西電力管内でも大飯発電所（大飯原発）の再稼働を巡って論議が起き、計画停電の可能性が議論された。
東日本大震災被災地には、福島第一のほか、以下の原子力発電所があった。いずれも結果的に重大な原子力災害には至らなかったが、外部電源喪失、非常用発電機の破損、原子炉冷却用海水ポンプの破損など、重大な原子力災害一歩手前に追い込まれる発電所もあった。このうち福島第二原子力発電所では、第一原発同様に冷却機能を喪失し、原子力災害対策特別措置法に基づく10条通報、原子力緊急事態宣言発令に至った。
- 東海第二原子力発電所（茨城県東海村）
- 福島第二原子力発電所（福島県富岡町・楢葉町）
- 女川原子力発電所（宮城県女川町）

### 建造物
消防庁は2023年3月1日時点、全壊12万2,050戸・半壊28万3,988戸・一部破損75万64戸の被害が出たと発表している。

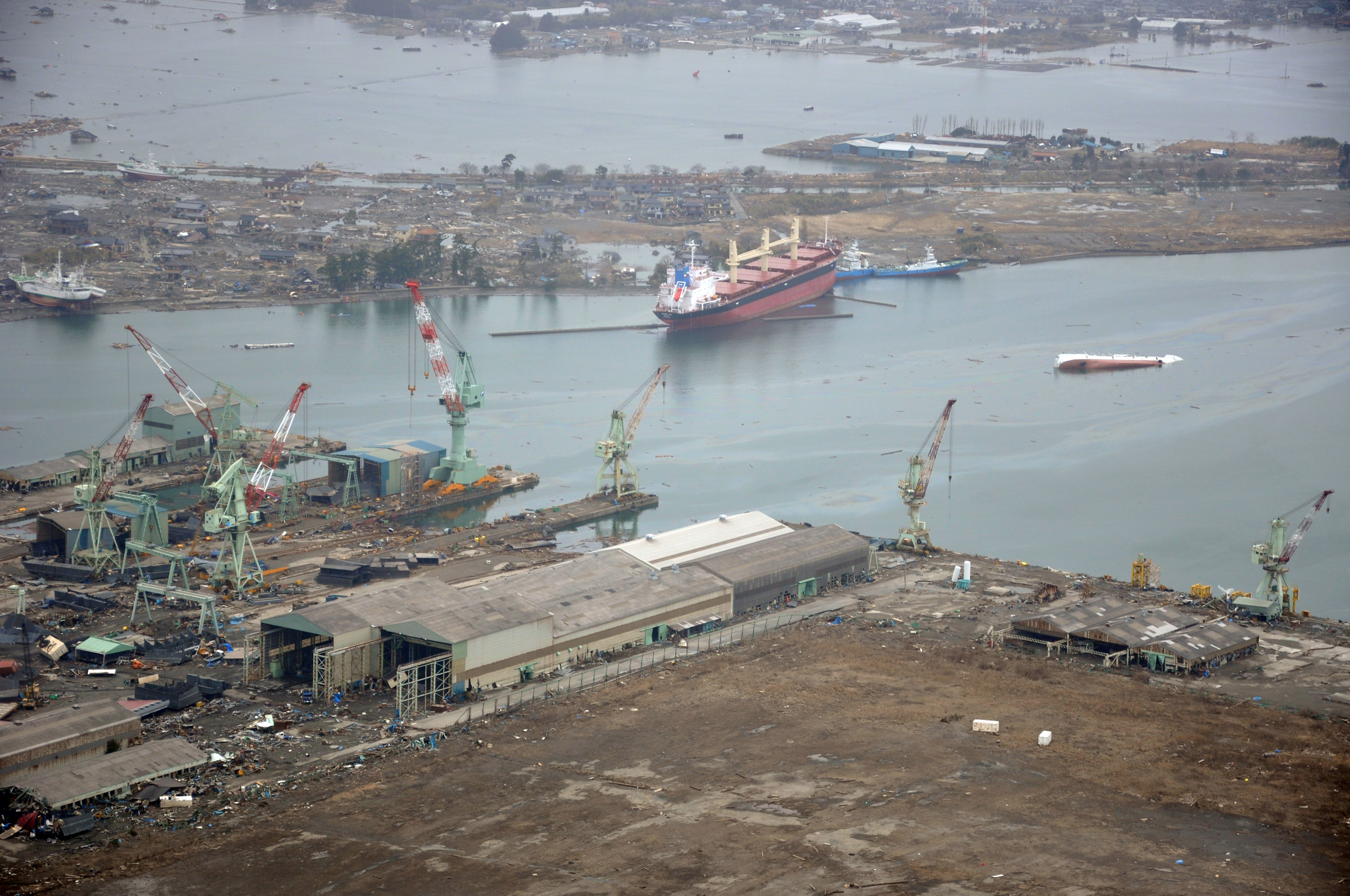
津波の被害を受けた石巻港。写真上部は東松島市大曲地区の冠水した水田（2011年3月20日、宮城県石巻市および東松島市）
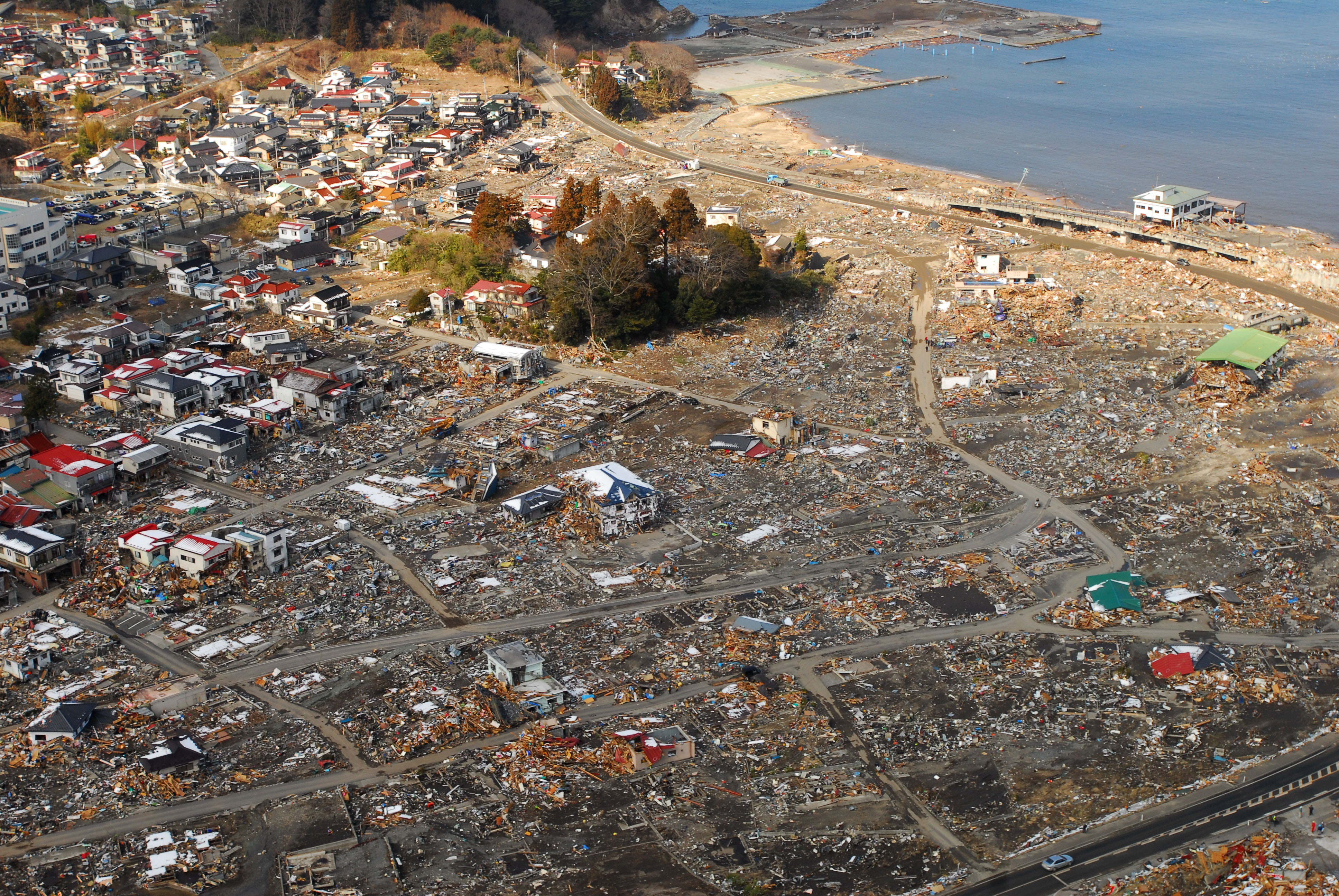
被災から1週間後の三陸海岸（2011年3月18日、岩手県上閉伊郡大槌町・吉里吉里駅周辺）
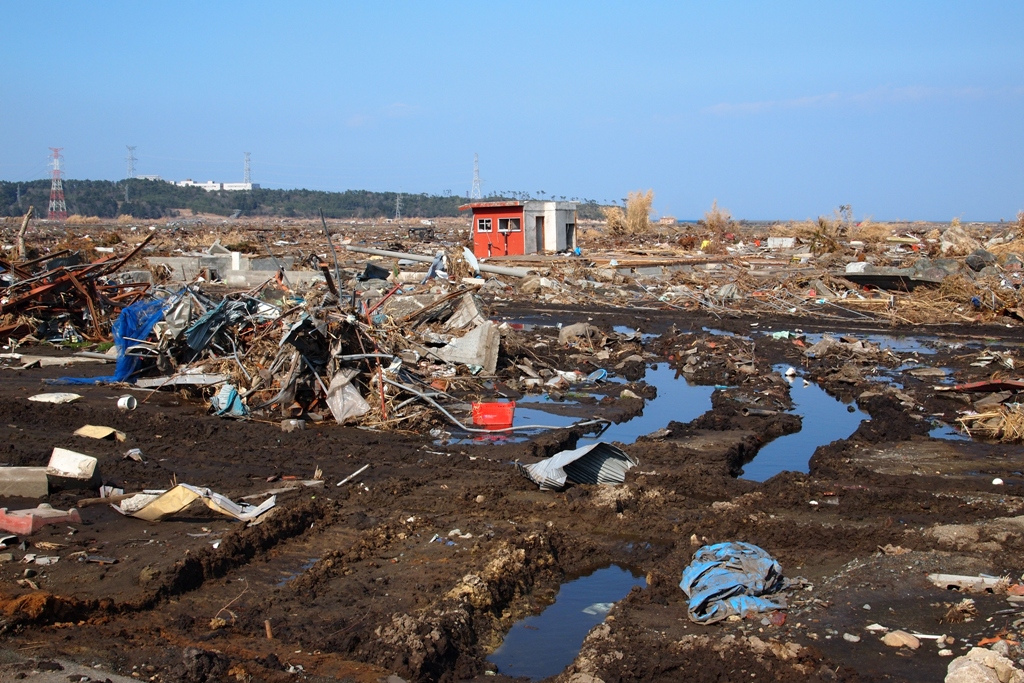
福島第一原子力発電所事故による緊急時避難準備区域が設定された南相馬市内（2011年4月16日、福島県南相馬市原町区）

#### 各種施設
千葉県市原市の「コスモ石油千葉製油所」LPGタンクが爆発炎上、この影響で近隣の劣化ウラン保管施設に延焼したほか、東北地方や茨城などでは、多くの製油所や工場で被災して操業を停止し、産業界にも幅広く影響が出た。また、北海道・東北・関東の多くの文教施設で、建物の損壊や浸水などの被害が発生した。文化庁により被害が確認された文化財は744件であった。

#### サプライチェーンの被害
- 自動車用燃料噴射システムなどを製造するケーヒンが被災し、現地仕入れ先4社が被災した。供給を受けていたホンダが一時操業停止した。
- 自動車エンジンオイルシールの国内シェア10%を持つNOK福島工場（福島市）が被災した。特に大きな被害はなかったが、インフラ停止のために20日ほど操業を停止した。
- シリコンウェハーの世界シェア60%を持つ2工場、信越半導体白河工場（福島県西郷村）とSUMCO米沢事業所（山形県米沢市）が操業停止した。
- 自動車用マイクロコンピュータ[注 4]大手のルネサスエレクトロニクス那珂工場（茨城県ひたちなか市）が被災した。復旧に1 - 2年の期間がかかると言われたが、完成車メーカーや半導体製造装置メーカーなどから赤字覚悟で応援が出て延べ17万人が協力し、80日で復旧した。
- 建築ガラスの30%を生産する旭硝子鹿島工場（後のAGC）がある（鹿島臨海工業地帯）が被災した上、神栖市にある専用港も破壊された。
- 国内最大のタイヤ工場である住友ゴム工業白河工場（福島県白河市）が破壊された。
- 日量80万トン (t) の用紙生産をする日本製紙石巻工場が被災した。他にも岩沼工場（宮城県岩沼市）、勿来工場（福島県いわき市）も被災した。さらに津波で紙が流れ、泥と混ざり干上がった田んぼの土のようにひび割れが発生した[86]。
- 日本の石油化学製品の一次原料・エチレンの10%（80万t）を生産する三菱化学（現・三菱ケミカル）鹿島事業所（茨城事業所）が被災した上、コスモ石油千葉製油所の火災による影響を受けた丸善石油化学千葉工場のエチレン生産がストップした。鹿島コンビナートには三菱化学からエチレンの供給を受けている工場が20社以上ある。
- 甲状腺機能低下症治療薬「チラーヂンS」国内流通の98%を製造販売していた、あすか製薬いわき工場が被災し、生産がストップした。
- キリンビールの仙台工場が被災し、本格稼働まで1年かかった。
- 三菱製紙八戸工場（青森県八戸市）が被災した。復旧は11月。
- 日産自動車いわき工場が被災、復旧は5月。

### 液状化現象および地盤沈下
関東・東北地方の広い範囲で液状化現象が発生し、千葉県千葉市美浜区・浦安市・香取市・我孫子市、東京都江東区・江戸川区、神奈川県横浜市の八景島周辺、茨城県ひたちなか市・潮来市、宮城県大崎市の江合川周辺などで、建築物の傾斜や断水、ガス供給停止、水田への土砂の堆積などの被害が生じた。東京湾岸の埋立地や千葉県北東部から茨城県鹿行地域南部にかけての利根川沿い（水郷地帯）での被害が目立ち、自治体により液状化の危険度が低いと認定されていた地域でも被害が発生した。
東北地方から関東地方北部の太平洋沿岸では地震に伴う地盤沈下により、海岸や河口付近などで浸水や冠水のおそれが出ている。宮城県石巻市塩富町では、満潮時に町全体が水没している。また、津波によって東北・関東の6県で2万3,600haの農地が流失または冠水しており、塩害も発生したため、がれきの撤去や土中の塩分の除去が進められた。

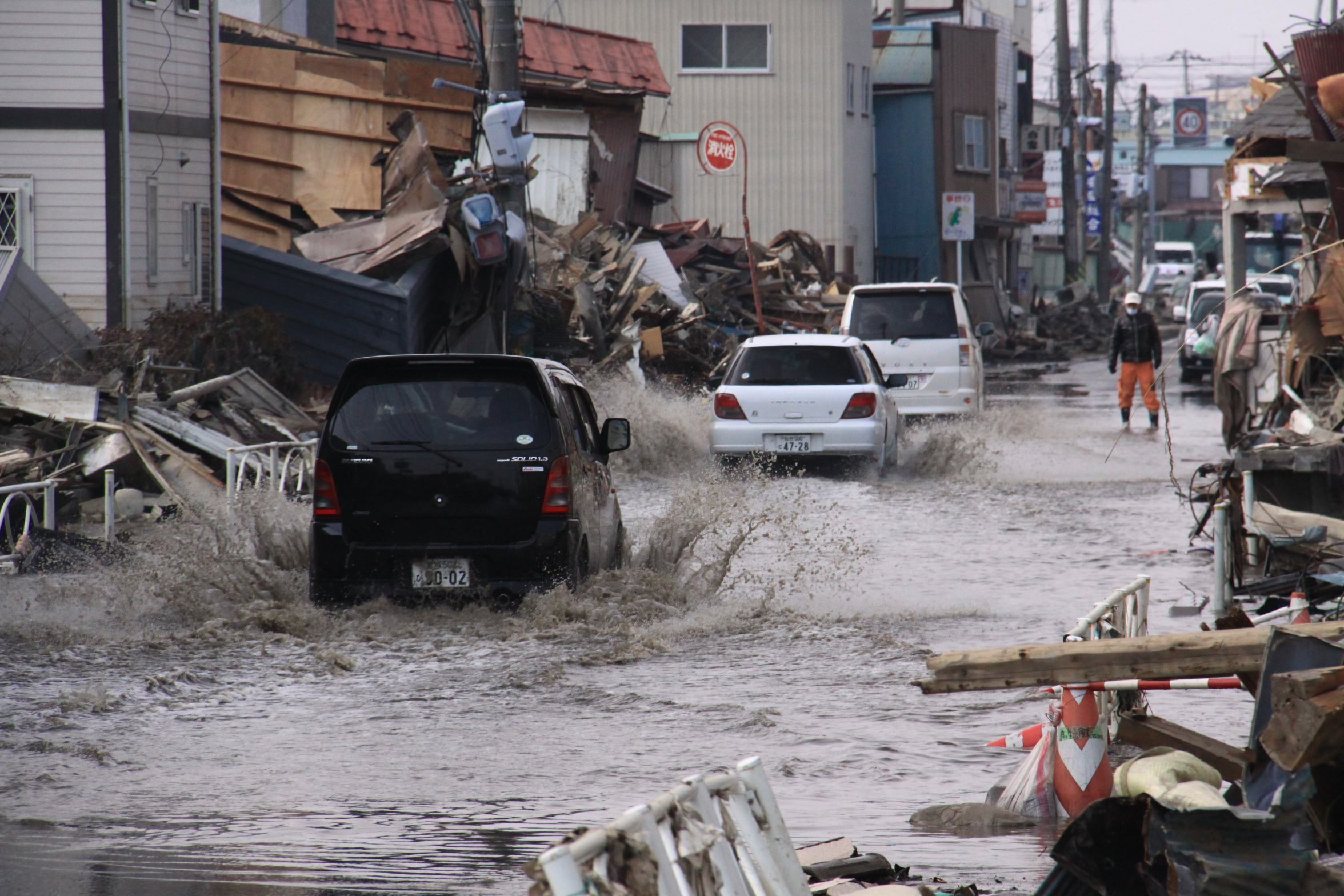
満潮で冠水する国道398号（2011年3月30日、宮城県石巻市湊町2丁目・吉野町付近）
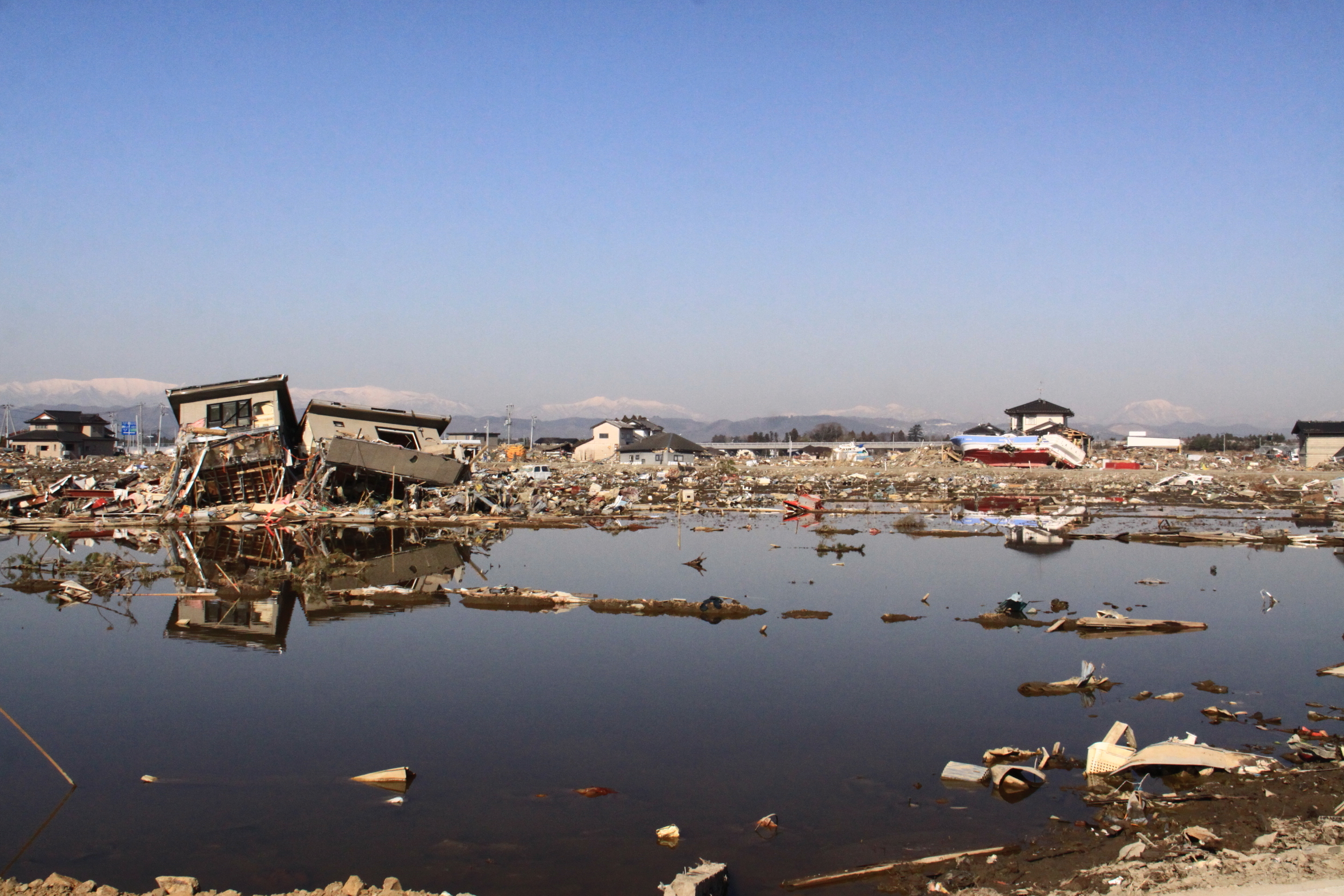
海水に浸った仙台平野沿岸部の水田（2011年4月6日、宮城県名取市）
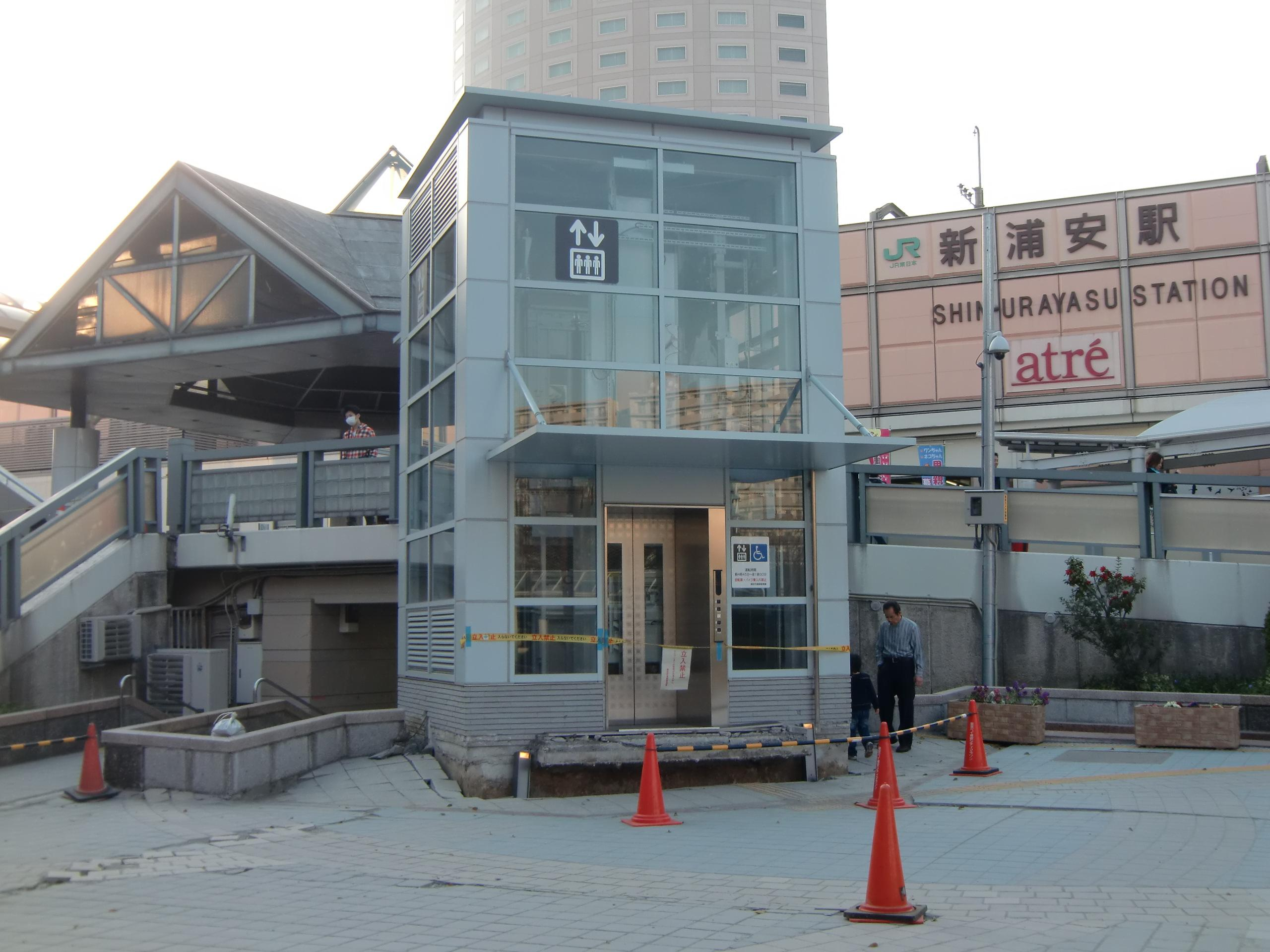
東京湾岸で発生した液状化現象（2011年4月1日、千葉県浦安市・新浦安駅前）

### 火災
津波被害が大きかった宮城県を中心に、330件の火災が発生した。そのうち、出火原因の159件（約40%）が津波火災、約30%が電気火災であった。また、停電下の避難中に灯りとして使用していた蝋燭などからの火災による死者も報告されている。他に、数日から数週間後に堆積していたがれきがバクテリアなどによる発酵で加熱して発火した事例や、海水に浸水した車両の電装部が劣化して発火した事例も報告された。
津波火災
大津波によって倒壊した建造物や車両ががれきとなって内陸部に押し込まれ、浸水域の端や地形や風の影響で堆積（集積）した箇所では、がれきが内在している暖房用石油燃料（灯油・重油）タンク、ガスボンベ、自動車用燃料タンクから漏出した可燃物質に何らかの火花が原因となって発火した。特に、切れ目なく積み重なったがれきは市街地から山林へと延焼を拡大させた。また、延焼しているがれきが海上を漂流し、対岸や離れた場所にも拡大した。住民や消防関係者への聞き取り調査を行った結果からは、津波火災現場では消防水利確保や移動手段の確保が困難で、津波や延焼に巻き込まれる二次被害から逃れるため、消火作業を中止し現場を放棄せざるを得ない状況が生じ、火災が急速に拡大していった。
地震火災
過去に発生した地震による火災と同様に、倒壊した家屋や建造物中の暖房器具、調理器具、電気配線や破損した電気器具が停電の復旧（復電）後に発火して火災となった。

### 交通

#### 道路

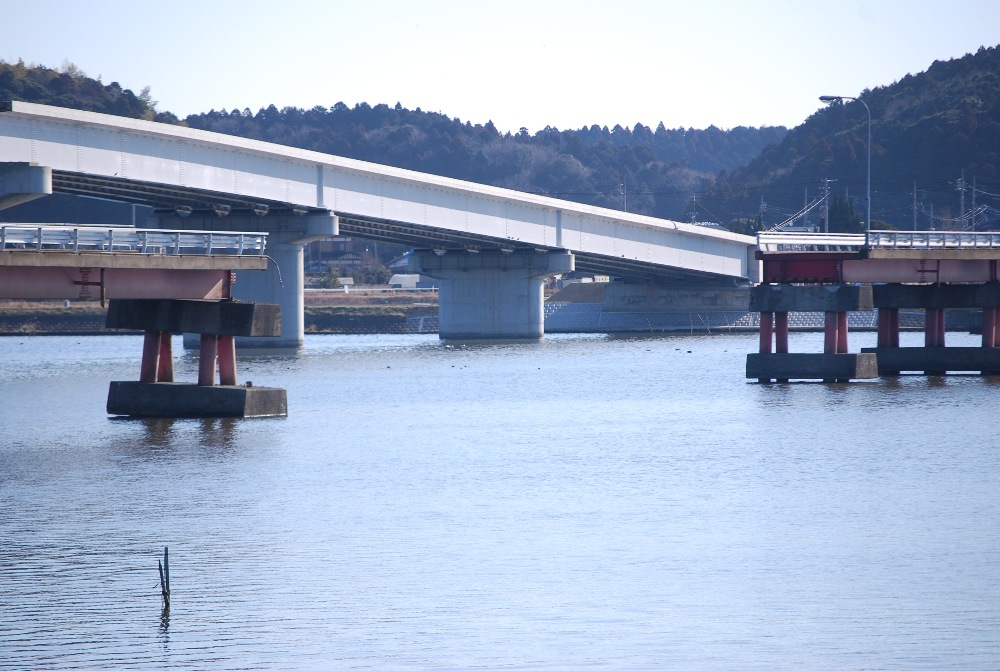
崩落した鹿行大橋（2011年3月27日、茨城県行方市）

警察庁は2019年12月10日時点、4,198箇所で道路の損壊があったと発表している。岩手県山田町の船越半島や宮城県の南三陸町、牡鹿半島などにつながる道路が寸断され、岩手・宮城・福島の3県で少なくとも1万6,000人が孤立した。また、茨城県では北浦に架かる鹿行大橋の一部が崩落した。首都高速道路でも湾岸線を中心に被害が発生し、高架橋に破損箇所が発生した新木場出入口 - 葛西ジャンクション間が3月22日、大黒ジャンクション連絡路が3月27日まで通行止めとなった。
東日本高速道路（NEXCO東日本）管内の高速道路では、広範囲の路線で通行止めとなった。東北自動車道の浦和インターチェンジ - 碇ヶ関インターチェンジ間、秋田自動車道・釜石自動車道・八戸自動車道の一部、常磐自動車道の三郷ジャンクション以北、磐越自動車道の津川インターチェンジ以東などが公安委員会により緊急交通路に指定され、緊急車両専用となった。3月24日6時に全区間で通行止めが解除され、一般車両の通行が可能となったが、常磐自動車道の広野インターチェンジ - 常磐富岡インターチェンジ間は、福島第一原子力発電所事故の旧警戒区域内であるが、2014年2月22日、3年ぶりに再開通（通行再開）した。当初2011年度に予定されていた常磐富岡インターチェンジ - 相馬インターチェンジ間は、開通が延期された。なお、旧警戒区域外の南相馬インターチェンジ以北が2012年4月8日に先行開通した。その後、浪江インターチェンジ - 南相馬インターチェンジ間は2014年12月6日、常磐富岡インターチェンジ-浪江インターチェンジ間も2015年3月1日に開通し、この日をもって常磐自動車道は全線開通した。
東北地方整備局は沿岸部の都市への救援のためくしの歯作戦を実行した。
2019年6月時点、福島県浪江町請戸の旧請戸小学校近くの道路には津波の引き波によるアスファルトの表層部分の変位（海側へのずれ）が明瞭に残っている。東北地方太平洋沖地震による津波の痕跡がこのように見られる場所は非常に限られており、防災学習などの分野としても貴重である。

#### 鉄道

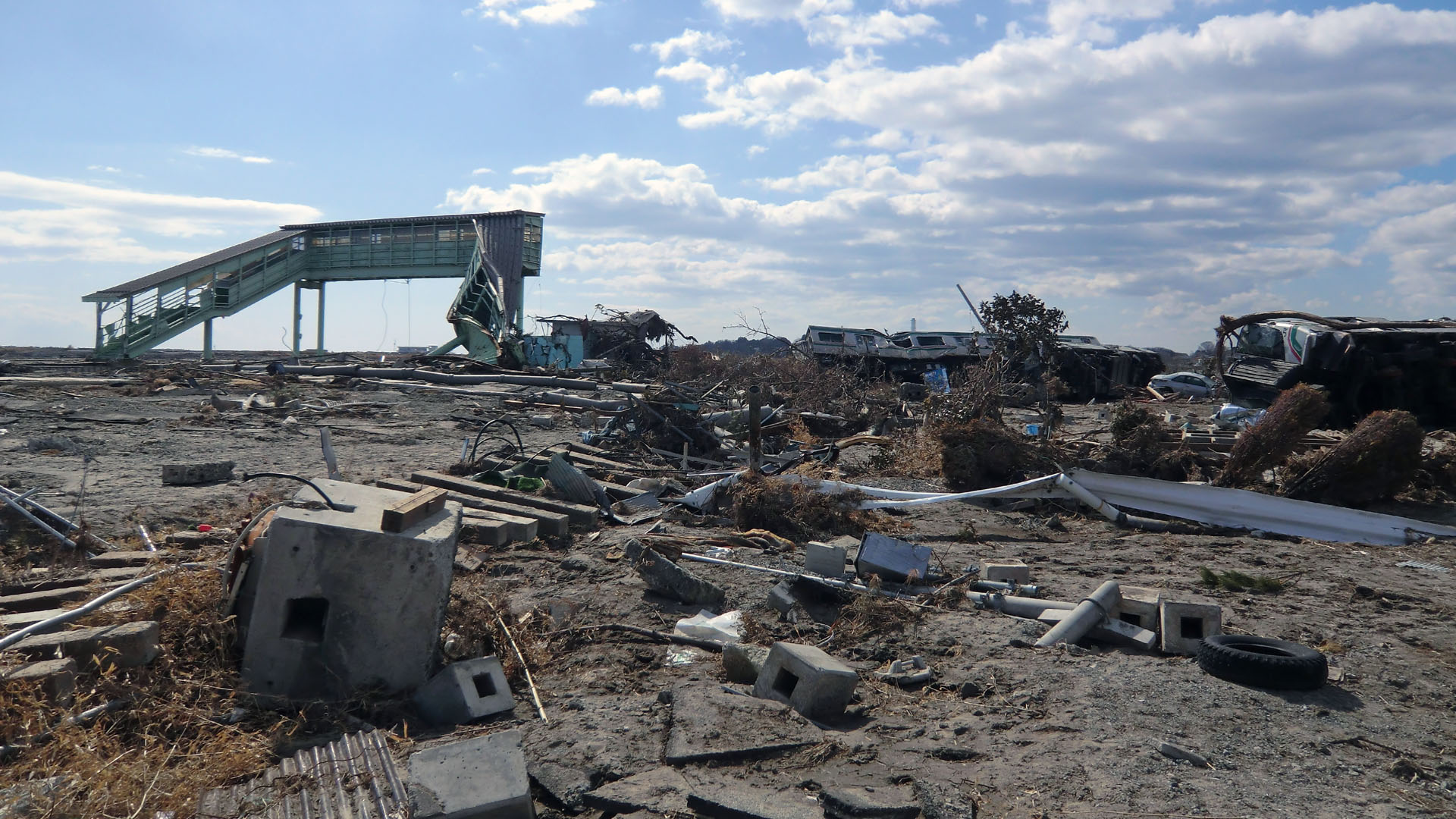
津波により駅舎が全壊した新地駅（2011年4月4日、福島県新地町）

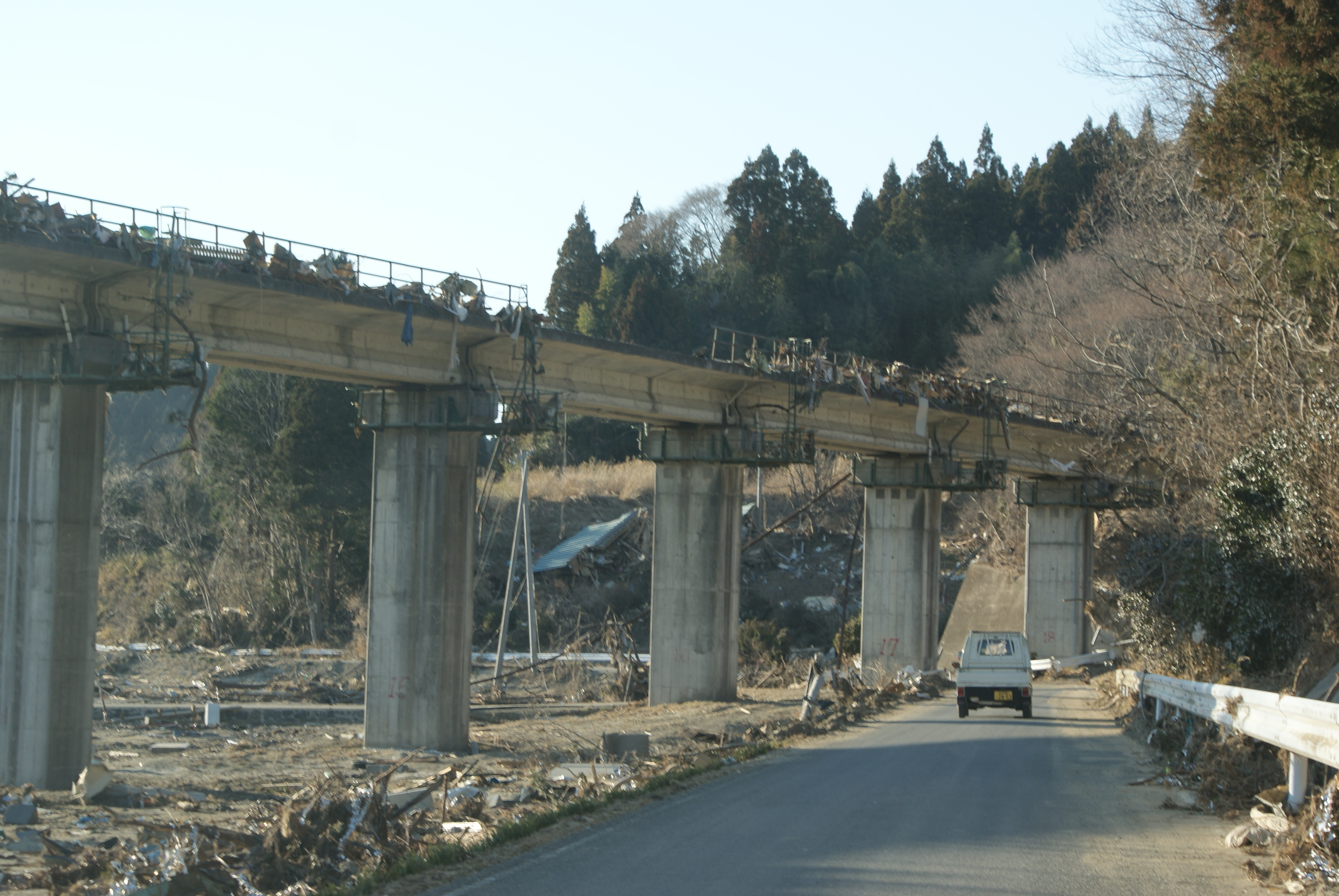
津波により落橋したJR気仙沼線の津谷川橋（2011年4月6日、宮城県気仙沼市）

東日本旅客鉄道（JR東日本）管内の東北新幹線では、仙台駅など5つの駅が被害を受けたほか、電柱や架線、高架橋の橋脚など約1,100箇所が損傷した。また、気仙沼線など在来線7線区で23駅が流失、線路が約60キロメートルにわたって流されるなどの被害が発生した。
三陸鉄道は北リアス線と南リアス線が線路流出や高架橋の決壊などで、一時全線不通となった。その後、復旧工事が進められ順次営業を再開し、2014年4月5日に南リアス線、翌6日に北リアス線が全区間で営業運転を再開した。このほか、仙台空港へ押し寄せた津波により仙台空港鉄道仙台空港線の仙台空港駅も甚大な被害を受けた。
地震発生直後より、JR東日本は新幹線と在来線の運転を終日運転見合わせ、関東・首都圏では私鉄と地下鉄の全線が運行を停止した。このため、職場などから自宅へ帰宅することが困難となった帰宅困難者が首都圏で推計約515万人発生、そのうち自治体が用意した待機場所で11万人以上、国などの公的施設も待機場所として開放され、そこでも多数が交通機関復帰まで留まった。首都圏の鉄道各線の運転再開時刻については「東日本大震災による帰宅困難者#首都圏の鉄道会社への影響」を参照。また、3月14日からは計画停電の影響などにより、各路線で列車の運休、減便などが行われた。

#### 航空

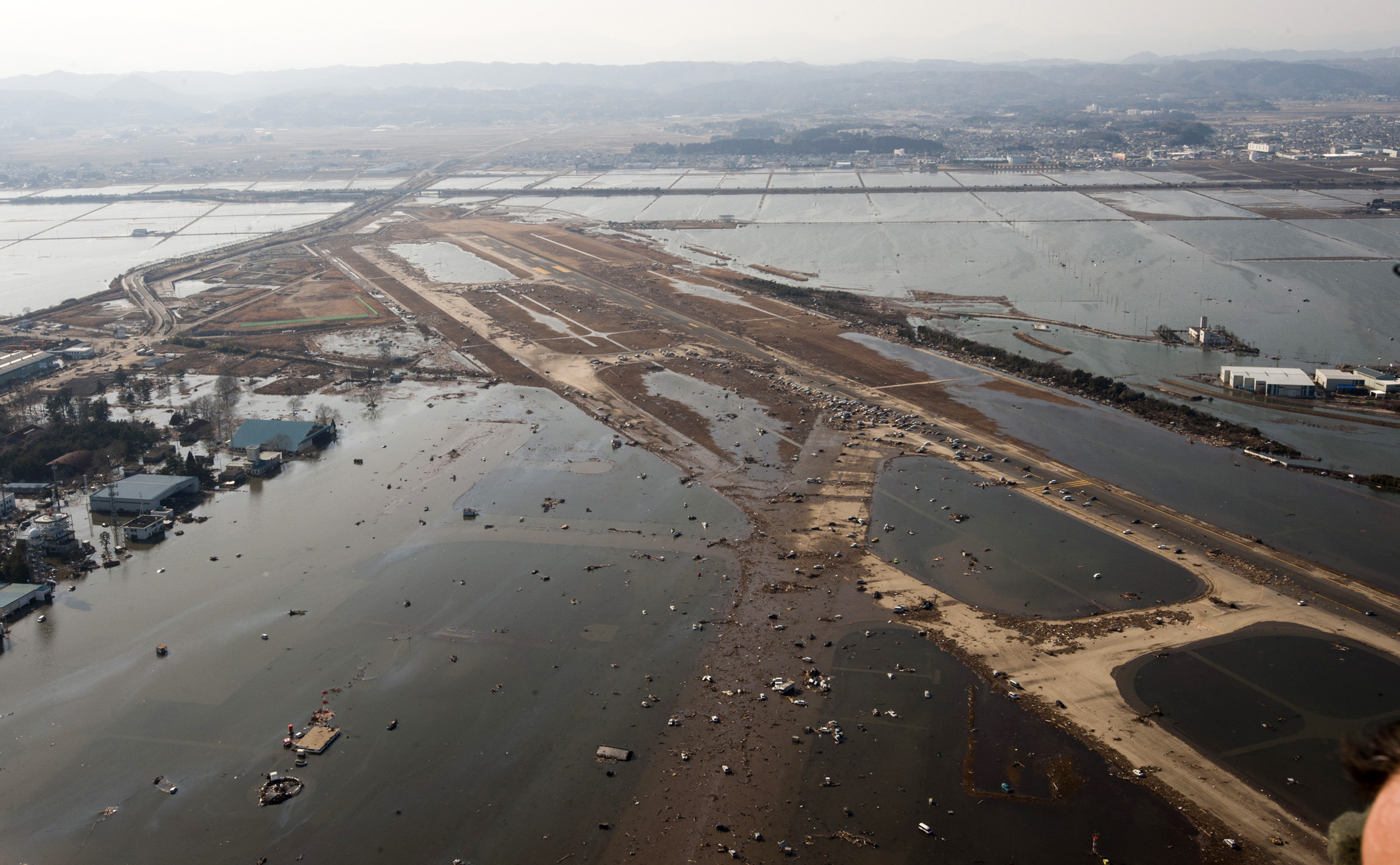
津波の影響で泥水が堆積している仙台空港（2011年3月13日、宮城県名取市）

仙台空港は滑走路が津波で冠水し、空港ターミナルビルも大きな被害を受けたため、離着陸を停止した。津波により1Fは完全に水没し、助けを待っていた約1,200人が孤立していたが、13日にほぼ全員が救出された。また、ターミナルビルのほか、空港設備・作業車両なども大きな被害を受けた。津波により空港に駐機、および地上施設内で整備中の航空機がほぼ全滅することとなった。これらの被害機の中には、海上保安庁の第二管区海上保安本部仙台航空基地所属の航空機が多数含まれている。
4月13日から日本航空が国内線の一部で1か月ぶりに運航を再開し、7月25日に約4か月半ぶりに国内線定期便の運航を再開。9月25日には空港ビルも完全復旧し、国際線定期便の運航が再開された。仙台空港の機能回復のため国土交通省では、排水路などの障害物の除去による自然排水の促進のほか、国土交通省が全国に配備している排水ポンプ車25台を集め、3月20日より広範囲の浸水解消を重点的、機動的に実施した。
花巻空港（岩手県）は旅客の対応が当面不可能として定期便の運航を停止し、緊急輸送のみを対象に3月11日18時50分から運用を再開した。三沢空港（青森県）も18時50分に運用を再開した。福島空港はタワーのガラスが全壊したものの運用可能であったため、閉鎖された仙台空港の代替として関西や札幌（北海道）と結ぶ臨時便を運航することになった。山形空港は停電で運用を停止していたが、3月12日4時から運用を再開し、臨時的に24時間運用を開始した。茨城県小美玉市の茨城空港はターミナルビルの天井の一部が落下。3月12日には空港を閉鎖し、全ての便が欠航になった。茨城空港は14日から定期便の発着を再開し、花巻空港も17日にターミナルビルの営業を再開した。
空港内の震度計が震度5強を記録し、長距離を飛行して燃料残量が少ない多数の国際線航空機が向かっていた成田国際空港（千葉県成田市）や、震度5強を記録した東京国際空港（東京都大田区）安全確認のために地震発生直後に全ての離着陸を中止、空港を閉鎖したため、両空港に向かっていた航空機86機が降りられなくなり、中部国際空港（愛知県常滑市）や関西国際空港（大阪府泉佐野市）、新千歳空港（北海道千歳市）や横田基地（東京都立川市、昭島市、福生市、武蔵村山市、羽村市、瑞穂町）へダイバート（代替着陸）した。茨城空港も滑走路には異常がなかったことと、自衛隊共用であるため有事の際には航空自衛隊の援助が受けられるとして2機を受け入れている。なお、このうちの14機は燃料不足で「緊急事態宣言」を出した。羽田空港は一部施設に損傷が確認されたものの、当日中に安全が確認され再開されたが、旅客ターミナルや施設の一部に損傷が起きた成田空港の再開は12日朝に持ち越された。しかし、京成電鉄・JR東日本が12日午後まで運休となった上、東京の都心部との間のリムジンバスの運行も12日夜まで運休するなど成田空港への公共交通機関によるアクセスが一時的に断絶した。なお、福島第一原子力発電所事故発生後に国際民間航空機関（ICAO）、国際航空運送協会 （IATA）、および世界保健機関（WHO）から、日本への渡航について「健康上のリスクは認められない」とする声明が出されたにもかかわらず、ルフトハンザドイツ航空やアリタリア-イタリア航空などの一部の外国航空会社が、放射能の影響や余震を恐れて成田空港への発着便を中部国際空港や関西国際空港への発着に切り替えた。

### 輸送
震災によって道路・線路などの交通網が被害を受けたことから、郵便や運送などにも大きな影響が出ている。

#### 石油
震災の影響により、東北・北関東太平洋岸に立地する2製油所（JX日鉱日石エネルギー仙台製油所、鹿島石油鹿島製油所）および16油槽所の全てが稼働停止または出荷不可能状態となり、京浜・千葉地区においても7製油所の内4製油所が稼働を停止し、国内原油処理能力（約450万BD）が約30%（約140万BD）減少した。加えて、東北6県でサービスステーション約220箇所が被災により営業困難となり、また、石油製品輸送用タンクローリー約150台被災するなど多大な被害が発生したことで、被災地は深刻な燃料不足に陥った。
政府は当初石油の生産量の方に気を取られており、石油の物流の問題への対応が遅れた。3月17日になり海江田万里経済産業大臣は「タンクローリーを西日本から300台移す」と発表。同日、JR貨物によりJX日鉱日石エネルギー根岸製油所から日本海側の鉄道路線を利用し盛岡貨物ターミナル駅への石油列車の運行が行われる。3月23日には国鉄DD51形ディーゼル機関車二重連での磐越西線経由による郡山オイルターミナルへの石油輸送も行われた。3月19日には仙台港に入港した海上自衛隊の輸送艦おおすみが灯油入りドラム缶70本（14kl）を輸送したほか、3月21日には仙台塩釜港塩釜港区の油槽所にオイルタンカーの第一船が入港している。また、3月23日までに被災10港で暫定の航路が確保され、海上からの緊急物資の搬入が可能となった。

#### 水道
震災直後は、宮城・岩手・福島・茨城の4県を中心に北海道から愛知県まで広範囲に渡り、17道県の少なくとも約140万戸で断水が発生した。各地の水道事業者などで作る日本水道協会は、全国の応急給水車約210台に、東北・関東両地方の被災地への派遣を要請。中部、近畿、中国、四国、九州の主に西日本側の自治体の給水車が被災地へと派遣された。

#### 物流

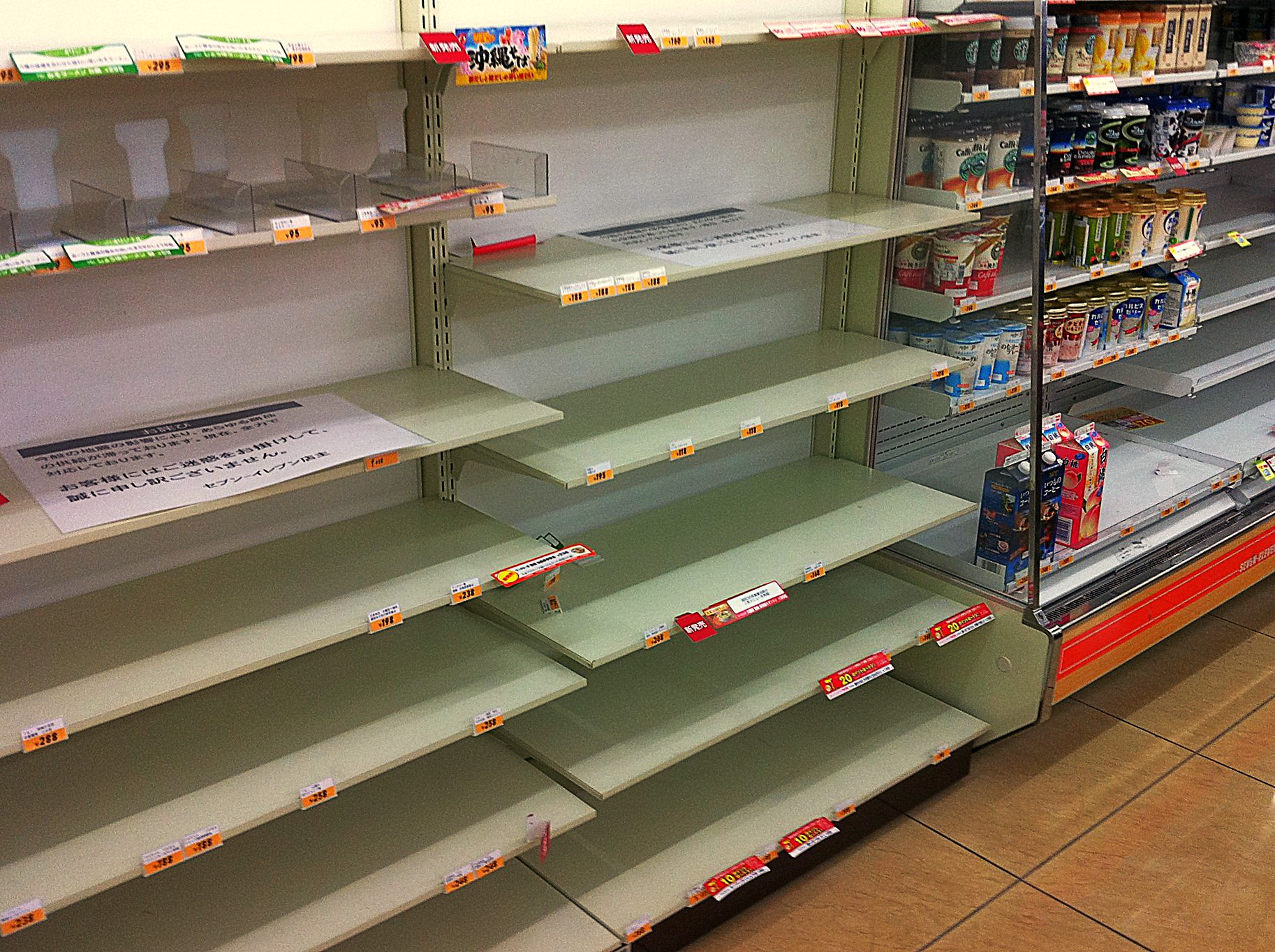
配送停止により商品が激減したコンビニエンスストア（2011年3月11日、東京都足立区で撮影）

東北地方を中心に100局以上の郵便局に建物全壊や浸水などの大きな被害が出ており、また長野県北部地震によるものや被害規模の小さいものも含め約600局の郵便局に被害が出た。このほか簡易郵便局、集配センターなどの郵便ネットワーク施設や、それら施設などで郵便業務に従事する者にも多くの被害が出た。かんぽの宿松島には津波が3Fまで押し寄せたが、130人以上の避難者と共に4Fに移動し、12日には全員が救出された。また、青森県・岩手県・宮城県・福島県・茨城県で郵便物の配達が困難になり、北海道・東北6県・茨城県を差出元・差出先とする宅配便の引き受けを中止した。
ヤマト運輸は3月11日、北海道および東北6県への全商品の荷受け・集荷および関東への低温宅配サービスなどの荷受けを中止した。佐川急便も北海道・東北行の集荷と関東行の一部集荷を見合わせた。日本郵船は、貨物船3隻が福島県で津波の被害に遭った。
電子商取引大手・アマゾンジャパンは、同社の流通設備における地震被害により、速達サービスを停止すると共に、北海道および東北への商品配送を停止した。

### 電力
地震直後、東北電力管内では、青森県・岩手県・秋田県の全域、山形県・宮城県のほぼ全域、福島県の一部で合わせて440万戸、東京電力管内では茨城県全域などの404万6千戸が停電した。その後、東京電力では3月19日1時までに停電が解消した。東北電力管内では、4月7日16時までに停電世帯は16万戸まで減ったが、7日夜に起きた余震の直後に再び401万戸が停電した。
複数の発電所が停止したことによる電力不足を受け、東京電力管内では地域を分けて順に停電させる輪番停電（計画停電）が3月28日まで実施された。夏場には電力需要の高まりから再び電力不足が予想されたため、東京電力と東北電力の管内で大口需要家へ15 %以上の節電を義務付ける電力使用制限令が発動され、節電努力により計画停電は回避された。しかし事故の影響から、定期検査に入った各地の原子力発電所の再稼働を地元の自治体が認めなくなったため、全国の原発が次々と運転を停止。関西電力・九州電力・北海道電力などでも夏季と冬季を中心に電力不足となって節電が呼びかけられた。

### 通信
アジアの通信各社では、インターネットや電話に使用される海底ケーブルが一部損傷を受けた。東日本電信電話（NTT東日本）は、地震の影響で電話が集中し、交換機の処理能力を超える恐れがあったため、最大90%の通話規制を実施した。また、被災地周辺の公衆電話を無料で利用可能とした。NTTドコモ・東北支社は、携帯電話の無料充電や衛星携帯電話の貸与などのサービスを提供した。停電によって機能停止した携帯電話基地局は備えつけの自家発電により継続稼働させたが、停電が長時間に及んだため自家発電施設の燃料が枯渇、相次いで停波し通信サービスが停止した。そのため、移動電源車や可搬型発電機を配備した。
移動体通信各社では通信障害により電話がつながりにくい状況が生じ、音声通話についてNTTドコモでは90%、KDDIでは95%、ソフトバンクテレコムでは70%の通信規制を実施した。音声通話の通信規制が続く中、インターネットを使った情報交換が活発となった。旧Twitter（現・X）などのソーシャル・ネットワーキング・サービス（SNS）では、被災者に対する呼び掛けや、ボランティアや人道支援に関する呼び掛け、医師による健康相談などが行われた。また、東京電力の電気供給能力の不足による停電の恐れがある中、節電を呼び掛ける活動も行われた。一方、情報交換の容易さからデマ情報も多く発信され、問題となった。
また、一部アマチュア無線において7030kHzで非常通信が行われ、情報伝達などの協力を行った。

### 宗教
伝統宗教・新宗教共に施設に被害を受けている。神社の被害報告は4,818件に上り、これは本殿の全壊・半壊を含む。国の登録有形文化財であった日本基督教団福島教会は被災後、修復費用が膨大となったことから取り壊された。
宗教法人や宗教家は震災直後から被災者への支援に乗り出しており、金銭・物資の提供、信者によるボランティア、宗教施設の避難所としての開放などが続けられた。新宗教の中には多額の義捐金を出したところもある。
宗教学者の山折哲雄は、橋本五郎との対談で、ある意味「精神的末法」である震災後の世界の中での宗教の役割を問われ、「阪神大震災（1995年）、東日本大震災の両方で宗教者は一生懸命やっていてもボランティアと同じレベルだった」という。「SNSが肥大化し、宗教者の言葉が現代の人々に届かなくなっているが、しっかりした言葉を発して欲しかった」とする。

### 地域別の被害状況
東日本大震災により、多数の殉職者が出た。消防隊員および消防団員262名、警察官25名、自衛官2名のほかにも、役場の職員、教職員、医療機関や介護施設の職員などを含めると、津波により数百名が在職中に犠牲になった。
特に多くの人が亡くなったのが地域の防災支援ボランティアの役割を持つ消防団員で、発生時刻が平日の昼間の時間帯であり、地震 - 津波襲来までの時間に、防災マニュアル通りに防潮堤や水門閉鎖などの業務に従事したり、住民の避難誘導や情報収集、逃げ遅れた住民の救助などに当たったり、災害対応のため詰所へ参集途上の消防団員254人（2023年3月1日時点）が死亡ないし行方不明となった。
2011年7月14日15時 (JST) 時点で、死者・行方不明者数の合計が100人以上の自治体は、岩手県、宮城県、福島県の22市町村に上っていた。

#### 青森県
青森県内での死者の数は八戸市で1名、三沢市で2名の計3名、行方不明者は八戸市の1名であった。いずれも地震に伴い発生した津波によるものである。負傷者は、重傷者18名、軽傷者77名の計95名であった。
私立学校関係の被害は、3市町16校（園）に及び、その被害額は約9,000万円であった。このうち、幼稚園が1市7園、約300万円、中学校が1市1校、8万円、高等学校が1市5校、約8,500万円、専修学校が3市町3校、約200万円となっている。
県庁舎関係の被害額は約100万円であった。このうち、県庁舎が約50万円、合同庁舎が約50万円となっている。県庁舎では、南棟、東棟に廊下のひび割れや床の一部破損などが生じたほか、西棟立体駐車場でも車両の入庫ができない程度の破損が生じた。合同庁舎では、むつ合同庁舎に被害が見られ、壁のひび割れなどが主なものである。
廃棄物処理施設関係では、八戸地域広域市町村圏事務組合のし尿処理施設2施設の地下ポンプ室が津波により冠水し、その被害額は約11億8,100万円であった。

#### 岩手県
岩手県の被害は津波によるものが中心であった。被害が特に大きかったことから宮城県、福島県とともに被災3県として総称される。
岩手県沿岸は海岸線近くまで山地が迫り、平地が狭いという地形のため、津波による浸水面積は58 km2と3県では最も小さかった。しかし、その狭い平地に漁港と市街地が広がっていたため、浸水域の人口は約11万人であり、浸水域の人口密度は1,900人/km2と3県で最も大きかった。
県中南部は津波高が増すリアス式海岸のため、津波常襲地域であり、津波への対策（防波堤・防潮堤）の規模は日本随一であった。過去の津波の伝承や石碑（自然災害伝承碑）が至るところに残り、住民の防災意識も高く、多くの人々が避難行動を取ったが、想定を大きく上回る規模の津波が押し寄せたため、甚大な被害を受けた。
陸前高田市では、市民会館や市民体育館などの指定避難所の多くがほぼ天井まで水没して避難者の大半が死亡し、市街地全域が壊滅的被害を受けた。高田病院で4階まで浸水し27人が亡くなるなど、1,800人弱の犠牲者を出した。市職員も3分の1弱に当たる113人が犠牲になり、浸水域人口に対する犠牲者率は、宮城県女川町に次いで高く、大槌町と同率の11.72%であった。
大槌町では、役場で災害対策本部の準備をしていた職員60人中、町長であった加藤宏暉を含め30人以上が亡くなるなど、1,300人弱が犠牲になった。また、火災も発生した。浸水域人口に対する犠牲者率は、宮城県女川町に次いで高く、陸前高田市と同率の11.72%であった。
釜石市では、本来は災害後の避難生活を主とした施設であった鵜住居地区防災センターで津波避難の訓練も行われていたため（最大の可能性として）244人が避難して210人の死者が発生するなど、約1,050人が犠牲となった。元新日鉄釜石ラグビー部の選手で、釜石ラグビー協会会長であった佐野正文や、マスターズ陸上で世界記録を持っていた104歳の下川原孝も犠牲となった。また、ギネス世界記録にも認定されていた世界最深の釜石港湾口防波堤が破壊された。鵜住居地区は、市内の犠牲者の半分以上を占める悲劇の一方で、「釜石の出来事（奇跡）」と呼ばれる津波教育の一部成功例もあった。市立釜石東中学校では、地震発生直後に生徒らが自己判断で避難先に各自走り出し、それを見た隣接の鵜住居小の児童も続いた。第一避難先の介護施設に到着して整列点呼で全員の無事を確認したが、想定にとらわれない教育のもと、中学生が小学生の手を引いてさらに高台へ走り出し、それを見た地域住民も後に続いた。学校は10mを超える高さの津波に襲われ、第一避難先の介護施設も1Fが水没したが、当日登校した生徒児童約600人全員が無事であった。また、生徒達がさらに上へと避難していく姿を見た介護施設側は、1Fの入所者を3Fへ移動させていたため、犠牲者が出なかった。
山田町では、介護老人保健施設「シーサイドかろ」で入所者74人・職員14人が亡くなるなど、750人以上が犠牲となった。また、津波に加えて大火も発生した。旧船越村では過去に高台移転をしていたのであるが、津波の記憶が薄れるにつれ低地に家が立つようになっていた。
宮古市の田老地区は、総延長2,433mのX字型、海抜10mの巨大な防潮堤が城壁のように地区を取り囲んでおり、住民は万里の長城と呼び、「津波防災の町」を宣言するほどであったが、それを破壊、越流した津波により、地区全体で185人が亡くなるなど、500人以上が犠牲となった。
大船渡市では、特別養護老人ホーム「さんりくの園」で62人が亡くなるなどし、延べ400人以上が犠牲となった。
この他に、野田村や田野畑村でも甚大な被害を受けた。

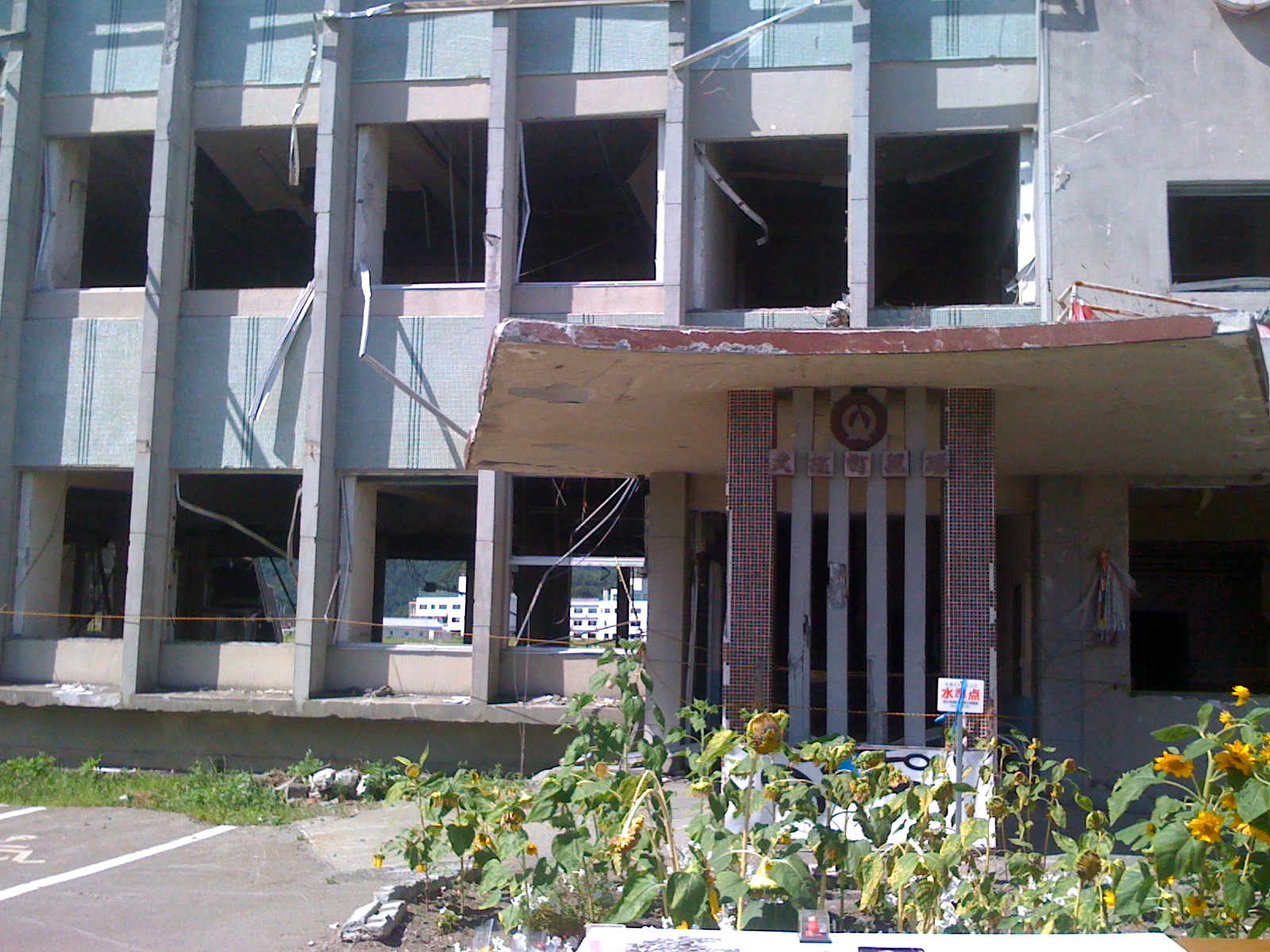
津波によって破壊された岩手県上閉伊郡の大槌町役場 （2011年4月4日撮影）
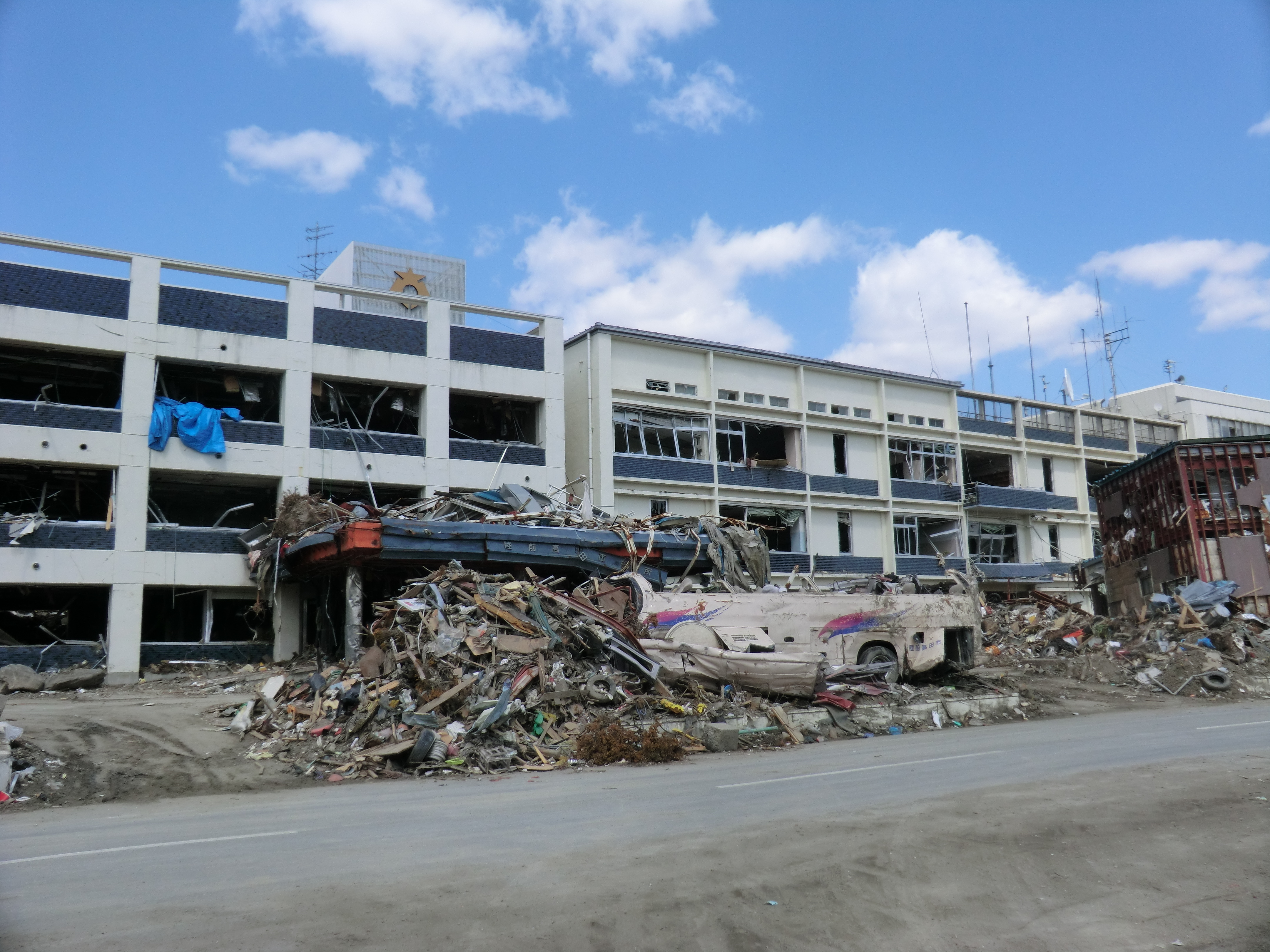
津波によって破壊された岩手県の陸前高田市役所 （2011年4月12日撮影）
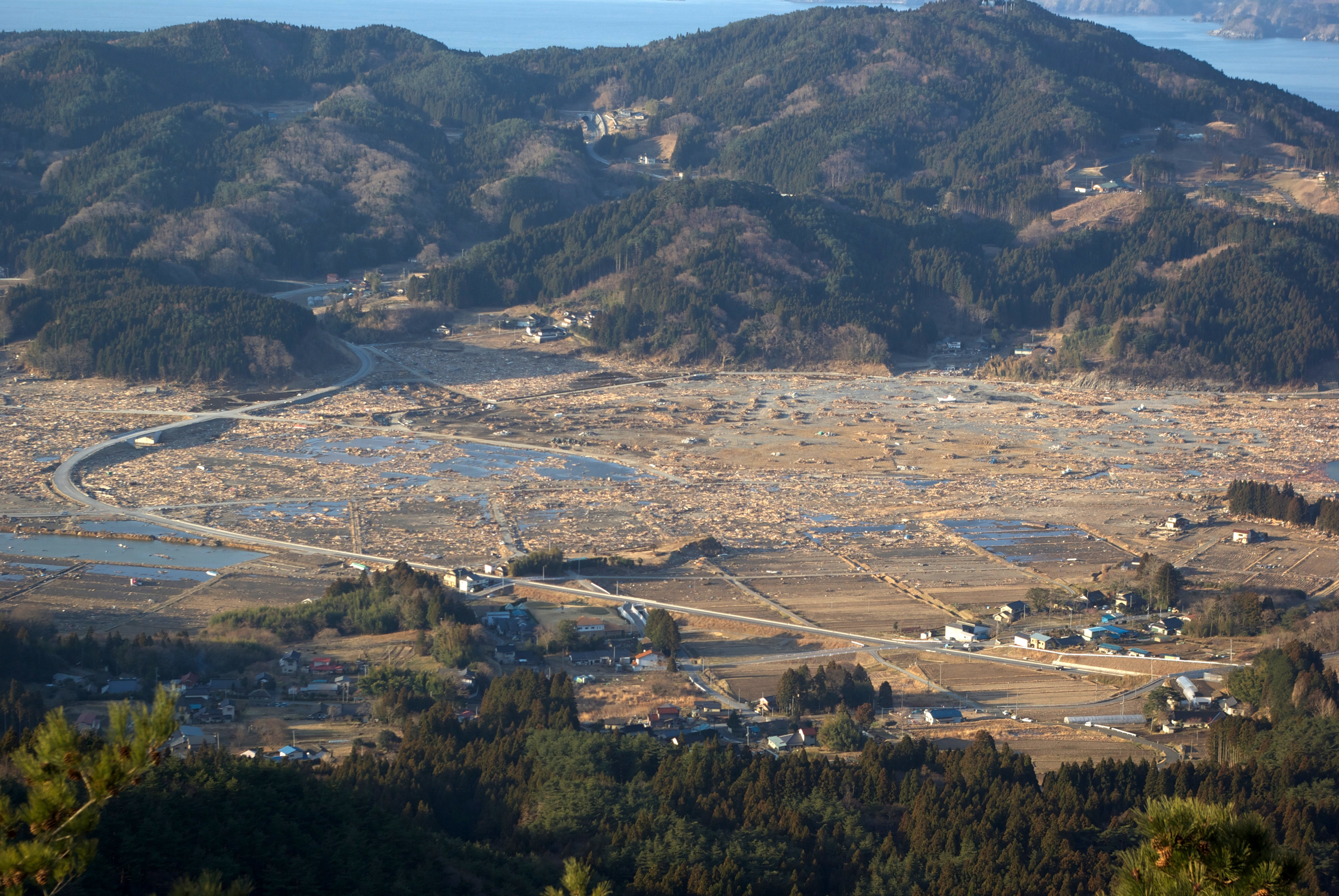
津波によって破壊された岩手県陸前高田市の中心部 （2011年4月3日撮影）
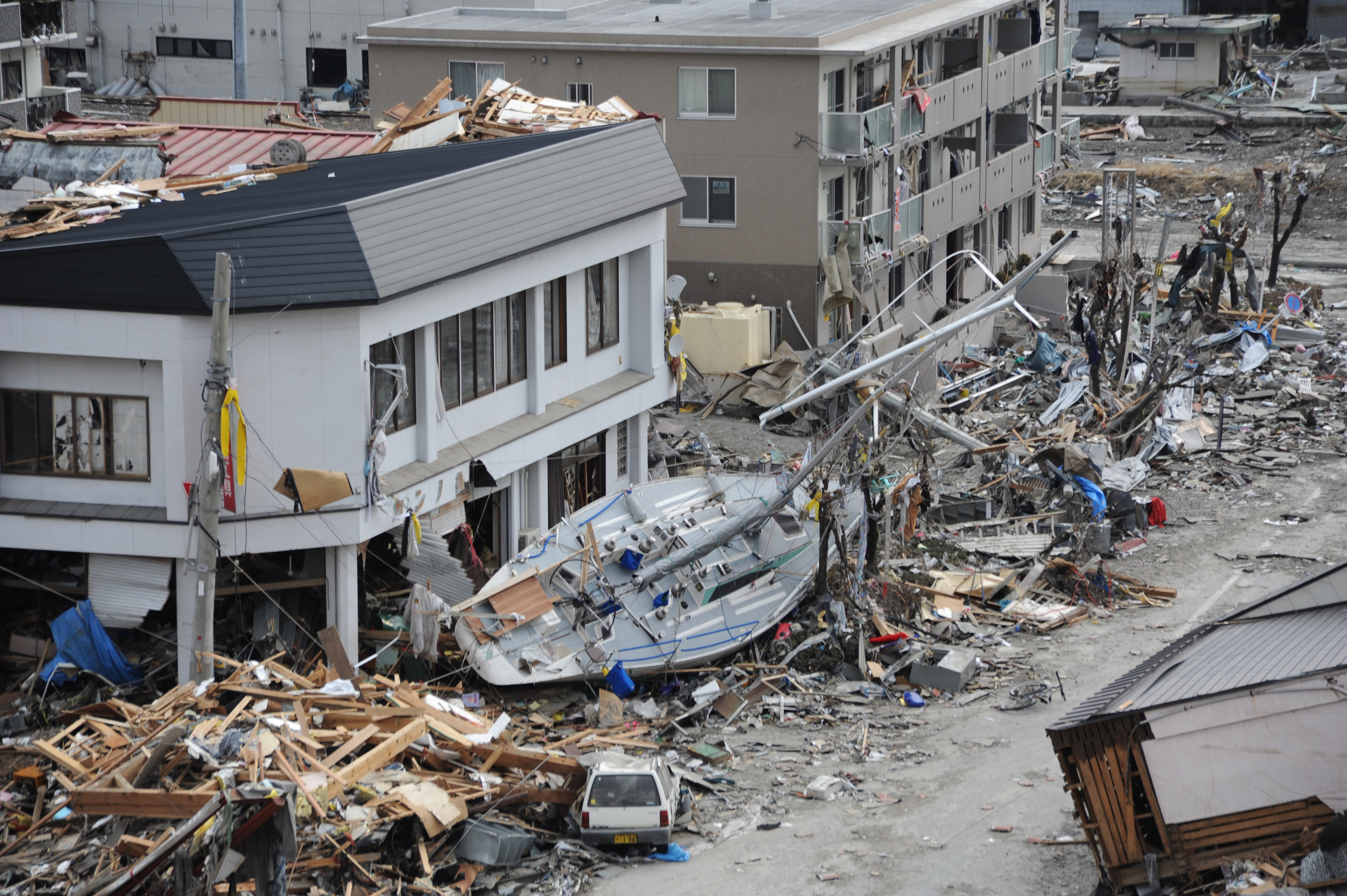
津波によって破壊された岩手県大船渡市の中心部 （2011年3月15日撮影）
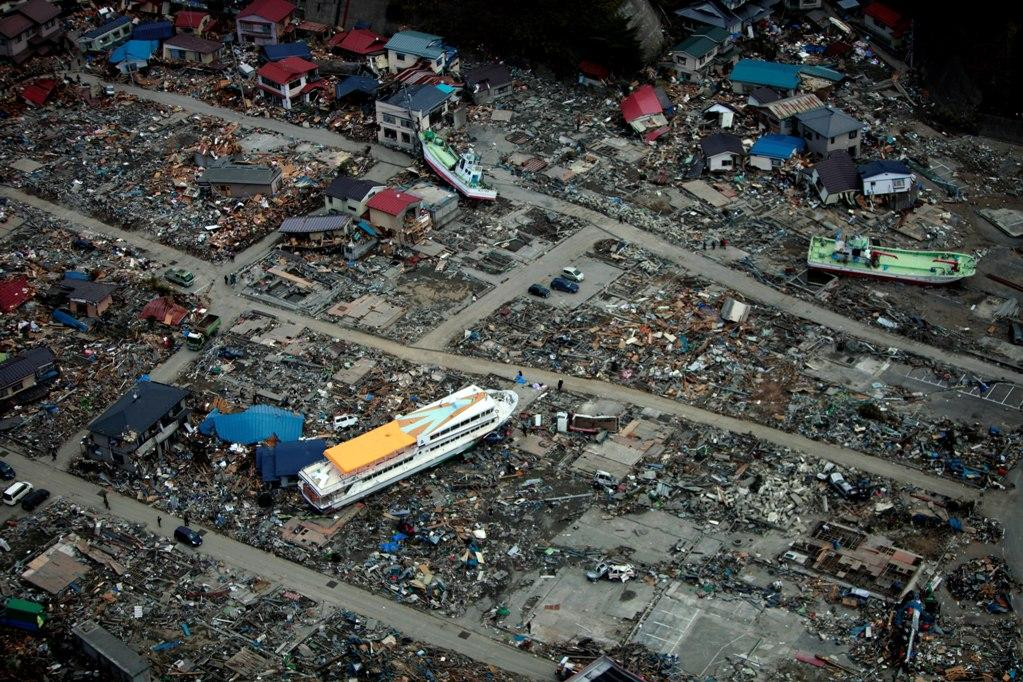
津波の被害を受けた宮古港のある岩手県宮古市鍬ヶ崎地区（2011年3月20日）

#### 宮城県
宮城県は、震源地に最も近く、福島県や茨城県と共に激震であった。津波の被害としては、浸水面積327km2と浸水域の人口約33万人はともに3県最大であったため、宮城県のみで阪神・淡路大震災を上回る犠牲者を出した。
県北部は岩手県中南部沿岸と同様に津波高の増すリアス式海岸のため、津波常襲地域であり、津波への対策（防波堤や防潮堤）がなされていた。過去の津波の伝承や石碑が至る所に残り、住民の防災意識も高く、多くの人々が避難行動を取ったが、想定を大きく上回る規模の津波が押し寄せたため、甚大な被害を受けた。
県中南部は単調な海岸線であったが、水深の浅い仙台湾で津波の速度が落ち、後の津波が追いついて津波高が増した。速度が落ちたため襲来まで1時間あったが、北部に比べて中南部は過去の津波が数百年前であり、住民の意識が低い中で想像だにしない津波に襲われた。平野が広がっていたため数キロメートル内陸まで浸水し、甚大な被害を受けた。
気仙沼市では、介護老人保健施設「リバーサイド春圃」で59人が、杉の下地区の住民が避難した海抜12 mの高台で93人が亡くなるなど、犠牲者は1,350人以上に及んだ。また、津波により漁船用燃料タンクが倒壊して広範囲に重油が流出して出火、大火災が発生し夜通し燃え続けた。火がついた大量のがれきが気仙沼湾内を漂い、東北最大の有人島である大島にも燃え移り、島民たちが総出で延焼を食い止めた。「津波火災」も参照。
南三陸町では、3階建ての防災対策庁舎の屋上まで水没するなど町職員42人が、5階建ての公立志津川病院も4階天井付近まで水没し、入院患者107人中72人と職員3人が死亡。また、海抜15mの高台にあった特別養護老人ホーム「慈恵園」も1Fが水没して49人が亡くなるなど、850人以上が犠牲となった。
女川町は震源に最も近いリアス式海岸の町の一つであり、猛烈な津波が町を襲い、中心部は海抜20mの高さまでほぼ水没、強い引き波により鉄筋の建物の倒壊も目立った。指定避難所であった町立女川病院（女川町地域医療センター）は、海抜16mの高台にあったにもかかわらず、1階が完全に水没した。七十七銀行女川支店では屋上に避難していた行員13人が流され12人が亡くなるなど、犠牲者は約900人であり、浸水域人口に対する犠牲者率は当震災において最大の11.97%であった。一方、5階建ての生涯学習センターでは、屋根付近まで水没したにもかかわらず、鉄扉で密閉され窓もなかったボイラー室に避難した30人弱が無事であった。
石巻市は、本震災最多の3,700人以上の犠牲者を出している。
市内北東部、リアス式海岸に当たる旧雄勝町、旧北上町、旧河北町の沿岸はほぼ完全に壊滅した。雄勝湾の最奥狭部の入り江に立地した3階建ての雄勝病院は、職員が入院患者を屋上まで搬出しようと奮闘したものの、その屋上を数メートル超える津波により入院患者40人全員と職員30名中24名が死亡または行方不明、北上川の河口北側にあった石巻市北上総合支所では職員と避難者合わせて57人のうち生存者は3人のみであった。津波はその北上川を氾濫させながら猛烈な勢いで遡上し、5 km上流に位置する石巻市立大川小学校（旧河北町立）では徒歩で避難していた児童78人・職員11人が流され、助かったのは児童4人・職員1人のみであった。
市内南部が旧石巻市であり、岩手・宮城・福島では最大規模約12万人の市街地が海に面して広がっていた。このため犠牲者数も多く、また市内各地で身動きが取れない交通渋滞が発生し、そのまま津波に呑まれて犠牲になる者も非常に多かった。前市長であった土井喜美夫も犠牲となった。
東松島市では市域の36%が浸水した。野蒜地区は、東側の仙台湾（石巻湾）から押し寄せた津波が内陸2キロメートル弱を横断し、西側の松島湾に流れ込んだ。野蒜小学校の体育館で13人が、特別養護老人ホーム「不老園」の入所者56人が亡くなるなど、野蒜地区や大曲地区が壊滅的被害を受け、約1,100人が犠牲となった。航空自衛隊松島基地も冠水し、多くの航空機が破損した。その一方、野蒜地区では民間人の佐藤善文が自宅裏の岩山に10年かけて避難階段と避難小屋を作っていた。近所の住民は「津波なんてここまで来るわけがない」と佐藤を変わり者扱いし、この避難所を「佐藤山」と呼んでいたが、結果的に約70人が津波被害を免れた。
多賀城市は仙台市のベッドタウンであり、大きな幹線道路2本に沿って郊外型の大型店が建ち並んでいた。海に面しているのは東部の砂押川河口のごく一部であり、市民ですら海の街という認識は薄く、幹線道路を通過する市外の者はさらに認識が薄かった。地震の混乱で道路が大渋滞しているところ、建物の間から突然津波が襲来した。犠牲者は2本の幹線道路の車内を中心に200人弱であり、その半数は市外に住む人であった。
仙台市は104.7万人（2011年3月1日推計人口）を擁する政令指定都市であったが、沿岸部の仙台平野の大部分が開発が制限される市街化調整区域であり、田園地帯が広がっていたため、人口密集地への浸水はほぼなかった。しかし、沿岸部にあった主な集落である若林区荒浜地区や宮城野区中野蒲生地区が壊滅し、また仙台港一帯の工業地域や商業地域を中心に、犠牲者数は800人以上となった。若林区では区域の60%が浸水し、田園地帯を3 - 4 km内陸まで浸水する様子がNHKのヘリコプターからも撮影され、大きく報道された。荒浜にある仙台市消防ヘリポートも被害を受け、津波到達前に離陸した2機のヘリコプター以外の機材が使用不可能になる被害を受けたため、内陸部への移転が計画されている。
名取市では市域の27%が浸水した。中心市街地は内陸部にあったが、沿岸部にあった閖上地区が壊滅的被害を受けるなど、1,000人弱が犠牲となった。閖上大橋で地震の揺れにより大型トラックが荷崩れし、対向車線の乗用車運転手が死亡する事故が発生し通行止めとなったことで地区内で渋滞が起こったことも、犠牲者を増やす要因となった。仙台空港の滑走路が冠水する様子は、国内外で大きく報道された。
岩沼市は市域の48%が浸水して200人弱、亘理町でも町域の48%が浸水して300人弱が犠牲となった。仙台市や名取市同様に中心市街地は内陸部にあったが、沿岸部の集落が壊滅した。亘理町では元女子サッカー選手の佐藤恵利子も犠牲となった。
山元町では町域の38%が浸水した。養護老人ホーム「梅香園」と併設するケアハウスで82人が犠牲になり、また常磐山元自動車学校の送迎バス5台が津波に飲まれ、教習生と教官の39人が犠牲になるなど、700人弱が犠牲となった。
このほか、七ヶ浜町でも甚大な被害を受けた。
一方、松島町や塩竈市は周辺の自治体と比較しても被害が軽微であった。これは浦戸諸島とその奥にある松島湾内の島嶼群が津波の威力を緩和・分散したためと推測される。ただし、あくまでも周囲に比べれば軽微であったというだけであり、家屋の浸水や犠牲者が発生したことに変わりはない。

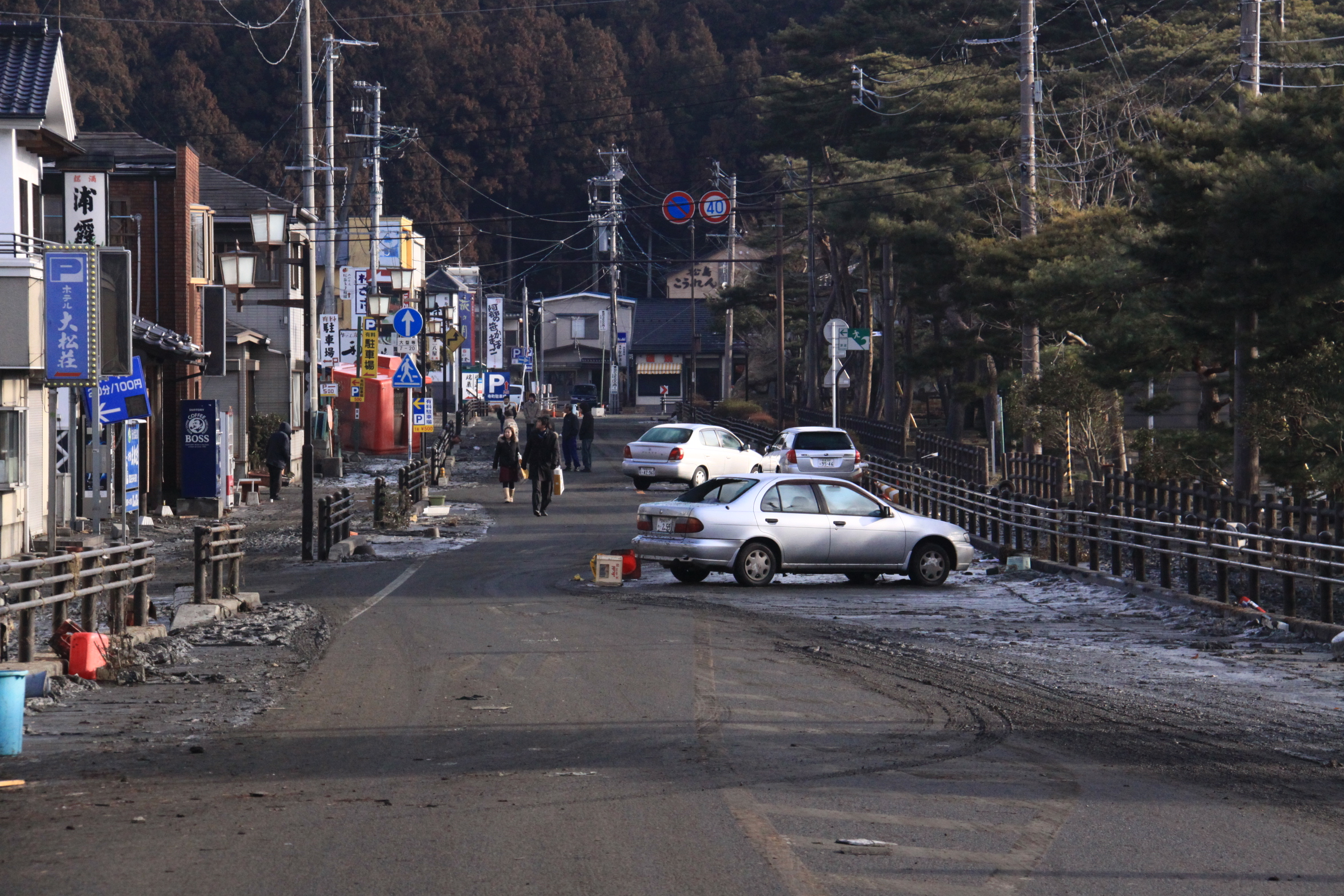
日本三景・松島の主要観光地区である松島海岸駅前は、松島湾奥部にあるため被害は比較的小さかった。 （宮城県宮城郡松島町、2011年3月13日撮影）
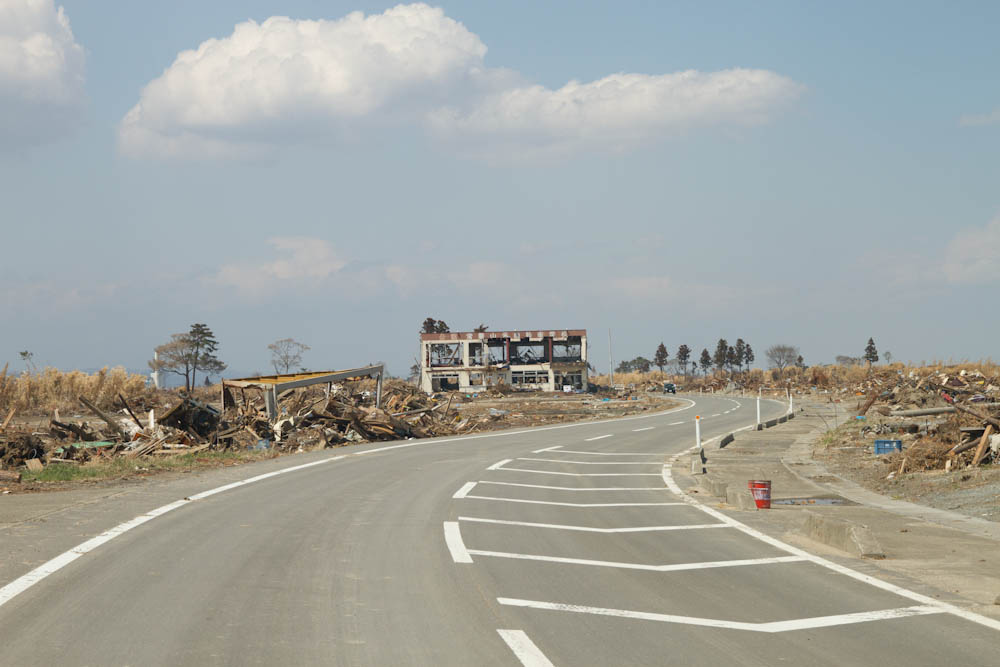
教習生、教官の24人が死亡、14人が行方不明となった常磐山元自動車学校 （宮城県亘理郡山元町、2011年4月28日撮影）
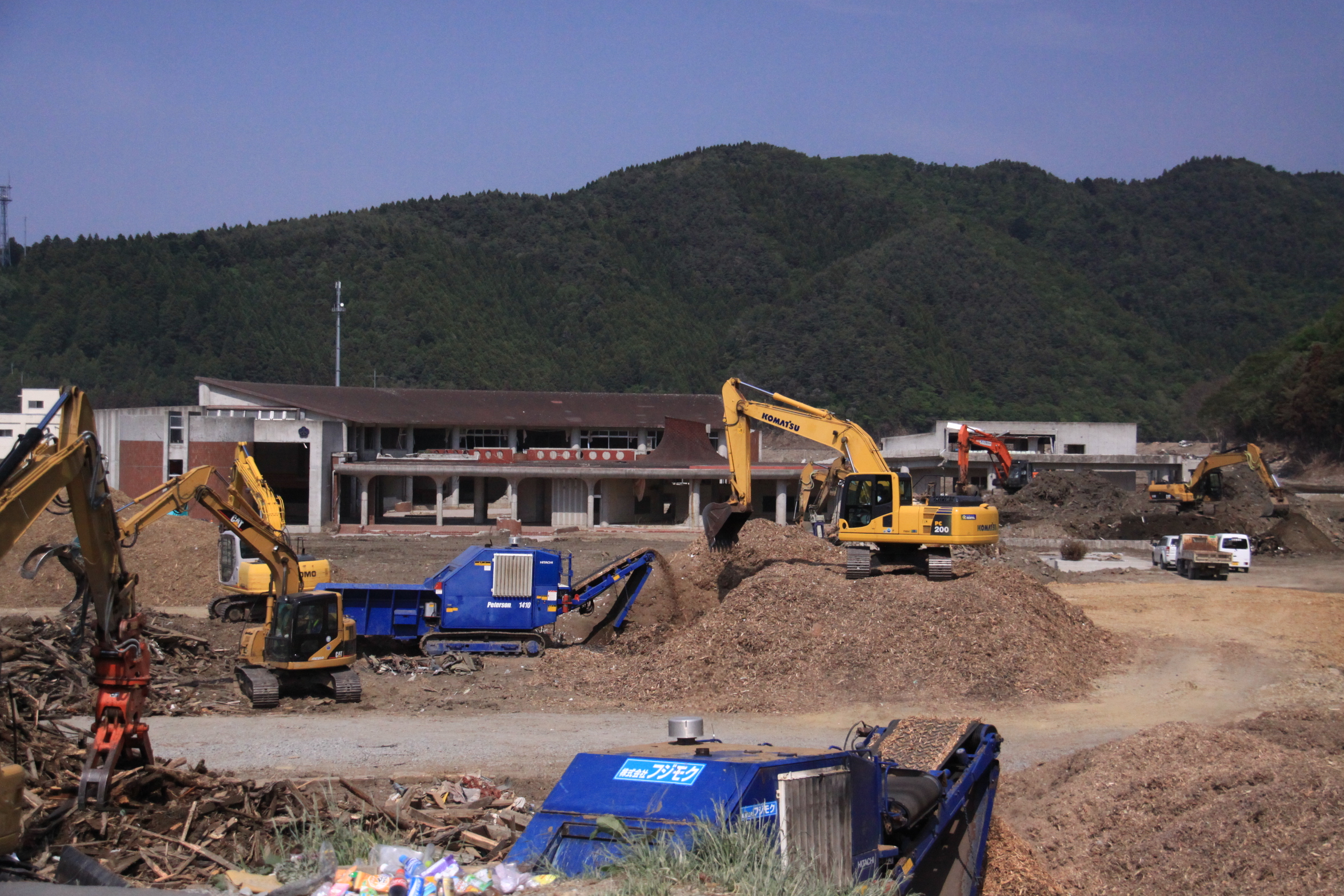
多くの児童・教員が津波の犠牲となった大川小学校 （宮城県石巻市、2011年5月19日撮影）
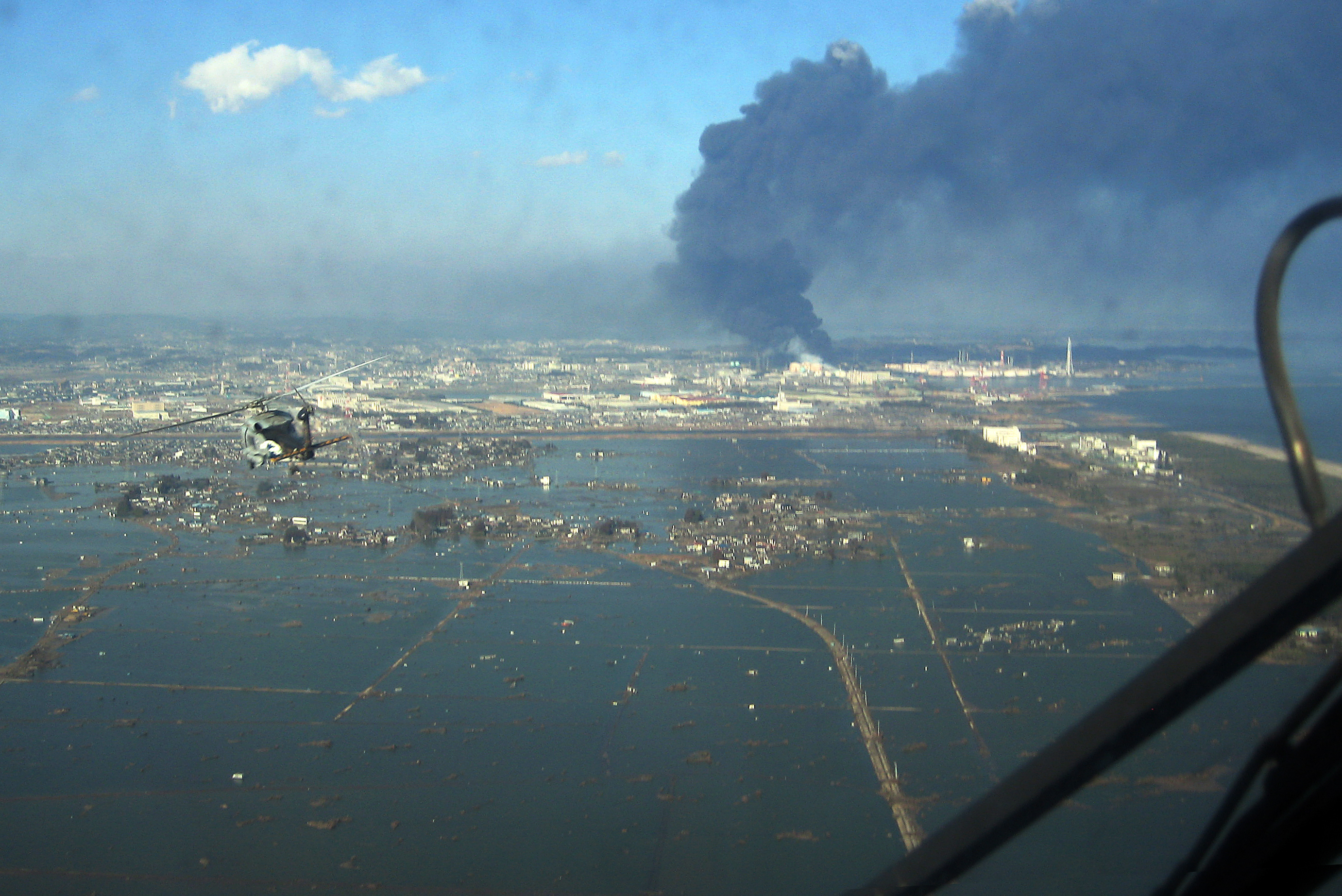
仙台市宮城野区沿岸上空から北向きに仙台港周辺を空撮（2011年3月12日）
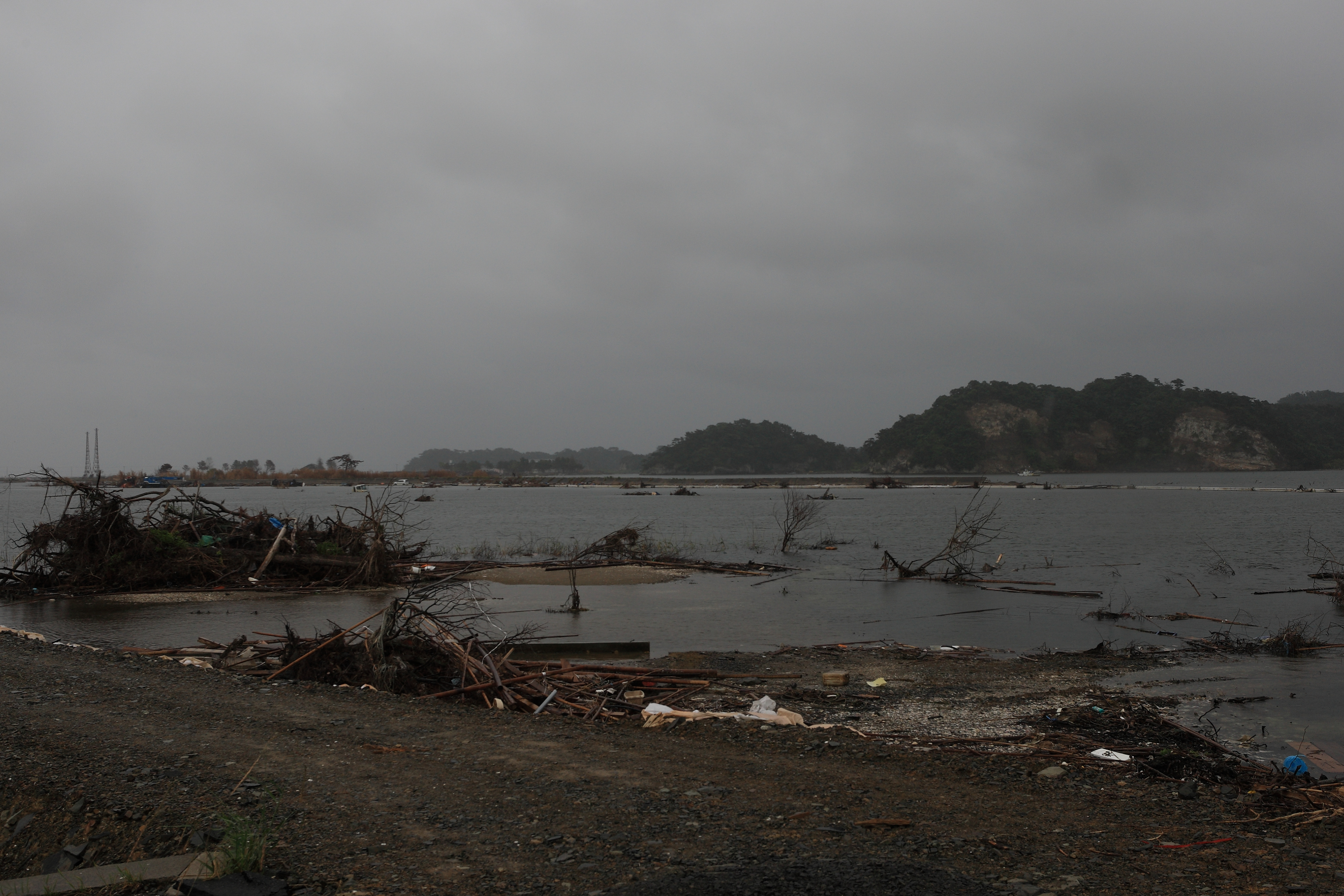
松島地区の被災状況。手前に広がる水面の多くが、元は陸地であった（2011年6月25日撮影）

#### 秋田県
秋田県の被害は、建物の一部損壊6棟、負傷者12名を出したが東北6県で唯一死者がいない県となった。

#### 山形県
山形県の被害は、死者3名、負傷者29名、建物の全壊が37棟、半壊が80棟であった。

#### 福島県
福島県は、沖合の全域が震源域となり、宮城県や茨城県とともに激震であった。
津波の被害としては、浸水面積は112km2と岩手県を上回っている。しかし、福島県の沿岸部は湾や入り江がなく、遠浅の地形のために漁港に適さず、港を中心とした市街地形成が成り立ちにくい県であった（日本の漁港一覧によると、岩手県111箇所と宮城県114箇所に対して、福島県10箇所）。沿岸市町村の中心市街地は、海岸線より数km内陸にあったため、浸水域人口は7万人弱、浸水域の人口密度は600人/km2と、共に3県で最も少なく、犠牲者数も比例して少なく済んだといえる（ただし、浸水域の人口が宮城県の1⁄5で、犠牲者が1⁄6であるため、犠牲率で見るとほぼ同じである）。
福島県沿岸は、仙台市以南から千葉県まで続く遠浅で単調な海岸線であり、過去に津波の伝承すら皆無であったために、住民の意識が低い中で津波に襲われた。広大な震源域の中に存在した3か所の大きな断層破壊の1つが茨城県北部近海であり、福島県南部のいわき市に最も早く津波が到達して北上し、宮城県沖で発生して南下してきた津波の動きと複雑に交わったと見られる。福島第一原子力発電所付近（大熊町）で15m、隣接する富岡町付近で20mと、周囲に比べても地形に特段の違いがないにもかかわらず極端に高い津波高を観測していることから、この付近では南北方向からの津波が増幅しあったと推測される。
漁港がある自治体で100人以上の犠牲者があり、相馬市で約450人、南相馬市で650人以上、いわき市で350人以上、浪江町で200人弱、新地町で100人以上が犠牲となるなど、甚大な被害を受けた。
このほか、双葉郡の双葉町、大熊町、富岡町、楢葉町、広野町の沿岸も大きな被害が出たが、沿岸集落がごく小規模かほとんどなかったため、それぞれ数十人の犠牲者であった。
双葉郡は漁港が未発達で産業に乏しかった過去から、積極的に東京電力の電力供給地となり、福島第一原子力発電所、福島第二原子力発電所、広野火力発電所と日本有数の電力供給源になっていた。震災により、日本がかつて経験したことのない全電源喪失による福島第一原子力発電所事故の発生へとつながっていく。
大熊町では、双葉病院に入院中の認知症患者と、隣接する老人介護施設の高齢者のうち227人が一時取り残された。原子炉建屋が水素爆発して20 - 30 km圏内の住民10万人以上が各地の避難所へ避難する混乱の中、132人は医師・看護師を同乗させないまま観光用バスに乗せられ、13時間かけて200 km移動した。残りの95人は5日後に自衛隊によって救助されたが、最終的に50人が衰弱死した。
このように、福島県では強制的な避難によって避難所を転々とする中で高齢者が犠牲となる事例が多く、震災関連死の認定者数も最も多い。
また、福島第一原子力発電所事故により発生した放射性物質の拡散は双葉郡に留まらず福島県の広範囲に広がった。12日20時には25km北の南相馬市で20μSV/h、15日4時には40km南のいわき市で24μSV/hの最大値を計測した。晴れていたため、風と共に通り過ぎる一時的な上昇であり、時間が経過するに連れて低減していった。放射性物質の放出は3月15日にピークを迎え、9時には正門付近で11,930μSv/hを計測した。15日午後には南東からの風に乗り、北西方面へと流れた。40km離れた飯舘村では16時に23μSV/hと急上昇し、18時半には45μSV/h、伊達市を経由し、60km離れた福島市でも17時に22μSV/hと急上昇し、19時半には24μSV/hを計測した。南東の風が長時間続き、高濃度の放射性物質が流れ込んでいる所に、不運なことに17時頃から県内各地で雨（雪）が降り始めたため、放射性物質は地面に落ちて土壌に沈着した。このため、北西方面に伸びるように深刻な土壌汚染を引き起こした。
飯舘村や伊達郡川俣町の一部は1か月後、伊達市の一部地域は3か月後にそれぞれ避難指定を受けたが、その指定から外れた福島市や伊達市などの中通り北部を中心に、母子避難や妊婦避難など数万人単位の自主避難者が発生することとなった。
地震の揺れ自体でも福島県は被害が大きく、犠牲者数も最も多かった。内陸の中通り地方でも被害が目立ち、白河市では六反山が大規模に崩落して13人、須賀川市では藤沼ダムの高さ18 m・長さ133 mの堤が一気に決壊し、約150万tの水が、樹木を巻き込んだ高さ2 - 3 mの鉄砲水となって1km以上離れた滝地区を襲い、8人がそれぞれ犠牲となった。地震によるダムの決壊は日本初であり、世界的にも1999年の台湾921大地震で決壊した石岡ダムなどについで稀有である。また、郡山市では市役所の一部が倒壊して1人犠牲になるなどした。
この白河市 - 郡山市にかけての中通り中南部は他県の内陸市町村と比べて家屋損壊も際立っており、矢吹町では総戸数の30%の家屋が全半壊、鏡石町では総戸数の23%の家屋が全半壊、郡山市では2万戸が全半壊、これらは共に津波被害がない内陸市町村としては最大級であった。
また、1か月後の4月11日には、いわき市南部の井戸沢断層付近を震源とする内陸直下型地震（福島県浜通り地震）が発生（震度6弱）した。この地震により、井戸沢断層と塩ノ平断層、また市内中部の湯ノ岳断層が同時多発的に数十kmに渡ってそれぞれずれ動き、市内の至る所で断層（最大落差2m）の出現や土砂崩れ、地割れが相次ぎ4人が犠牲となった。

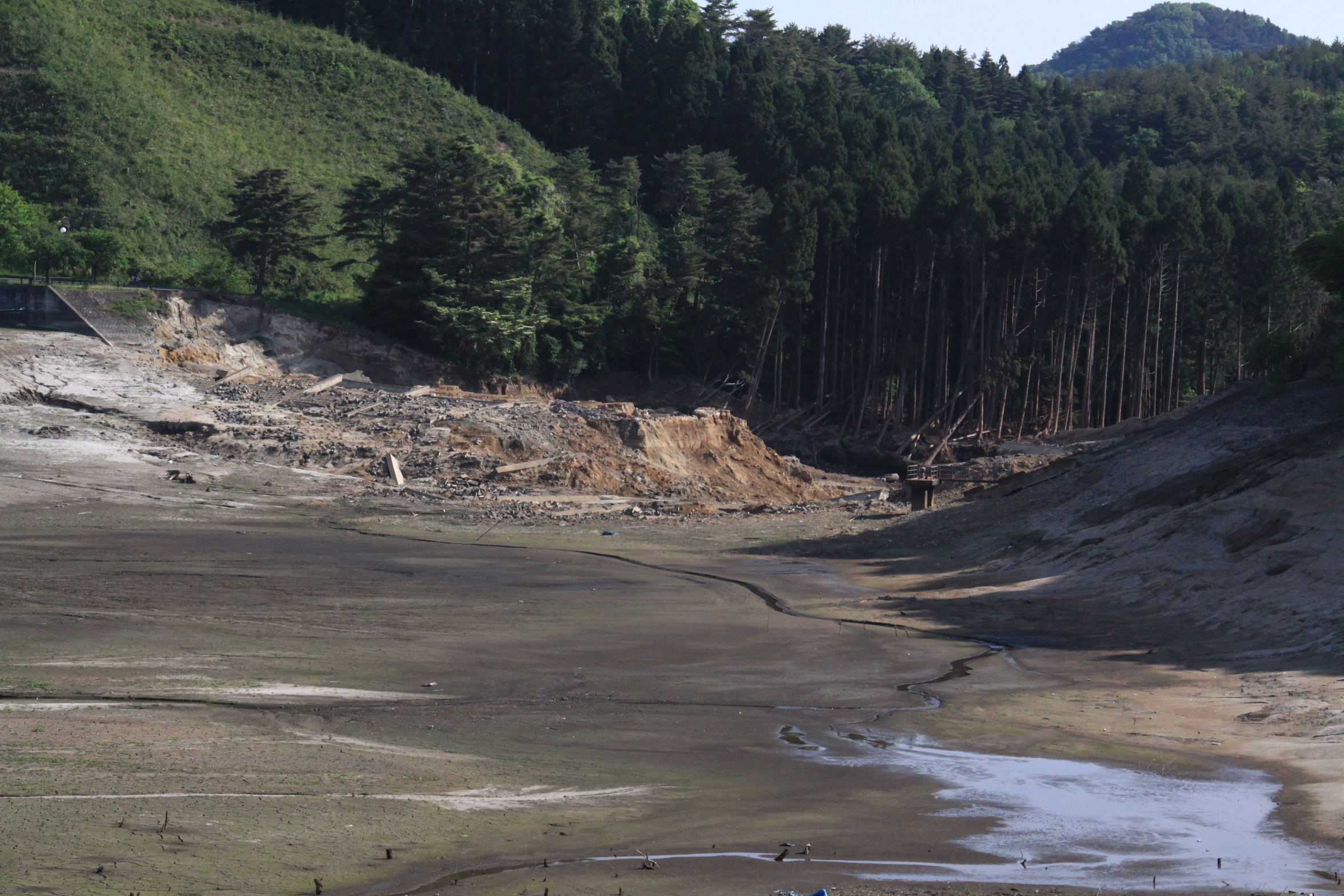
決壊した藤沼ダム （福島県須賀川市、2011年5月25日撮影）
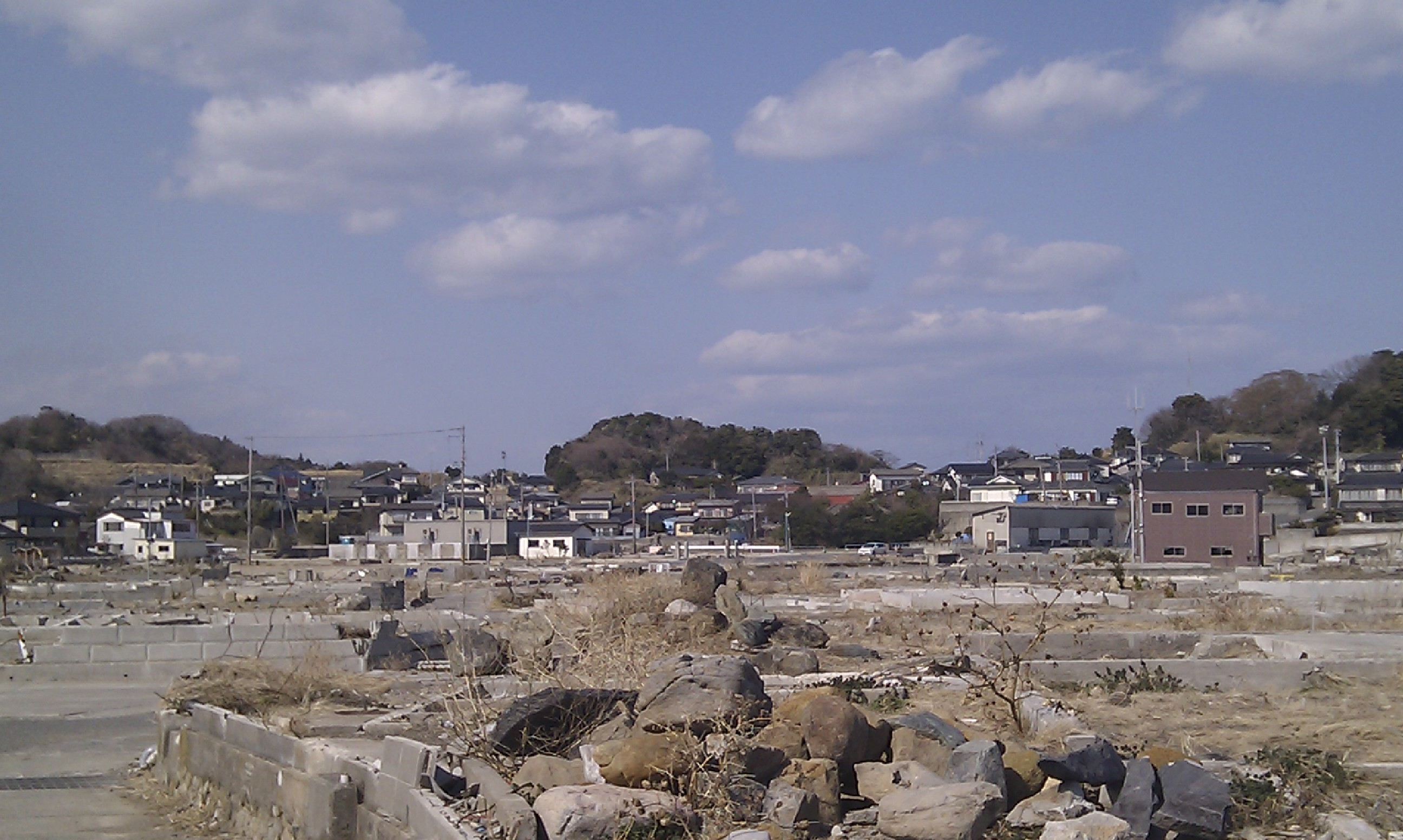
津波によって破壊された福島県いわき市の沿岸部（2011年3月27日撮影）
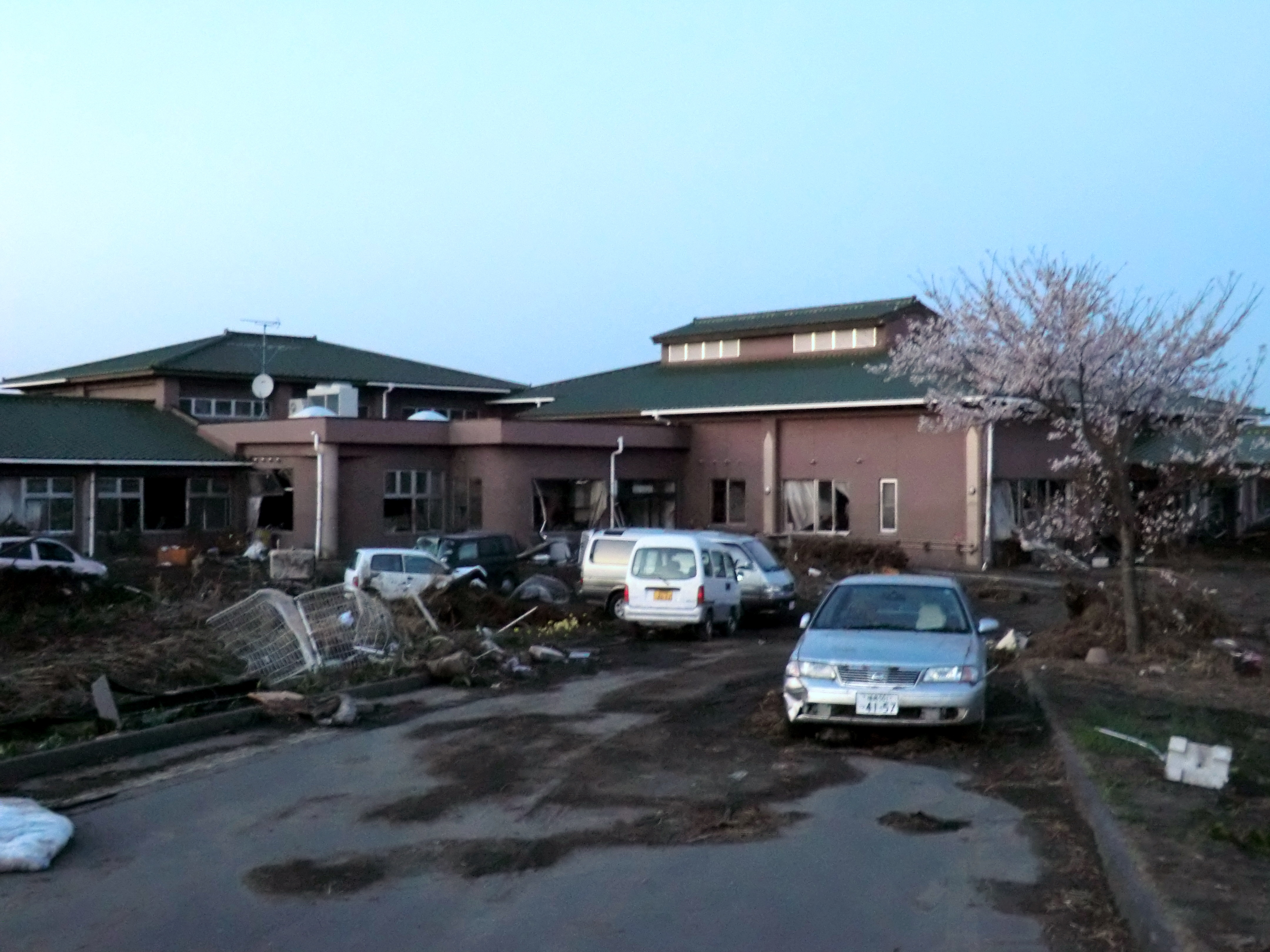
津波によって破壊された老人ホーム（福島県南相馬市、2011年4月16日撮影）
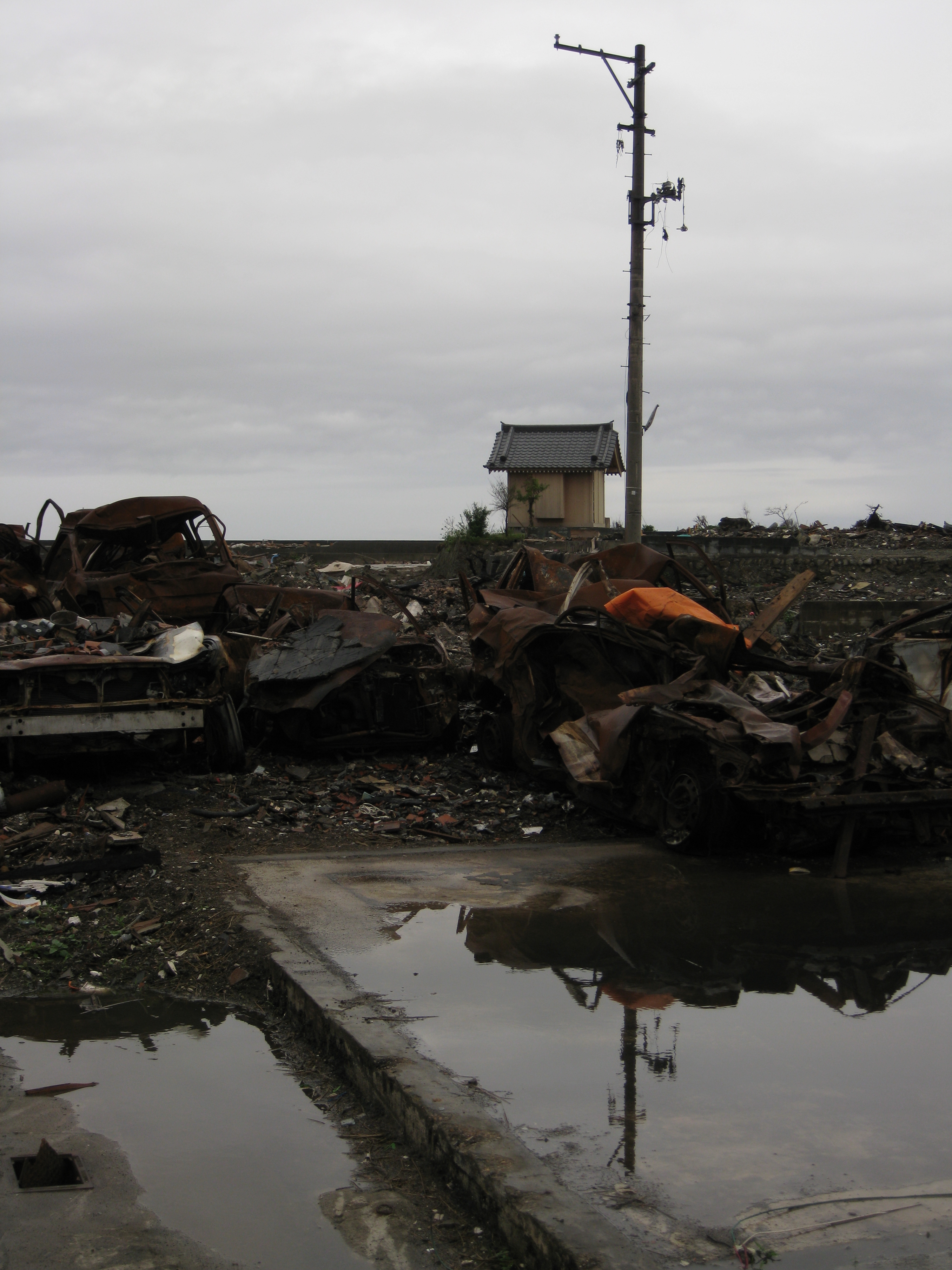
いわき市久之浜地区の被災状況（2011年6月25日撮影）
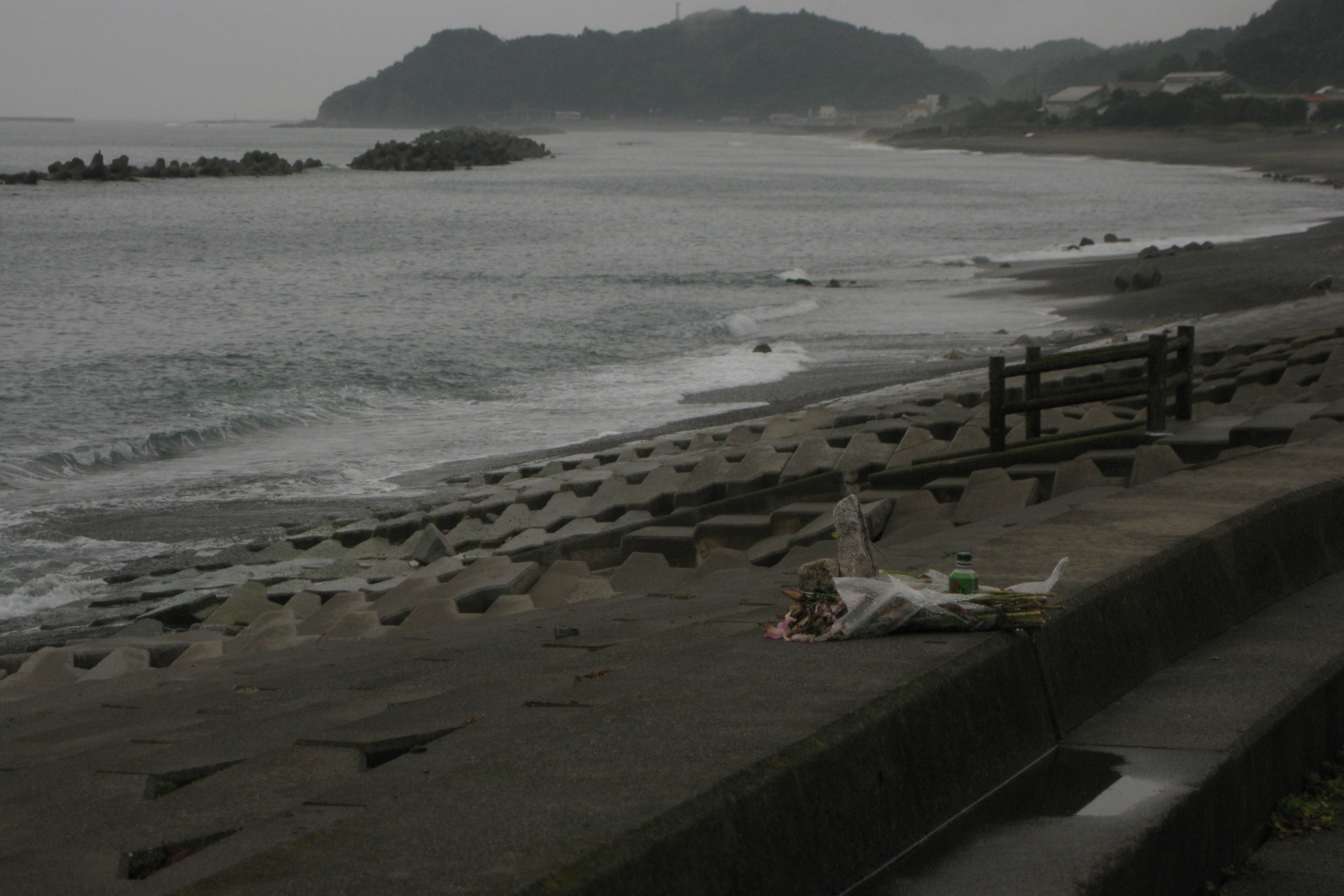
いわき市久之浜地区の被災状況（2011年6月25日撮影）

#### 茨城県
茨城県は沖合が震源域となり、その上関東平野の弱い地盤も重なって、宮城県や福島県と共に広範囲で激震を観測した。
地震の揺れ自体による被害としては、震度6以上の揺れを観測した市町村は29市町村であり、これは宮城県26市町村・福島県33市町村と並んで多かった。NEXCO東日本の各ICに設置された震度計で震度6強相当以上を観測したのも、宮城県6地点と福島県6地点に次いで茨城県3地点であり、その中でも最大震度を観測したのは水戸南ICであった。
そのため、揺れによる家屋損壊も福島県と宮城県に次いで大きく、犠牲者数も福島県に次ぐ多さであった。
東海村で常陸那珂火力発電所の煙突200m付近で作業員9人が作業中であったが、鋼鉄製の床板とともに転落した4人が犠牲に、行方市では鹿行大橋が崩落して1人が犠牲になるなどした。
津波の被害としては、浸水面積は23km2であり、福島県と接する北茨城市で犠牲者が出た。また、高萩市、日立市、ひたちなか市、大洗町、神栖市などで市街地が浸水した。
液状化現象の被害も広範囲であり、特に霞ヶ浦・北浦南岸から利根川下流一帯の潮来市、神栖市、鹿嶋市、稲敷市などで被害が大きく、1万戸弱が被害を受けた。
小美玉市与沢にある茨城空港の空港ターミナルビルでは、設置した吊り天井が崩落する被害が発生した。
- 茨城県北茨城市磯原を襲った津波の映像

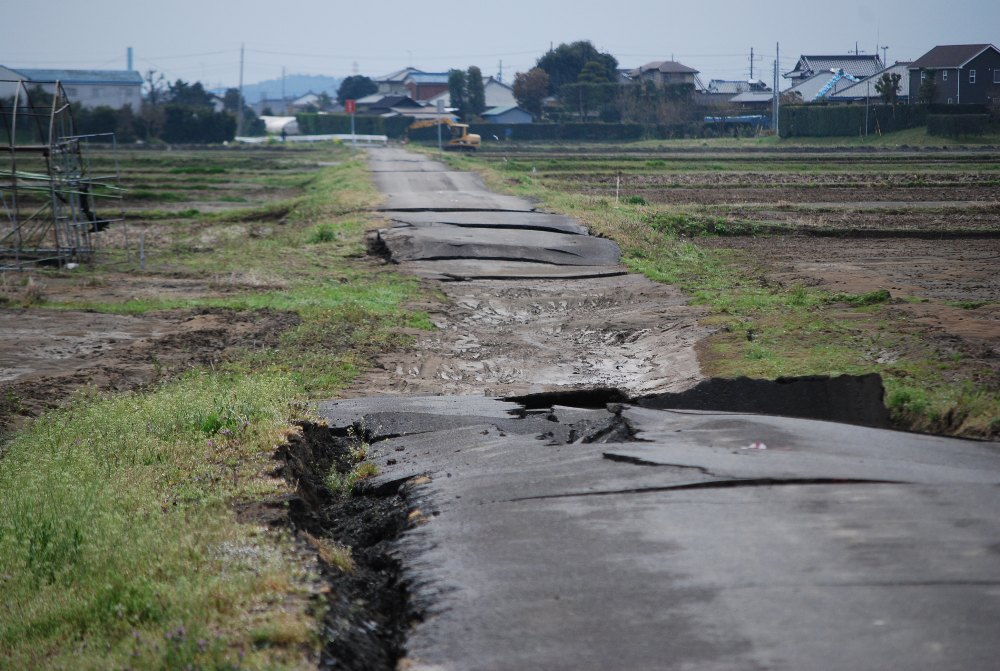
液状化現象で損壊した道路（茨城県稲敷市、2011年4月10日撮影）
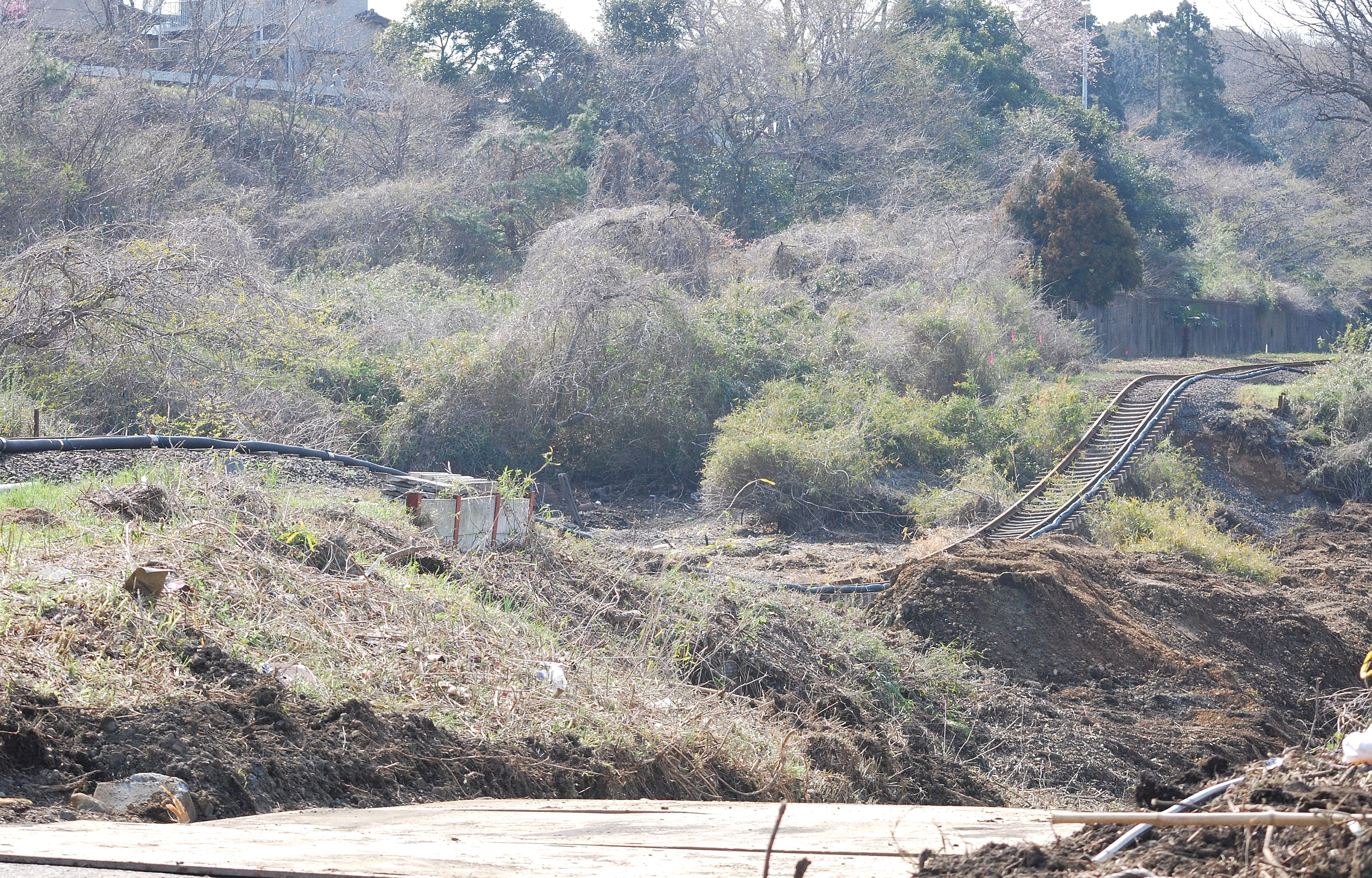
液状化現象による道床流失で被害を受けたひたちなか海浜鉄道湊線（茨城県ひたちなか市、2011年4月10日撮影）
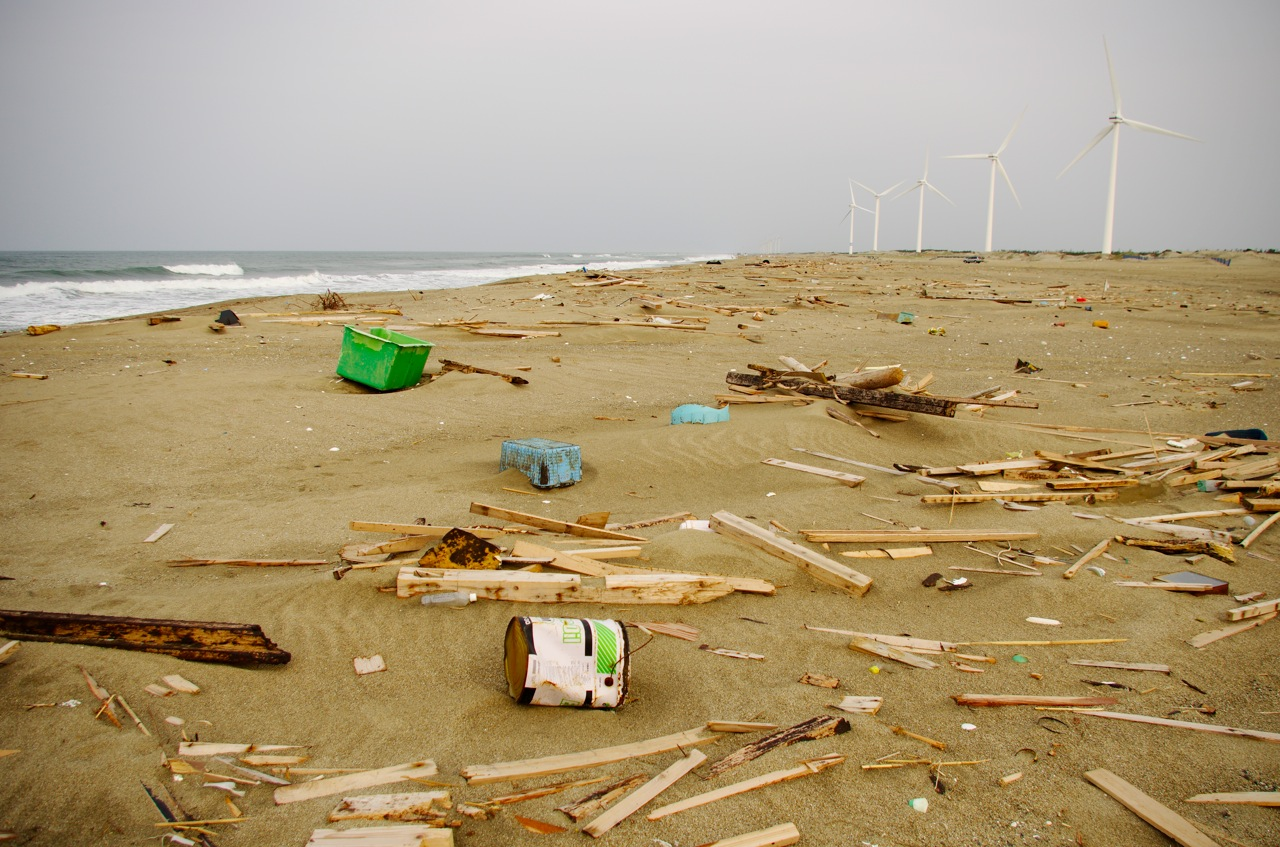
鹿島灘に流れ着いた瓦礫（茨城県神栖市、2011年5月8日撮影）

#### 千葉県

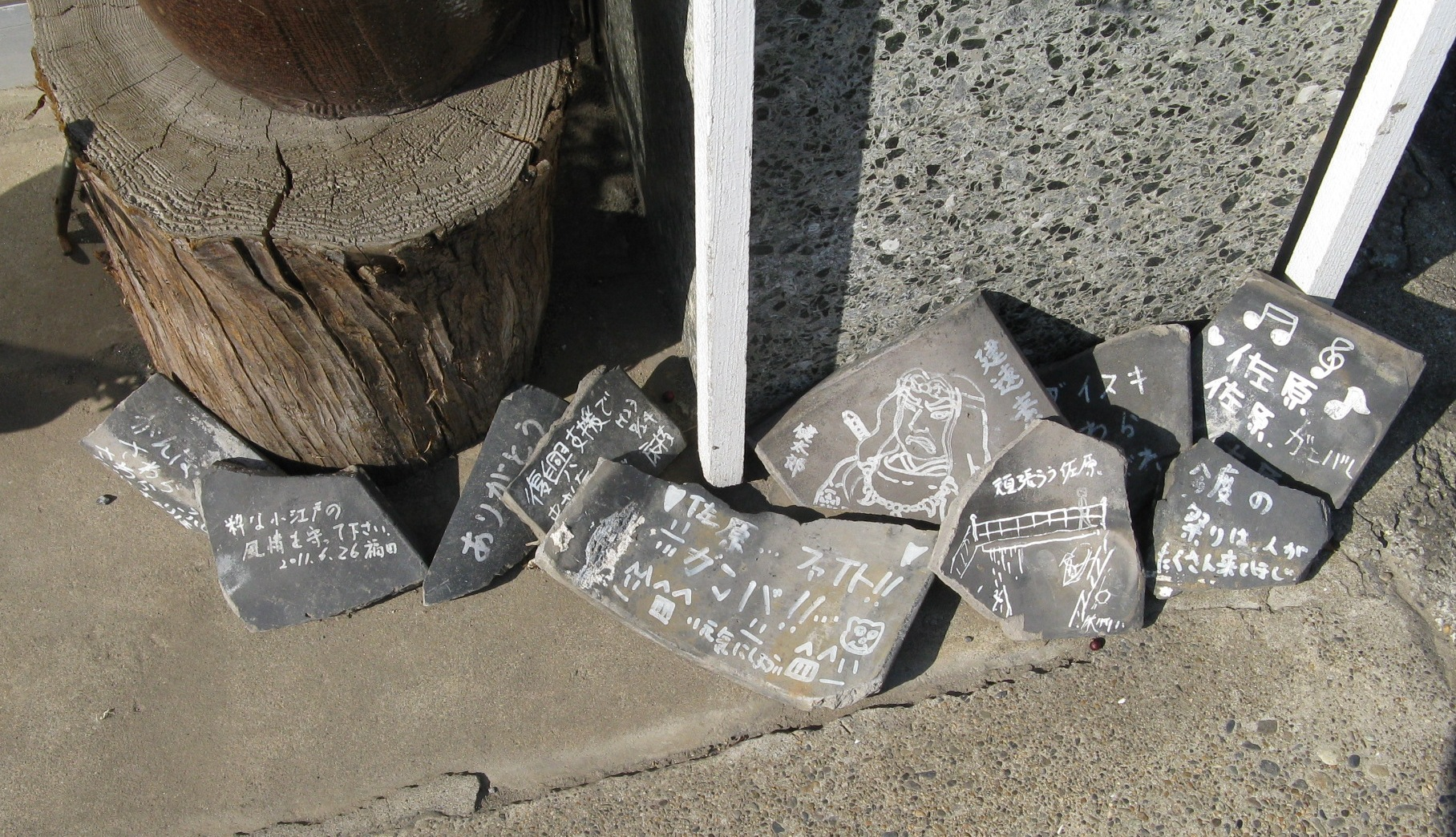
東日本大震災で落下し壊れた瓦に書きこまれた応援メッセージ（千葉県香取市佐原）

津波の被害としては、浸水面積は17km2であり、旭市で14人の犠牲者（行方不明者2人）が出た。また、銚子市、山武市など北東の沿岸部が浸水、山武市で1人の犠牲者を出した。
東京湾岸の埋立地や利根川河川敷で液状化現象が相次ぎ、浦安市では市内の85%が液状化し、中町・新町地区で住宅や電柱の傾き、地割れ、陥没などが起こった。水道断水約4,000戸、下水道使用制限約11,900世帯、都市ガス供給停止約5,800件であり、市は被害額734億円と推計している（3月21日時点）。千葉市でも美浜区を中心に1,906戸、我孫子市布佐（ふさ）東部地区では家屋119棟が全壊扱いとなり、2012年1月時点での倒壊恐れがある約50棟に解体を要請したが、修理して住み続ける人もいる。
歴史的建造物への被害も多く香取市佐原（震度6）にある伊能忠敬旧宅、歴史的建造物が並ぶ小野川の護岸が一部崩れ、正文堂書店の屋根瓦が落ちる被害、旭市の大原幽学遺跡旧宅で敷地の地割れや地盤沈下、佐倉市の旧堀田邸は漆喰に亀裂が入り、市川市の法華経寺では法華堂の天蓋の飾りの一部が落ちる被害が発生した。
印西市（震度6弱）で負傷者7名、建物全壊12棟、半壊56棟、一部損壊874棟。市原市にあるコスモ石油千葉製油所では大規模なコンビナート火災が発生した。

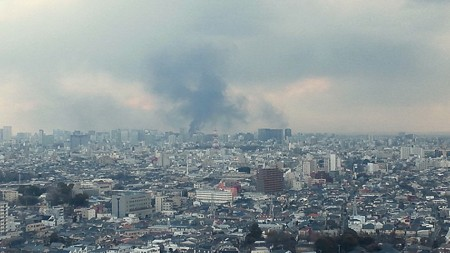
地震によって火災が発生した（千葉県千葉市、2011年3月11日撮影）
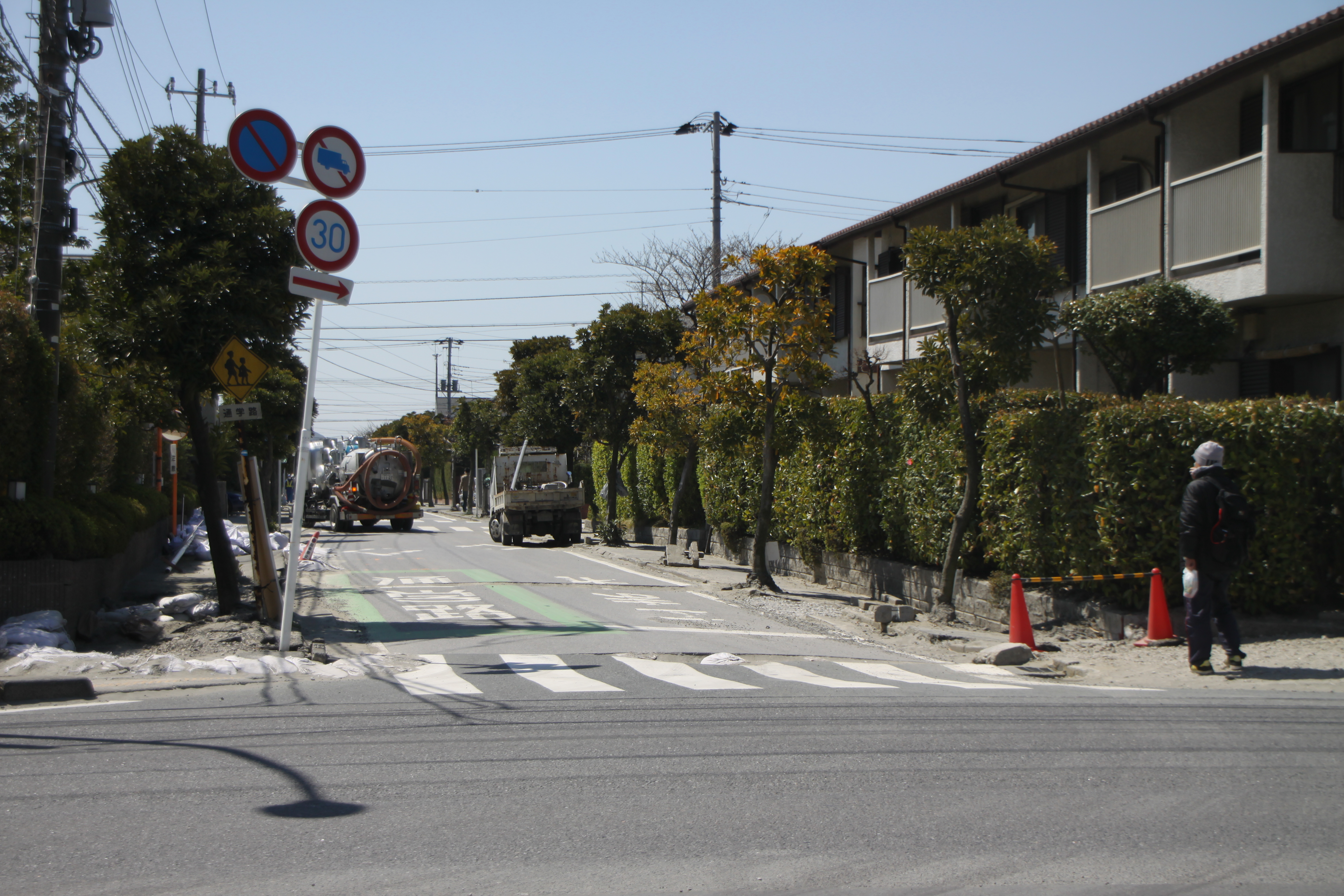
傾いた標識（千葉県浦安市、2011年4月4日撮影）
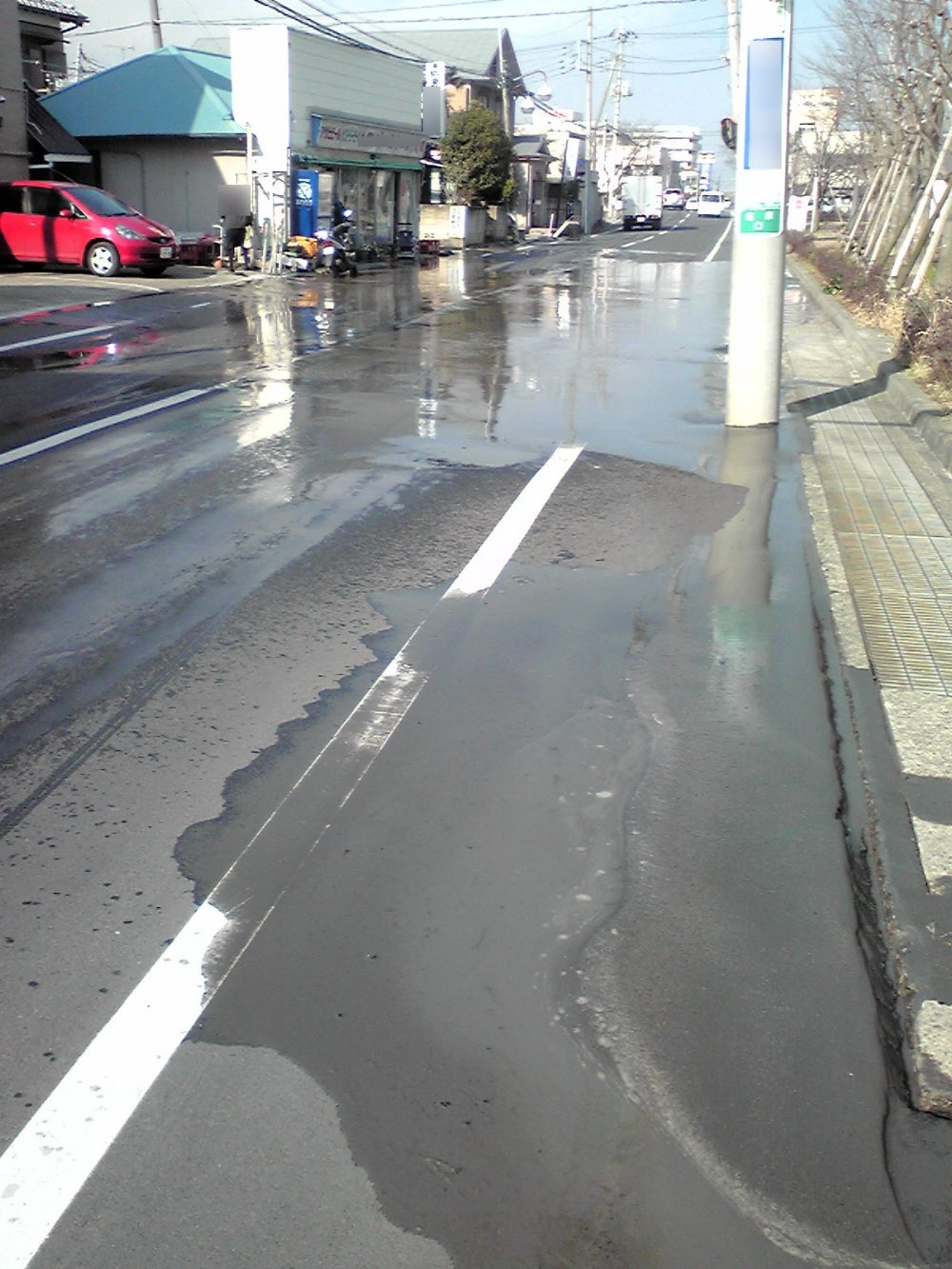
路面の浸水と噴砂（千葉県香取市、2011年3月11日撮影）
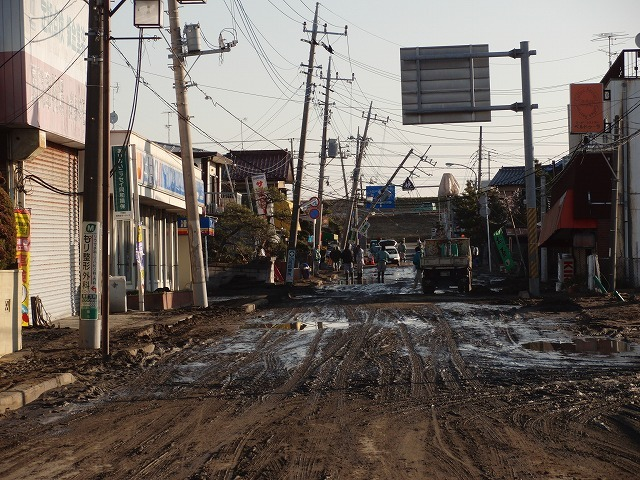
傾いた電柱（千葉県我孫子市、2011年3月12日撮影）

#### 東京都

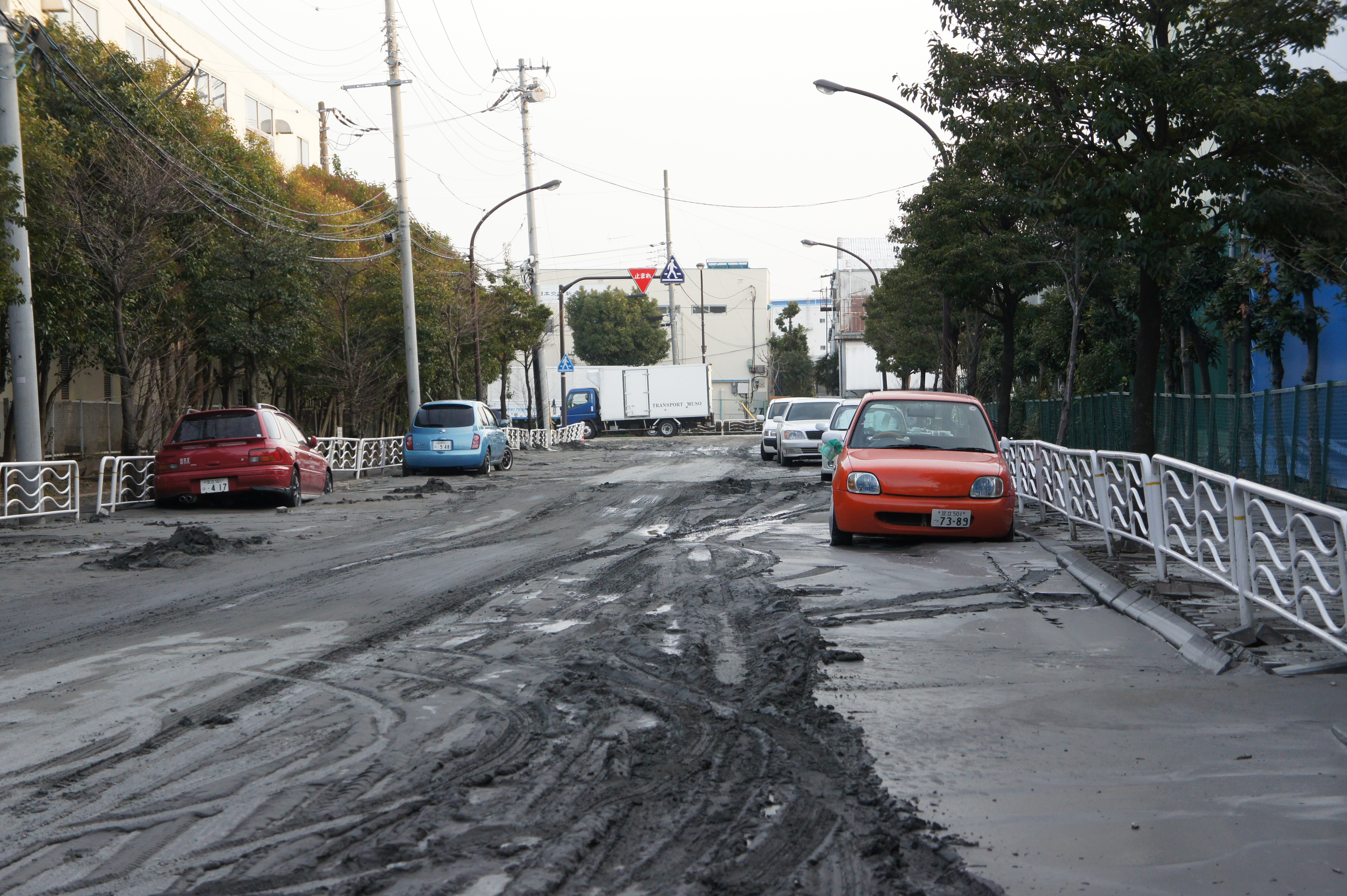
東京都江東区新木場での液状化（2011年3月12日）

東京都では、千代田区にある九段会館の天井仕上げ材の一部が崩落して2人が犠牲に、江東区の金属加工工場では化学薬品トリクロロエチレンを含んだガスが充満し、吸い込んだ従業員2人が犠牲に、町田市にあるコストコ多摩境の駐車場のスロープが崩落して男女2人が犠牲になるなど計7人が死亡した。津波による死者はいなかった。
また、江東区青海の国土交通省青海総合庁舎で火災が発生したほか、江東区新木場や江戸川区清新町などの埋立地を中心に液状化現象が発生した。

#### 栃木県
栃木県では、芳賀町にある本田技術研究所で壁が崩れて男性1人が犠牲に、那須烏山市神長地区で夫婦が山崩れに巻き込まれて2人が犠牲に、日光市で女性が屋根から落ちて脳出血を起こして1人犠牲になるなど計4人が死亡した。
真岡市反町では数か所で地震の影響による液状化現象が発生し、割れ目から砂が噴出した。液状化が起こった地域はかつて旧河川あるいは河岸であった場所であり、農地の下には砂の層で広がっているからであるという。
宇都宮市では、板戸地区で国道408号線沿いにある地山が土砂崩れを起こし、道路が封鎖されるなどの被害が出た。
那須塩原市の国道400号線では、地震の影響で落石が発生し通行止めになる被害が出た。
栃木市岩舟町では、霊山岩船山の西側の峰がV字に崩れ、さらに別の部分でも山肌が崩れるなどしたが、人や家屋に被害はなかった。
那珂川町では県内の主要道の一つである栃木県道52号矢板那珂川線にある新那珂橋が地震の影響で橋脚10基のうち4基の頭部に亀裂が見つかり、うち2箇所は沓が破断、上部工も破損しているなどの大きな被害を受け、撤去されることとなった。
真岡市の井頭公園一万人プールが震災の影響でウォータースライダーを支える支柱や配管などが壊れ営業が中止になり、2013年には完全復旧した。
歴史的遺産の被害としては益子町の地蔵院の歴代宇都宮氏の墓所にある戦国大名下野宇都宮氏17代当主・宇都宮成綱、18代当主・宇都宮忠綱の五輪塔が被害を受けた。また、さくら市では観光スポットである喜連川城城跡にあるお丸山公園が地震の影響により、敷地内に700 mに渡る大規模な亀裂が生じたほか、公園内の各種施設が損壊するなどの被害を受け、立ち入り禁止となってしまった。現在は土地部分の復旧はしているが喜連川スカイタワーなどの施設はまだ復旧の目途が立っていない。日光市にある日光田母沢御用邸記念公園では石積みが破損するなどの被害が出た。

#### 神奈川県
神奈川県では震災の影響で停電が相次ぎ、停電による酸素吸入装置の停止で女性1名が死亡したほか、横浜市や藤沢市、川崎市にて避難中などに転倒し女性2名、男性1名の死亡が確認されている。また、横須賀市で火災が2件発生し、男女2人が死亡している。計画停電で信号機が停止した厚木市内の県道交差点で、オートバイとワゴン車が衝突するなど、この死亡事故を含め、計画停電で信号機が止まった影響による事故は37件（人身12件、物損25件）となった。建物被害は横浜市内で多発し、住宅と住宅以外の建築物の被害は少なくとも198棟であった（建物全壊1棟、半壊7棟、一部破損151棟）。全壊した1棟は、新耐震基準が導入された1981年以前のビルであった。また、横浜市内の埋立地では液状化による被害も多数報告されている。
川崎市では、ミューザ川崎シンフォニーホール（大ホール）の天井板が大規模に崩落し、2年以上の長期間の休館を余儀なくされた。

#### 埼玉県
埼玉県久喜市など内陸部においても液状化が発生した。久喜市南栗橋地区で地区約2千戸のうち、11戸が全壊し、大規模半壊は41戸、半壊は54戸、一部破損71戸に上り、道路は21路線で隆起や側溝の破損が起き、水道管や電柱にも影響が及ぶなど被害は甚大となった。

#### 群馬県
群馬県では地震発生時に庭の草むしりをしていた女性が落ちてきた屋根瓦の直撃を受けて亡くなったのが県内唯一の犠牲者となった。また、国道354号線（当時、現群馬県道142号線）の五料橋において4センチメートル（cm）の段差が発生した。

#### 日本国外
アメリカ合衆国のカリフォルニア州クレセントシティでは5人が太平洋を渡った津波にさらわれ、うち1人が犠牲になった。
インドネシアのパプア州でも、津波により1人が犠牲となり、5人が行方不明となった。
太平洋の広い範囲に津波が到達したため、日本国外でも建造物の被害が発生した。ハワイ諸島ではハワイ島西岸に津波が押し寄せ、浸水などにより3軒のホテルが営業不能となるなど、数千万ドルに上る被害が発生した。カリフォルニア州のクレセントシティやサンタクルーズでは港湾が損壊し、停泊していた船舶の損害と合わせて1,400万ドルの被害が出た。チリでは数十の住宅が損壊し、200人近くが住家を失った。インドネシアでは、パプア州にあるヨテーファ湾沿岸の複数の村で、住宅が損壊する被害が出た。アメリカのオレゴン州などに流れ着いた漂流物への付着により、それまで現地では確認されていなかったワカメ、マコンブ、海苔などの海藻が漂着し、成長していることが確認されている。これらは漁業や環境に危害を与える心配がある。

## 影響

### 人口変化

#### 避難者
岩手県内の避難所は2011年10月、宮城県内の避難所は2011年12月、福島県内の避難所は2011年12月に全て閉鎖された。埼玉県加須市に設置された、福島県双葉町から集団避難した住民の避難所は、2013年12月まで続いた。一方、災害公営住宅や仮設住宅での避難生活は長期化。震災直後の避難者は推計47万人であったが、2025年5月1日時点で27,037人になった。各県にいる避難者は、福島4685人、宮城701人、岩手301人。県外避難者は福島から19,420人、宮城831人、岩手522人。建設済み災害公営住宅30,077戸（計画30,200戸）、宅地造成済み4,700戸（計画20,600戸）。
- 福島県の県外避難（2025年5月1日）（合計約2万人、県内避難は約5,000人）[213]
  - （1）茨城県（2,239人） （2）東京都（2,145人） （3）埼玉県（2,021人） （4）新潟県（1,727人） （5）千葉県（1,255人） （6）宮城県（1,194人） （7）神奈川県（1,133人） （9）栃木県（1,148人） （10）山形県（1,062人）

#### 推計人口
被災地のうち、太平洋沿岸の青森県八戸市から福島県いわき市までおよび原発事故の避難地域の推計人口（2010年（平成22年）国勢調査基準）を、震災前（2011年3月1日）と最新とを比較して以下に記載する。
最新の推計人口は、青森県が2025年7月1日現在、岩手県が2025年7月1日現在、宮城県が2025年7月1日現在、福島県が2025年7月1日現在。ただし、2015年（平成27年）国勢調査実施時点で全町・全村が原子力災害による避難指示区域となっている浪江町、双葉町、大熊町、富岡町、飯舘村、葛尾村および、2015年9月4日まで全町が避難指示区域であった楢葉町については、福島県が最新の推計人口の発表をしていないため、平成27年国勢調査速報値（2015年10月1日時点の人口）で代用する。
| 県     | 市町村           | 位置                                   | 震災前 推計人口 （人） | 最新 推計人口 （人） | 増減率 (%) |
| ------ | ---------------- | -------------------------------------- | ---------------------- | -------------------- | ---------- |
| 青森県 |                  |                                        | 1,369,747              | 1,148,469            | -16.15     |
| 青森県 | 八戸市           | 北緯40度30分44.2秒 東経141度29分18.2秒 | 237,205                | 210,488              | -11.26     |
| 青森県 | 三戸郡階上町     | 北緯40度27分8.9秒 東経141度37分15秒    | 14,655                 | 12,613               | -13.93     |
| 岩手県 |                  |                                        | 1,326,643              | 1,129,344            | -14.87     |
| 岩手県 | 九戸郡洋野町     | 北緯40度17分3.3秒 東経141度37分29.4秒  | 17,775                 | 13,458               | -24.29     |
| 岩手県 | 久慈市           | 北緯40度11分25.8秒 東経141度46分32.1秒 | 36,789                 | 29,552               | -19.67     |
| 岩手県 | 九戸郡野田村     | 北緯40度6分36.9秒 東経141度49分3.6秒   | 4,606                  | 3,579                | -22.30     |
| 岩手県 | 下閉伊郡普代村   | 北緯40度0分18.6秒 東経141度53分9.2秒   | 3,065                  | 2,148                | -29.92     |
| 岩手県 | 下閉伊郡田野畑村 | 北緯39度55分49.6秒 東経141度53分19.9秒 | 3,838                  | 2,685                | -30.04     |
| 岩手県 | 下閉伊郡岩泉町   | 北緯39度50分35.6秒 東経141度47分47.2秒 | 10,708                 | 7,498                | -29.98     |
| 岩手県 | 宮古市           | 北緯39度38分29.1秒 東経141度57分25.7秒 | 59,229                 | 44,430               | -24.99     |
| 岩手県 | 下閉伊郡山田町   | 北緯39度28分3.5秒 東経141度56分56.2秒  | 18,506                 | 12,819               | -30.73     |
| 岩手県 | 上閉伊郡大槌町   | 北緯39度21分35.5秒 東経141度54分24秒   | 15,222                 | 9,861                | -35.22     |
| 岩手県 | 釜石市           | 北緯39度16分32.9秒 東経141度53分8.4秒  | 39,399                 | 28,263               | -28.26     |
| 岩手県 | 大船渡市         | 北緯39度4分54.8秒 東経141度42分30.7秒  | 40,579                 | 31,080               | -23.41     |
| 岩手県 | 陸前高田市       | 北緯39度0分54.4秒 東経141度37分46.1秒  | 23,221                 | 16,506               | -28.92     |
| 宮城県 |                  |                                        | 2,346,853              | 2,233,195            | -4.84      |
| 宮城県 | 気仙沼市         | 北緯38度54分29秒 東経141度34分11.9秒   | 73,154                 | 55,009               | -24.80     |
| 宮城県 | 本吉郡南三陸町   | 北緯38度40分38.4秒 東経141度26分46.8秒 | 17,378                 | 11,049               | -36.42     |
| 宮城県 | 牡鹿郡女川町     | 北緯38度26分43.6秒 東経141度26分39.8秒 | 9,932                  | 5,945                | -40.14     |
| 宮城県 | 石巻市           | 北緯38度26分3.5秒 東経141度18分9.6秒   | 160,394                | 129,954              | -18.98     |
| 宮城県 | 東松島市         | 北緯38度25分34.2秒 東経141度12分36.8秒 | 42,840                 | 37,096               | -13.41     |
| 宮城県 | 宮城郡松島町     | 北緯38度22分48.4秒 東経141度4分2秒     | 15,014                 | 12,413               | -17.32     |
| 宮城県 | 宮城郡利府町     | 北緯38度19分48.9秒 東経140度58分32.8秒 | 34,279                 | 35,003               | +2.11      |
| 宮城県 | 塩竈市           | 北緯38度18分51.7秒 東経141度1分19.3秒  | 56,221                 | 49,973               | -11.11     |
| 宮城県 | 宮城郡七ヶ浜町   | 北緯38度18分16.6秒 東経141度3分33秒    | 20,353                 | 17,011               | -16.42     |
| 宮城県 | 多賀城市         | 北緯38度17分37.8秒 東経141度0分15.2秒  | 62,990                 | 62,206               | -1.24      |
| 宮城県 | 仙台市           | 北緯38度16分5.5秒 東経140度52分9.8秒   | 1,046,737              | 1,094,530            | +4.57      |
| 宮城県 | 仙台市宮城野区   | 北緯38度15分58.3秒 東経140度54分35.7秒 | 190,806                | 193,533              | +1.43      |
| 宮城県 | 仙台市若林区     | 北緯38度14分39.2秒 東経140度54分2.7秒  | 132,159                | 142,322              | +7.69      |
| 宮城県 | 名取市           | 北緯38度10分17.4秒 東経140度53分30.5秒 | 73,603                 | 79,004               | +7.34      |
| 宮城県 | 岩沼市           | 北緯38度6分15.4秒 東経140度52分12.5秒  | 44,160                 | 42,992               | -2.64      |
| 宮城県 | 亘理郡亘理町     | 北緯38度2分15.9秒 東経140度51分9.1秒   | 34,795                 | 32,170               | -7.54      |
| 宮城県 | 亘理郡山元町     | 北緯37度57分42秒 東経140度52分40.1秒   | 16,608                 | 11,333               | -31.76     |
| 福島県 |                  |                                        | 2,024,401              | 1,722,143            | -14.93     |
| 福島県 | 相馬郡新地町     | 北緯37度52分34.8秒 東経140度55分10.5秒 | 8,178                  | 7,383                | -9.72      |
| 福島県 | 相馬市           | 北緯37度47分47.9秒 東経140度55分10.6秒 | 37,721                 | 32,388               | -14.14     |
| 福島県 | 南相馬市         | 北緯37度38分31.6秒 東経140度57分26.2秒 | 70,752                 | 54,874               | -22.44     |
| 福島県 | 相馬郡飯舘村     | 北緯37度40分44.4秒 東経140度44分6.8秒  | 6,132                  | 443                  | -99.37     |
| 福島県 | 双葉郡葛尾村     | 北緯37度30分12.7秒 東経140度45分51.5秒 | 1,524                  | 271                  | -82.22     |
| 福島県 | 双葉郡浪江町     | 北緯37度29分40.5秒 東経141度0分2.3秒   | 20,854                 | 0                    | -100.00    |
| 福島県 | 双葉郡双葉町     | 北緯37度26分56.8秒 東経141度0分44.1秒  | 6,891                  | 0                    | -100.00    |
| 福島県 | 双葉郡大熊町     | 北緯37度24分15.9秒 東経140度59分0.2秒  | 11,570                 | 0                    | -100.00    |
| 福島県 | 双葉郡富岡町     | 北緯37度20分43.4秒 東経141度0分31.6秒  | 15,959                 | 0                    | -100.00    |
| 福島県 | 双葉郡楢葉町     | 北緯37度16分57.3秒 東経140度59分36.4秒 | 7,676                  | 3,297                | -57.05     |
| 福島県 | 双葉郡広野町     | 北緯37度12分52.4秒 東経140度59分40秒   | 5,386                  | 5,207                | -3.32      |
| 福島県 | いわき市         | 北緯37度3分1.5秒 東経140度53分15.6秒   | 341,463                | 314,305              | -7.95      |

### 経済
3月11日の東京証券取引所の大引けまで後14分という時間に震災が発生。株式市場には売りが殺到、10,350円前後で推移していた日経平均は10,254円43銭と前日比180円安まで急落し、安値引けとなった。週明け3月14日の東京市場は9時より通常通り取引を開始したが、ほとんどの銘柄が売り気配で始まった。日経平均は、始値は210円安の10,044円17銭で始まり、幅広い銘柄に売り注文が殺到し下げ幅を拡大、終値は9,620円49銭（633円94銭安 6.18%の下げ）と1万円を割り込んだ。さらに、翌3月15日には4号機が爆発・炎上し、放射能汚染が広範囲に拡大したことで日経平均は大幅続落、一時1,392円安の安値8,227円63銭まで下げ、終値は1,015円安の8,605円15銭と9,000円を割り込んだ。15日の日経平均株価は前日比-10.55%、過去3番目に高い下落率の大幅下落を記録する事となった。震災前と比べ、3営業日で2,361円87銭安（22.3%安）になった。その後、地震から4営業日目の16日に反発となり、488円高の9,093円まで戻した。
一方、外国為替相場では、復興資金調達のために円の価値が高まるとの思惑から急激な円高が進行し、3月17日に一時1ドル = 76円台となって戦後最高値を更新した。これに対し、日本銀行やG7合意に基づく協調介入により市場の安定化を図ったため、3月20日には80円台を回復し、円高にも一応の歯止めがかかった。さらに、原子炉事故への対応の進展が伝えられると株価も反発し、3月22日には日経平均も9,600円台を回復した。
しかし、世界銀行が最大で2,350億ドル（約19兆円）、日本政府が16 - 25兆円の震災被害想定額を発表するなど、経済的影響の大きさが伝えられたほか、日銀短観や景気動向調査でも景況感の悪化が伝えられた。工場の被災や部品不足により、国内外で生産停止や特定製品の品薄が発生した一方、「震災特需」「復興特需」による一部産業での景気の上向きが発生した。
10年後の2020年では復興特需の終了、帰還の諦め、人口流出など民間の自立的な成長が課題となっている。
復興費用は10年間で32兆円で、復興債による補填も行われていた。一方で、復興予算の中には捕鯨産業の赤字の補填やシーシェパードへの対策、核融合エネルギーの研究費、国会議事堂や合同庁舎の修繕など厳密な震災の復興とは関連性の低い事業への流用など予算の運用について官僚の利権とも取れる構造が見られ、復興予算を使った事業のコストパフォーマンスにも疑問を呈する声も存在する。東日本大震災関連の犯罪・問題行為#自治体による問題行為も参照。

### 地震の混乱から発生した問題

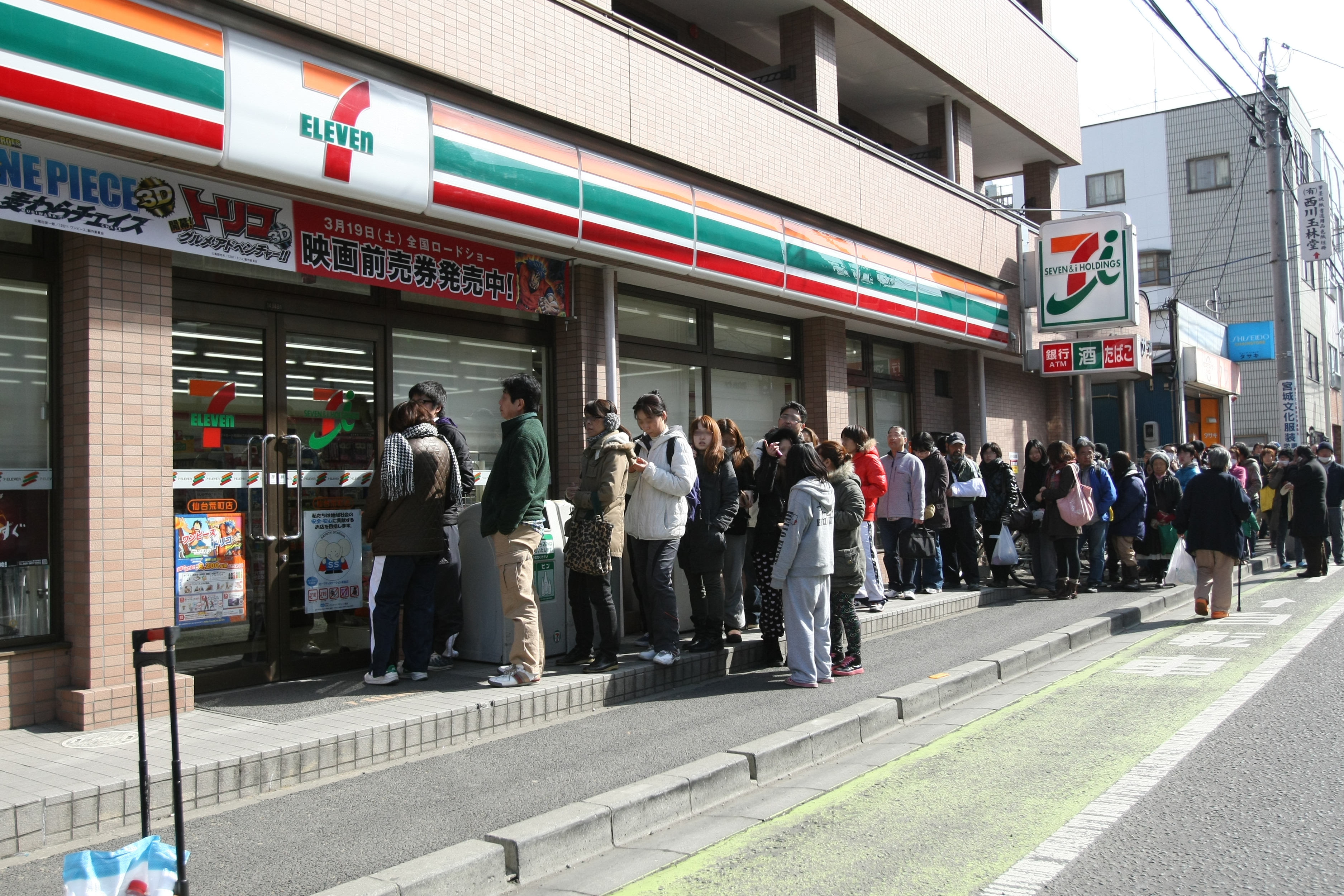
食料品や電池などを購入するためコンビニエンスストアに並ぶ仙台市民（2011年3月13日、宮城県仙台市若林区荒町）

震災に便乗した犯罪がなかったわけではないが、諸外国で見られるような略奪や暴動はなく、秩序は比較的保たれていた。しかし、首都圏を中心に不安を感じた市民が生活物資の買い貯めを行う動きが収まらず、物流の回復後も小売店の店頭では品薄状態が続き、震災の影響がなかった地域にも拡大した。震災のみならず、東日本での電力不足なども加わったことなどから、日本全体が過度の自粛ムードに包まれ、経済への悪影響が懸念された。
刑法犯罪
宮城県では、津波で大きな被害を受けた仙台市東部や多賀城市、石巻市などで、従業員のいない店舗や住宅、ガソリンスタンドや車などのガソリンを狙った窃盗事件が相次ぎ、地震発生から26日までに被害総額が約1億円に上った。また、全国的に義援金の募集が行われている中で募金詐欺も発生した。
警察庁の発表によると、岩手、宮城、福島の被災3県で3月11日 - 6月末までに発生したATMからの現金窃盗事件は56件、被害総額は6億8,400万円に上った。その内の34件は福島県で発生し、そのほとんどが福島原発から20km圏内での犯行であった。また、20-30km圏内でも大多数の住民が避難したため、空き巣の被害が相当数あった。20km圏内では住民の出入りが禁止されていたため、数か月後に順次開始された一時帰宅によって初めて空き巣が発覚する事案が多発した。
ペットの置き去り
避難所などの関係から飼い主がペットを手放さざるを得なくなったり、飼い主が死去したりしたために引き取り先がないペットや野生化したペットが福島県を中心に多発した。
石油製品の供給難
JX仙台製油所や東京湾岸の製油施設、各地油槽所の稼働停止による供給不足と津波によるタンクローリーの被災・遺失による輸送手段喪失が発生し、ガソリン、灯油、軽油の供給が滞った。これに対して政府は、西日本地域の石油製品在庫取り崩し（民間備蓄義務日数70日分を45日分に引き下げ）、製油所の稼働率上昇による増産、流通業者および地域間の融通を円滑化を指示し、被災地域において特に重要な拠点ガソリンサービスステーション（SS）を指定し、重点的なガソリンなどの供給が行われた。しかし、一般のSSでは元売りからの供給を受けられないため、給油量に制限を設けるなどの対応が行われた。西日本地域から300台のタンクローリーの追加投入や製油所、油槽所の稼働再開により3月21日頃から次第に供給不足は解消した。
体調不良
2013年、東京大学の研究グループは、東日本大震災以来体調不良になっていると訴える者が多いことに着目し、対象を若年層に絞って全国調査を行った。その結果、当該症例数は有感余震回数と高い相関にあり、本震の震度、空間放射線量率、福島第一原子力発電所からの距離との相関性は低いことが判明したと発表した。
2014年1月26日、厚生労働省研究班は、岩手・宮城・福島の3県で震災当時に保育園児であった子供を対象に「子どもの行動チェックリスト」（CBCL）を用いた調査を行ったところ、25.9%の子が精神的問題に関する医療的ケアが必要な状況と分かったと発表した。調査対象の子供の43.9%が津波を目撃している。
空港の混雑
空港が再開した直後から被曝を恐れて日本から避難するために多くの外国人観光客が空港に殺到し、チェックインカウンターには長い列ができた。
二重ローン
二重ローン問題対策として、東日本大震災の影響により債務の返済が困難になった、個人の住宅ローンや、個人事業主のローンなどの債務を対象とした「個人債務者の私的整理に関するガイドライン」（被災ローン減免制度）が2011年8月22日より運用開始された。ただし、当ガイドラインの適用件数は2016年4月15日現在、1,347件に留まっている。また、事業者向けの対策としては、同年11月に東日本大震災事業者再生支援機構法案（二重ローン救済法案）が成立している。

### 裁判への影響
東京都中野区暴力団組員殺害事件の裁判が中断された。

### 試験など

#### 入学試験
宮城県教育委員会は、3月14 - 18日までを休校とし、15日に予定していた高等学校一般入学試験の合格者発表を22日以降に延期することを決めた。
地震発生直後の2011年3月12・13日には国公立大学の入学試験後期日程が予定されていたが、12日は被災地にある32校の大学（私立大学含む）で試験が中止されることとなった。国立36大学・公立15大学・私立7大学が12日の試験の開始時間繰り下げや、地震の影響を受けた受験生の個別対応を行い、追試の対応をした大学もある。文部科学省は、3月12日における国公立大学後期日程の受験者は6万5,667人（昨年から2万604人減少）であり、この減少は地震の影響によるものであるとしている。東北地方で同日に試験が実施された国公立大学は、全12校のうち秋田大学・秋田県立大学のみであった。翌13日においても6校で試験を中止し、5校で繰り下げ実施または個別対応を行った。
また、家屋の損壊した状況に応じて入学金や授業料の免除を行う大学や、震災や計画停電の影響を考慮して授業開始を5月以降とする大学もみられた。

#### 資格試験
地震発生2日後の3月13日に行われる予定であった第161回国際コミュニケーション英語能力テスト（TOEIC）は、地震の影響で会場が確保できなくなったことなどを理由に、日本全国277会場すべてにおいて中止となった。受験予定人数は約16万人であった。
4月17日に行われる予定であった平成23年度春期情報処理技術者試験は、地震の影響を考慮し延期が決定した。「平成23年度特別情報処理技術者試験」として、6月26日または7月10日に実施されることになった（受験する試験区分により日付が異なる）。
このほか、各種資格試験において全国あるいは一部地域での日程変更が行われている。

#### 就職活動
大手企業を中心に、2012年春に入社予定の学生を対象とした採用活動の開始時期を遅らせる動きが広がった。また、地震の影響で東北地方を中心に内定取り消しや採用活動の中止などが相次ぎ、厚生労働省では緊急支援を検討した。

### イベント・スポーツ
この震災によって、2011年（平成23年）度春の褒章並びに叙勲、日本プロ野球の開幕戦やJリーグ、名古屋国際女子マラソン、競馬や競輪など、多くの公的行事やイベントが中止または延期となったほか、映画の公開延期や商品の発売中止が起きるなど、様々な分野に少なからざる影響が生じた。

## 報道

### テレビ・ラジオ
地震によって東北・関東地方を中心に大規模な停電が発生したため、停電した放送局の多くは自家発電によって放送を続けた。しかし、東北地方では電力の復旧が遅れたことから、自家発電機の燃料が尽きて停波する放送局が多数現れた。大手の放送局でも東北放送（TBCラジオ）や東日本放送は親局が一時停波に追い込まれたが、数日中に復旧した。一方中継局も被災し、3月15日時点でテレビ63か所、ラジオ2か所が停波するなど、放送自体への影響が長引いた。
在京のテレビ・ラジオ各局は、地震発生直後に臨時ニュースを順次編成。その後は3月13日夜まで、ほぼ報道特別番組を中心とした特別編成を組んだ。レギュラーの報道番組も番組としての枠を外し、通常枠に近い時間帯の特別番組をキャスターやスタッフが担当して伝えるといった態勢がとられた。地震3日後の14日から地上波テレビ放送キー局では臨時報道特番の構成が緩和し、一部の情報番組とニュース番組のレギュラー番組が再開されたが、放送時間を拡大した特別版と緊急報道特番を組み合わせた構成の番組が主に放送された。ドラマ・アニメ・バラエティ・映画といったレギュラー番組の大多数が放送中止・繰り下げを継続したが、15日未明から順次バラエティ・ドラマ・映画などのレギュラー番組も再開した。
またテレビ各局で、3月11日の地震発生直後からテレビCMは長時間にわたって放送が中止された。テレビ朝日の約74時間、TBSの62時間、日本テレビとフジテレビの61時間など、各局で長期間CM停止が継続し、CM総合研究所によると、在京民放キー局においては3月11日の14時50分に日本テレビで放送されてから、翌12日の23時56分にテレビ東京で再開されるまで、約33時間にわたってCMが一切放送されなかった。
CM枠が復帰してからも多くの企業が震災を考慮して自粛したため、大量に生じたCM枠の空きを埋めるためにACジャパンの公共広告4種類が高頻度で繰り返し放送される状態となった。この大量放送によって、視聴者からACジャパンへの問い合わせ・クレームが殺到した一方、CM好感度ランキングでACジャパンが首位を獲得するという現象もあった。この大規模な自粛は、震災以降日本国内に広まった「自粛ムード」のひとつではあるが、諸外国からは特異な現象として指摘される例もあったという。
岩手・秋田・宮城・福島・茨城の各県では、臨時災害放送局として既存のコミュニティ放送局が出力を増力したほか、自治体が災害FMラジオ局を開設した。そのほかでは、在京5局で史上初のラジオ災害情報交差点発動が行われただけでなく、3月13日17時からインターネットサイマル配信サービスradikoのエリア制限を解除して全国で関東・関西地区の民放13局が聴取可能とし、3月25日10時からは中京地区の6局も加わった。この緊急対応は、関西・中京地区の12局で3月31日まで、関東地区の7局で4月11日まで継続された。東北6県と関東地方の一部の民放FM局をパソコンやスマートフォンで無料聴取するサービスも提供された。民放AM放送でも、地震後1週間程度の期間、Ustreamやニコニコ動画（ニコニコ生放送）、自前のWebサイトなどでサイマル配信を実施した放送局があった。短波放送でも被災地の放送を全国向けに提供する局があった。
このほか、末端のアマチュア無線では多くの無線家が非常通信に呼び出しを行い、7.030MHz（指定非常通信周波数）にて情報収集、7.043MHzでの安否確認に協力しており、これによって孤立した集落が救われた例もあった。
一方、地震動・液状化現象・津波により広範囲で被災した茨城県と千葉県では、地震直後の計画停電の対象エリアに茨城県潮来市や千葉県旭市が含まれるなどしたが、原因の一つとして被災状況が十分に報道されなかったことが挙げられた。
また、震災によって被災地では共同アンテナが破損したほか、地上デジタル放送の普及活動が停止したため、対策として地デジ難視対策衛星放送を行った上で、2011年7月24日に予定されていた地上デジタル放送への全面移行を、岩手・宮城・福島の3県については2012年3月31日に延期した。
日本国外でも、各メディアが地震関連のニュースを大きく報じた。

### 新聞

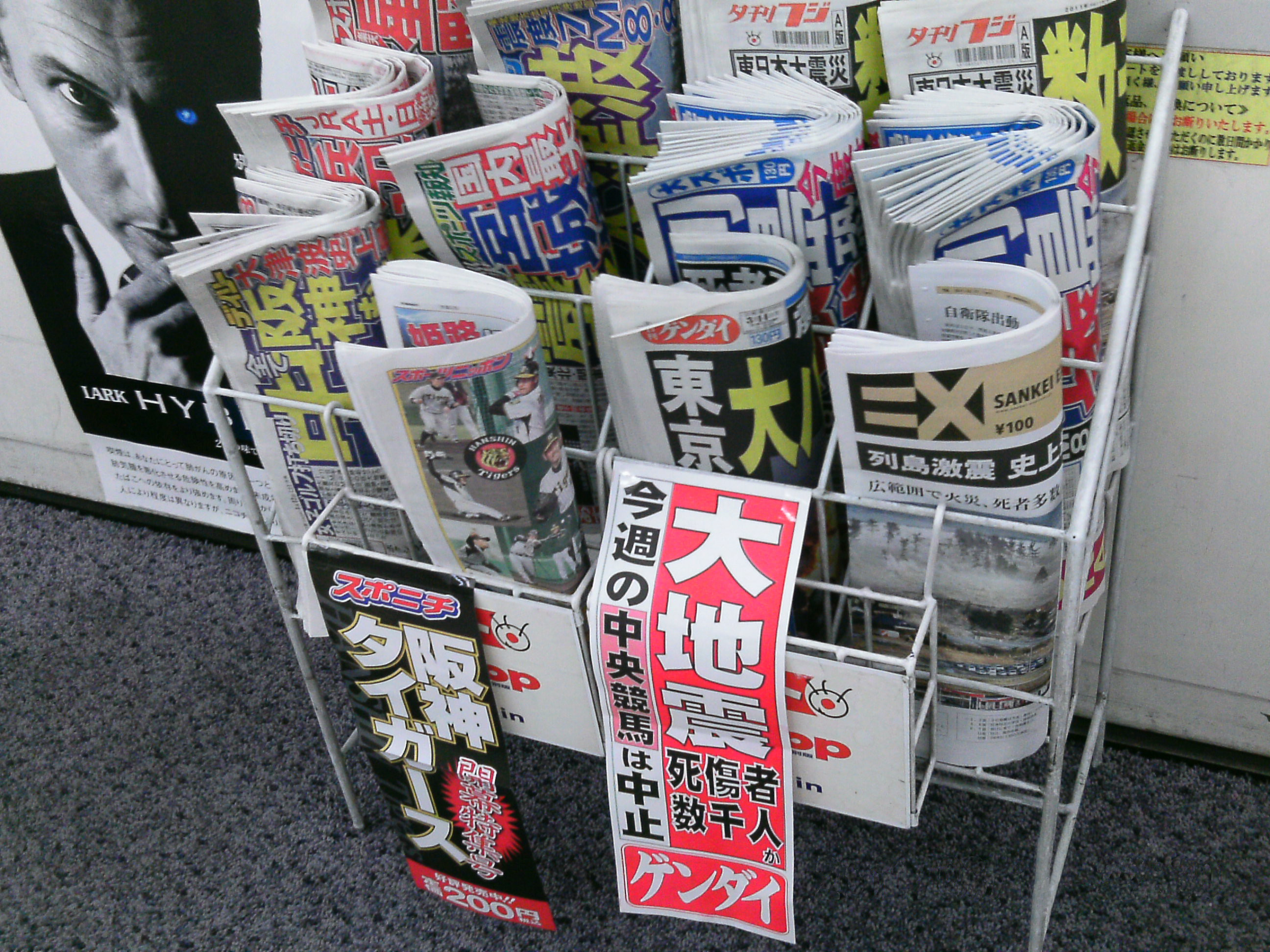
地震の影響を報じるスポーツ新聞（2011年3月12日、大阪府大阪市）

震災発生直後、全国紙やブロック紙、地方紙数紙が一斉に号外を発行した。『中日新聞』は11日付夕刊の最終版であるE版に（2）という版を設けて1面トップで報じた（ただし地震発生と（大）津波警報発表との事実のみ）。3月12日付の朝刊はスポーツ紙を含めた各紙とも、1面から最終面まで最大級の見出しと写真で震災の状況を報道した。また、日曜日の夕刊は通常は休刊であるが、『読売新聞』と『朝日新聞』は3月13日（震災発生から3日目の日曜日）に「特別夕刊」を発行した。3月12日からしばらくの間、最終面に掲載されている番組表を中面に移設して震災関連の報道を優先した新聞社も数多く存在した（全国紙は3月末まで番組表を中面に移設）。震災直後に発行された新聞では紙面のほとんどが震災報道に当てられたほか、ページ数もおおよそ半分に削減され、新聞広告も自粛された。
被災地に立地する新聞社は、災害援助協定を結ぶ近隣地域の新聞社に制作・印刷を委託するなどして新聞発行を継続した。岩手県盛岡市の岩手日報社は、東北地方の地方新聞社6社（河北新報社を除く）で締結する災害時相互支援協定の発動を初めて要請し、自家発電機を有する青森市の東奥日報社で4ページの紙面を印刷。宮城県仙台市に発行本社を置くブロック紙『河北新報』は、免震構造の輪転機で印刷した2頁の号外を地震発生当日の23時すぎに各避難所に届けた。翌日の朝刊は相互支援協定を締結していた新潟日報社に紙面制作を委託し、8頁の朝刊を発行。これらにより、停電のため映像として知られることのなかった沿岸部の深刻な津波被害の詳細を多くの市民が目にすることとなった。石巻市の地方紙『石巻日日新聞』は本社が津波で浸水して輪転機や編集作業用のコンピュータなどを全て失った。水に浸からずに済んだ印刷用ロールから切り出した紙に油性フェルトペンで集めた情報を手書きした壁新聞を作成し、震災翌日から市内の避難所に張り出して情報提供を6日間にわたって実施した。7日目には入手した複合コピー機を使用して印刷した新聞の配布を開始し、2週間後には関係者が応急復旧させた古い輪転機で印刷を再開した。この壁新聞は米国ワシントンD.C.にあるニュース総合博物館「ニュージアム」からの要請により、6日分全てが寄贈された。
東北や関東の被災地では、交通インフラの損壊や燃料不足によって配達が遅延し、復旧までに4 - 5日以上を要した。『岩手東海新聞』（岩手県釜石市、宮古市などを中心とする夕刊紙）は、本社にあった唯一の輪転機が水没し、読者の多くも被災したため収入の確保が難しくなり、3月29日付で全従業員を解雇し、休刊となった。現在も発行再開の見通しは立っていない。このほか、『いわき民報』（福島県いわき市の夕刊紙）、『しんぶん赤旗』東北版（日本共産党の機関紙）、『大崎タイムス』（宮城県大崎市の日刊紙）、『三陸新報』（宮城県気仙沼市の日刊紙）などが数日休刊となった。その一方で『東海新報』（岩手県大船渡市の日刊紙）のように自家発電装置で輪転機を回して発行を継続した新聞もあった。
3月11日付の米紙『ニューヨーク・タイムズ』では「日本の厳しい耐震基準や防災教育により、多くの人命が救われた」とする記事が掲載されたほか、3月15日付では「非常事態に陥っても他者への気遣いや礼節を守り続ける日本人の国民性に学ぶべきものがある」とする記事も掲載された。また『ワシントン・ポスト』でも救助・復興活動に当たる消防団員や自衛官、警察官の様子を「能率的」と評したほか、被災者についても「冷静で礼儀正しく、驚くほどけなげに対処している」としている。

### 出版・印刷

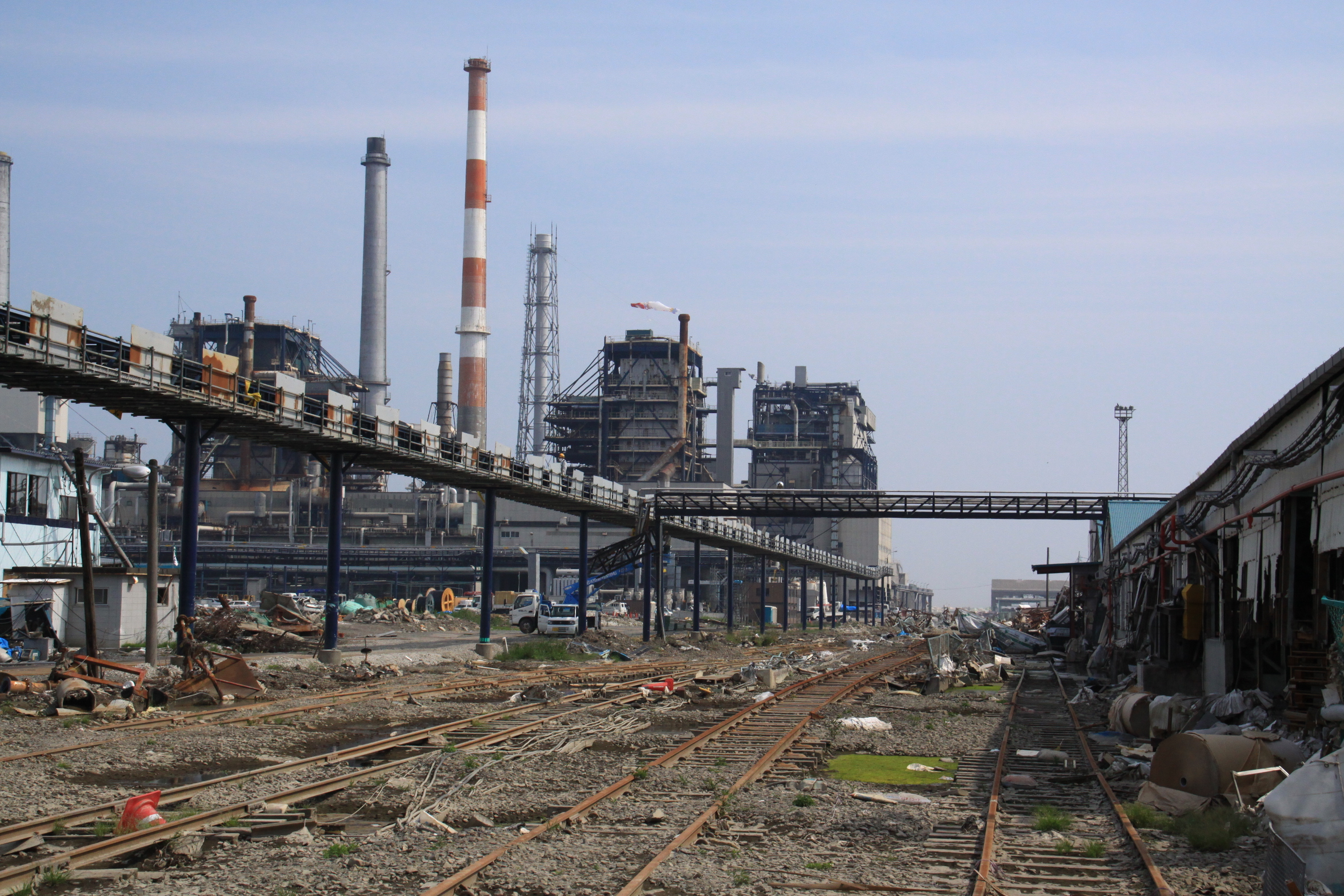
津波の被害を受けた日本製紙 石巻工場
（2011年6月7日、宮城県石巻市）

臨海部に所在する日本製紙の石巻工場（宮城県石巻市）と三菱製紙の八戸工場（青森県八戸市）が津波により被災、また内陸部にある日本製紙の岩沼工場（宮城県岩沼市）、勿来工場（福島県いわき市）も津波の影響は受けなかったが、これらの工場を含む太平洋沿岸部にある製紙工場の生産設備、製品在庫の多くが損壊した。また、燃料不足などにより、これらの工場からの出荷が困難となり、全国的に印刷用紙の需給が逼迫した。日本雑誌協会によると、3月18日の時点で発行を休止・中止または発売を延期した雑誌は、『週刊少年ジャンプ』ほか191誌に及んだ。このため、集英社をはじめとした各出版社は、緊急措置として『週刊少年ジャンプ』や『週刊アスキー』などの一部雑誌の最新号をインターネット上で無料配信した。また、震災後しばらくは印刷用紙不足が続いたため、一部の雑誌ではページ数の削減や紙質の変更などの措置が取られた。中小印刷会社の中にはこれにより営業が不可能になり、短期間で倒産する企業も現れた。

### インターネット
情報提供の手段としてインターネットを利用した対応が行われ、テレビではNHKと民放各局（日本テレビとテレビ東京を除く）で「停電などでテレビを見られない視聴者への配慮」として、番組をニコニコ動画(ニコニコ生放送)、Ustream、Yahoo! JAPANでリアルタイム配信した。ニコニコ生放送では、NHK、フジテレビ、TBSニュースバードの許諾を得た上で、ライブストリーミング配信（NHKは総合テレビジョン・NHKワールドTVをリアルタイム配信）を行うとともに独自の緊急生特番も実施し、これらの配信はアカウントなしで視聴が可能になっていた。Ustreamでは、NHK（総合テレビジョン・NHKワールドTV）、テレビ朝日、TBS（TBSニュースバード）、フジテレビ、テレビ神奈川、Yahoo! JAPANでは、NHK（総合テレビジョン・教育テレビジョン）のライブストリーミング配信を行った。なお、インターネットでの報道特別番組の配信が行われたきっかけは、広島県に住む学生が午後3時過ぎから行っていた、Ustream上でのNHKの報道特別番組の無断配信であった。

### 報道規制
震災発生当時の民主党政権は福島第一原発における事故について炉心溶融（メルトダウン）であった事実を認識しながら、この事実の公表に伴うパニックや混乱を避けるとの判断から公式発表ではこの言葉の使用を避け続けた。そして、事故の状況について公式発表の席で正確な事実を伝えなかった。そうした姿勢がかえって海外（おもに欧米の主要メディア）を中心に日本政府に対する不信感となり、「福島および首都圏が深刻な放射能被害を受けているが日本政府は事実を隠蔽している」との憶測が広まり、各国の大使館が自国民に日本国内からの退避を呼びかける事態に繋がった。のちに客観的事実からそうした認識は単なる憶測の域を出ておらず、心配されるような事態ではないと判明。震災報道に携わった主要メディアは社説などを通じて、過剰な不安を煽った責任について一定の反省を示す一方、政府発表の不正確さがこうした憶測を呼んだとして日本政府を批判した。
2012年1月25日、国境なき記者団は東日本大震災の被災地や東京電力福島第一原発事故で過剰な報道規制が敷かれたことなどを理由に、「世界の報道自由度ランキング」において日本を前年の11位から22位へと格付けした。

## 災害対策の動き
日本国政府は地震発生から28分後の15時14分、史上初の「緊急災害対策本部」を設置した。3月12日夜の持ち回り閣議で、政令により「平成23年（2011年）東北地方太平洋沖地震等による災害」を激甚災害に対処するための特別の財政援助等に関する法律（激甚災害法）に基づく「激甚災害」に指定し、同じく政令により特定非常災害特別措置法に基づく特定非常災害に指定した（いずれの政令も3月13日公布）。また、青森・岩手・宮城・福島・茨城・栃木・千葉・東京の各都県は災害救助法の適用を決定した（適用市町村は都県ごとに指定）。3月22日、青森・岩手・宮城・福島・茨城・千葉の各県と内閣府は、東北地方太平洋沖地震と津波による被害について被災者生活再建支援法を適用することを決定した（適用地域は青森・岩手・宮城・福島・茨城・栃木・千葉の7県）。ただし、国および福島県は原発事故に伴う長期避難世帯を被災者生活再建支援法の長期避難世帯と認めず、福島県には適用していない。

### 救助・支援活動

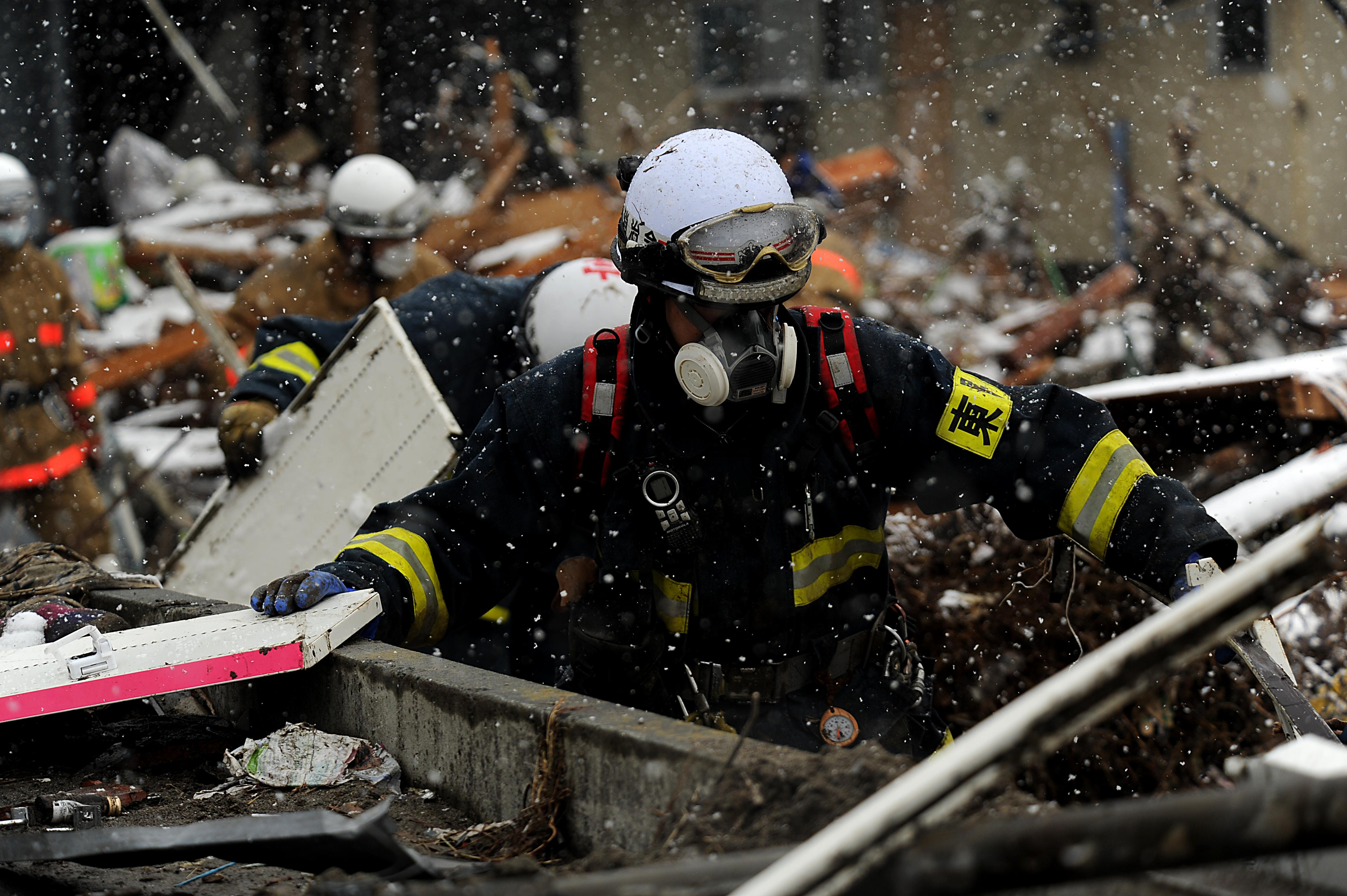
生存者を捜索する愛媛県今治市消防本部の消防隊員（2011年3月17日、釜石市鵜住居地区）

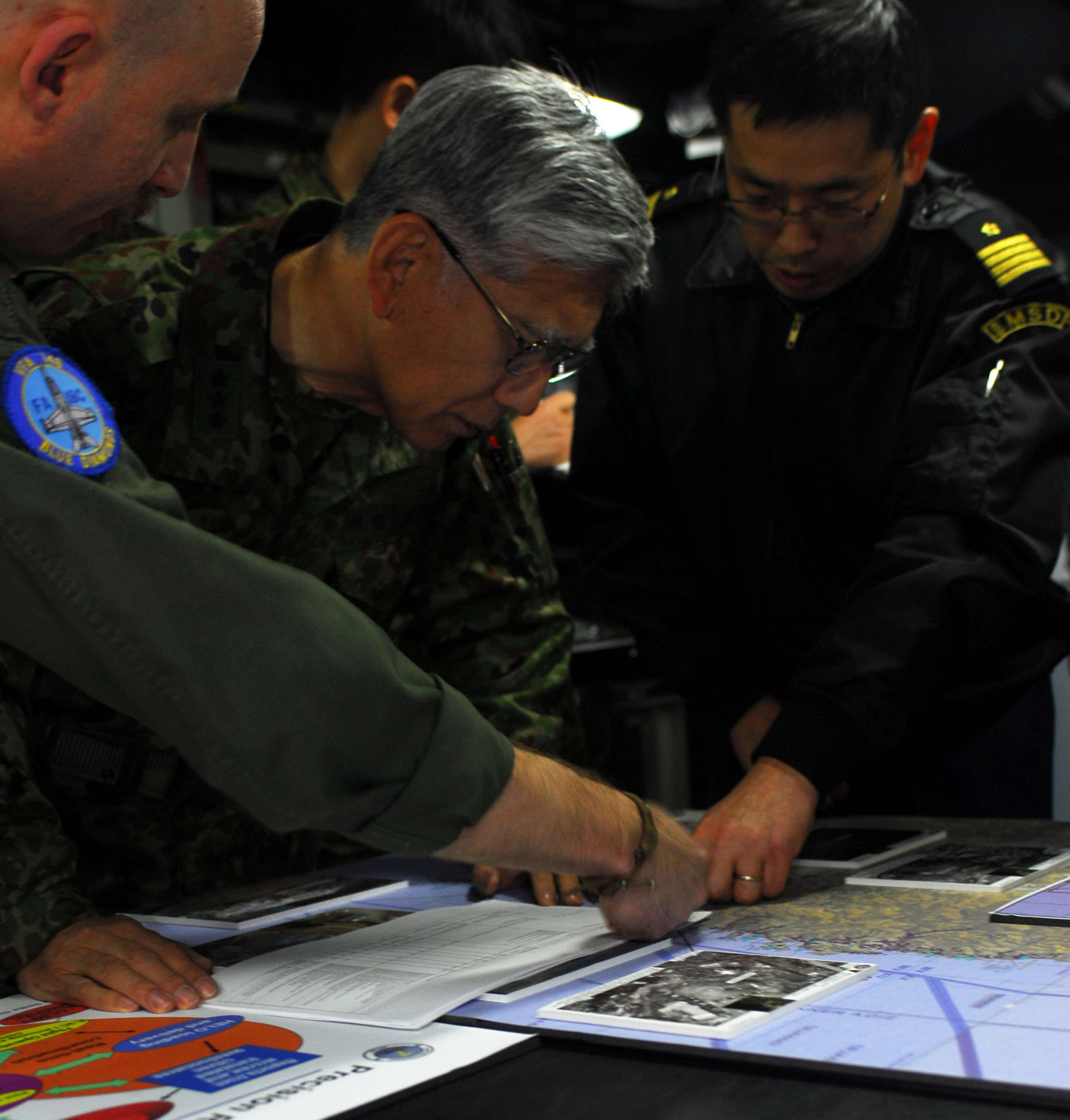
米空母ロナルド・レーガン艦内で支援の状況を確認する君塚栄治東北方面総監（2011年3月31日）

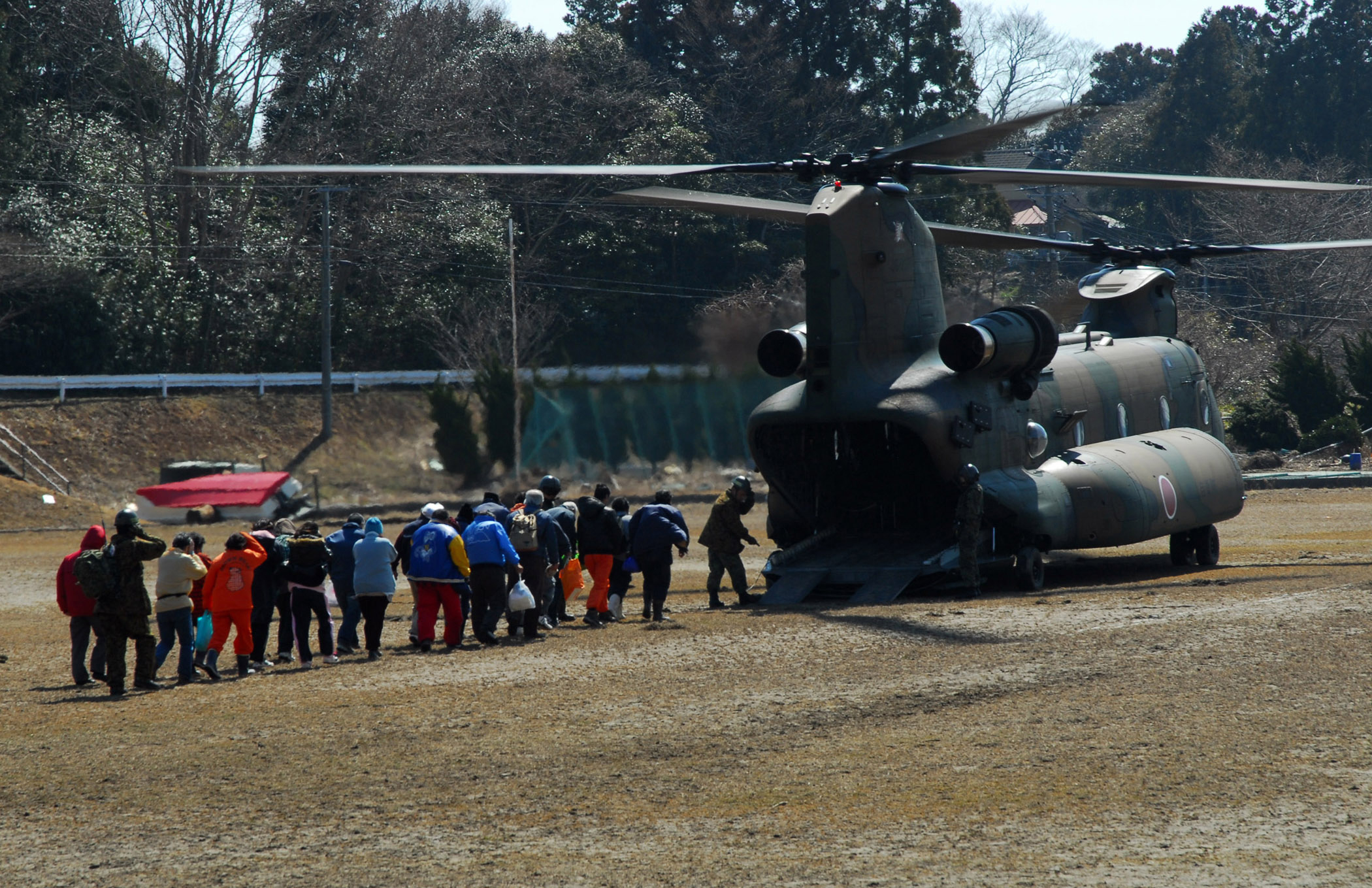
孤立した住民を入浴支援のため護衛艦ひゅうがに空輸する陸上自衛隊のヘリコプター （2011年4月1日、気仙沼大島）

震災発生を受けて同日15時14分に設置された内閣府緊急災害対策本部は2011年5月17日、同日までに2万6708人が警察庁、消防庁、海上保安庁、自衛隊の派遣部隊によって救出されたと発表した。機関別では自衛隊が19,286名、消防が5,064名、警察が3,749名をそれぞれ救出した。
被災地では、県や市などの物流の拠点まで輸送された食料や燃料、水、薬品などが隅々まで届かず、阪神・淡路大震災発生時と比較して物資が大幅に不足した。その理由として、各地の港湾が被災し道路網が寸断されたこと、市や町の職員が犠牲になるなどして被災地側の受け入れ態勢が整わなかったこと、輸送車両の燃料が不足したこと、被害が広範囲に及び、避難者が指定避難所以外の施設に分散したことなどが挙げられる。特に燃料が不足し、被災地では自動車で移動したり暖を取ったりすることも困難な状態が長く続いた。また福島県では、福島第一原子力発電所事故による被曝を恐れてトラックが引き返すなどし、沿岸部を中心に物資が届きにくくなった。奥羽山脈を越える国道347号をはじめとするいくつかの道路は例年通り冬季閉鎖であったが、その情報を知らずに日本海側から救援に向かった車両が引き返す例が見られた。
日本国外の156の国・地域と41の機関が支援を表明し、28の国・地域・機関から救助隊、53の国・地域・機関から救援物資を受け入れている。海外からもっとも早く到着したのは韓国政府から派遣されたレスキュー隊先遣隊5名であった。また、台湾の寄付総額は少なくとも73億6400万台湾ドル（約200億円、2億5200万米ドル）に達し、支援物資を被災地に持ち込んだ外国人救助隊としては、米軍の後に到着し、2番目の外国人救助隊となった。韓国は、軍用機で大量の物資を用意したことがかえって禍いし、日米地位協定があった米軍と異なり日本側の民間空港使用許可がすぐには下りなかったため、本隊出発が14日朝となり、遅れる結果となっている。
なお、ロイターの編集者であるFelix Salmonは日本に義援金を送るべきではないと主張している。日本は金満な国家であり、何千億ドルに相当する財源を捻出できるからである。金銭の国際援助は発展途上国にすべきものであり、対外純資産世界一である日本に国際援助モデルを適用するのは納得がいかないとしている。

#### 救援物資

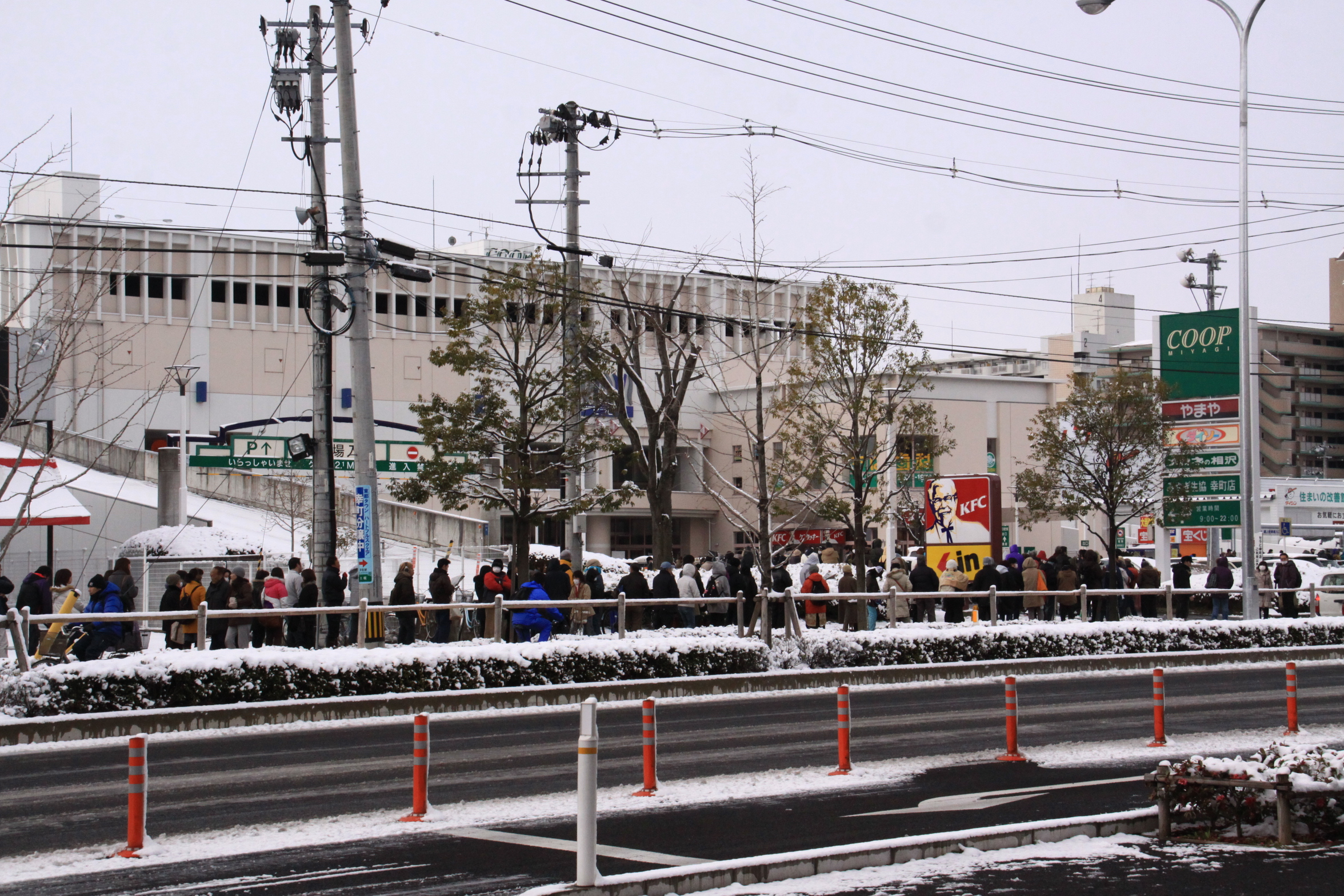
みやぎ生協幸町店に並ぶ仙台市民（2011年3月18日、宮城県仙台市宮城野区幸町）

救援物資の調達では水や食料は農林水産省、日用品と燃料は経済産業省、医薬品は厚生労働省がそれぞれ各業界から集め、それを自衛隊や、国土交通省が依頼した運送業者が輸送する（日本通運などの運送業者や全日本トラック協会は政府の指定公共機関となっている）という体制がとられた。物資は自衛隊や在日米軍の各基地や駐屯地から、航空自衛隊松島基地や米軍により復旧された仙台空港、福島空港、花巻空港（岩手県）へ空輸され、陸路で県の一次物資集積拠点に搬入された後、民間業者により荷卸し・仕分け・搬出され市町村の二次集積所へ運ばれ、陸上自衛隊のトラックで各避難所へ運ぶという方式がとられた（※岩手方式）。自衛隊以外では東京消防庁航空隊のヘリコプターや海上保安庁の巡視船や航空機を利用した物資輸送が行われ、さらに国土交通省の大型浚渫兼油回収船「清龍丸」「海翔丸」「白山」による緊急物資輸送、航海訓練所所属の航海練習船「銀河丸」「海王丸 (2代)」による医薬品などの緊急物資輸送、調査捕鯨船「日新丸」、水産庁所属の漁業取締船、水産総合研究センターの調査船などを利用した物資供給も行われた。また(社)海外まき網漁業協会所属のまき網漁船は、3月13日以降に計26隻が被災地へ向かい、船に搭載された小型艇（レッコボート）を用いて大型船が接岸できない地域に食料、軽油、毛布などを搬入した。また全日本海員組合はチャーターした200トン型イカ釣り漁船を用いて、函館港（北海道）から三陸各港（宮古港、気仙沼港、石巻港）への物資輸送を行っている。

#### 自衛隊
防衛省は、地震発生から4分後の3月11日14時50分に「災害対策本部」を設置し、52分に自衛艦隊司令官（当時は倉本憲一）による出動可能全艦艇への出港命令が下令され、護衛艦「たかなみ」（艦長米丸祥一）が石巻沖での救助の先陣を切った。大湊航空基地からのUH-60J発進を皮切りに、陸海空自衛隊が救助や偵察のためにヘリコプターや戦闘機・哨戒機などをスクランブル発進させた。陸上自衛隊のUH-1が撮影した何波にもわたって襲来する津波の映像は、報道機関を通じて全国に放送されている。また迅速、効果的に救助・支援活動を行うため、14日に陸海空自衛隊の各部隊による統合任務部隊として、君塚栄治東北方面総監を指揮官とする「災統合任務部隊」（JTF-TH） を編成。自衛隊創設以来最大規模の災害派遣を行った。27日時点で、人員約10万6,900名（陸約7万・海空約3万6,000）と回転翼217機、固定翼326機、艦船53隻が救援活動を行っている。また福島第一原発の対処には中央特殊武器防護隊を中心とした中央即応集団が中心となって対応し、他の部隊とは異なる指揮系統の下で活動している。
日々拡大する被害の復興のため、防衛省は3月16日に、防衛省・自衛隊創設以来初となる即応予備自衛官および予備自衛官の災害招集命令を発令した。
2011年に動員した自衛隊員は「延べ」1,058万人（1日最大派遣人員約10万7,000人）である。自衛隊員23万人のほぼ半数を投入した。
自衛隊は発災から2か月間、10万人態勢で復興支援を行ってきたが、2011年5月2日に国際テロ組織アルカーイダの指導者ウサーマ・ビン・ラーディンの米軍による暗殺が発表されたことを受け、国内でのテロ活動の阻止にも隊力を使用する必要が生じたことから、段階的に派遣の規模を縮小する方針とした。航空自衛隊は当初の規模の半分に縮小している。
派遣勢力は最大時で、人員約107,000人（陸上自衛隊約70,000人、海上自衛隊約15,000人、航空自衛隊約21,600人、福島第一原発対処約500人）、航空機約540機、艦艇59隻であった。発災 - 6月11日までの3か月の派遣規模は、人員延べ約868万7,000人、航空機同約4万1000機、艦艇同約4,100隻に達した。主な成果は、人命救助1万9,286人、遺体収容は9,487体。物資などの輸送は約11,500t、医療チームなどの輸送は18,310人、患者輸送175人。被災者の生活支援面では、給水支援が約32,820t、給食支援が約4,477,440食、燃料支援が約1,400kL。このほか入浴支援は約854,980人、衛生など支援は約23,370人となっている。震災を目撃したアメリカ海兵隊幹部達は、もしアメリカ海兵隊のような軍事能力を持つ組織が日本にあったなら、数千名の命を救えたと指摘した。
7月1日に防衛相・北澤俊美が君塚東北方面総監に対し、災統合任務部隊解散を命じた。災統合任務部隊の編成解組後現地で支援任務を行ってきた第9師団は7月26日に岩手県内、第6師団は7月31日付けで宮城県内での支援任務を終了した。中央即応集団司令官を長として福島第一原子力発電所事故の対応に当たってきた部隊は2011年12月26日をもって撤収し、防衛省・自衛隊による一連の派遣が終了した。
ロシア連邦軍および中国人民解放軍は、東日本大震災の発災直後から偵察機、戦闘機を波状的に日本の防空識別圏内に飛来させた。自衛隊は、災害派遣と並行して戦闘機によるスクランブル発進を実施して対処した。両国軍用機による日本の防空識別圏内への飛来はその後も発生し、特にロシア軍は放射能測定を理由に東北地方沖合に何回も航空機を飛来させている。

##### 自衛隊の損害
陸上自衛隊東北方面隊管内にある宮城県の多賀城駐屯地や航空自衛隊松島基地は、震災後の津波によって浸水し、施設や装備に大きな被害を受けた。そのほか東北地方に所在する他の陸海空自衛隊の基地・駐屯地においても、施設や設備に多数の損害を受けた。
松島基地では駐機場および格納庫に駐機していた航空機28機（F-2B戦闘機×18機、T-4練習機×4機、U-125救難捜索機×2機、UH-60J救難ヘリコプター×4機）全てが水没するなどの被害を受けた。これにより第4航空団は救援活動を行おうにも手も足も出ない状況に陥った。
また、仙台空港において整備中であった、陸上自衛隊第1ヘリコプター団特別輸送ヘリコプター隊所属のEC225LP型1機が津波による空港の浸水によって水没し、全損となった。

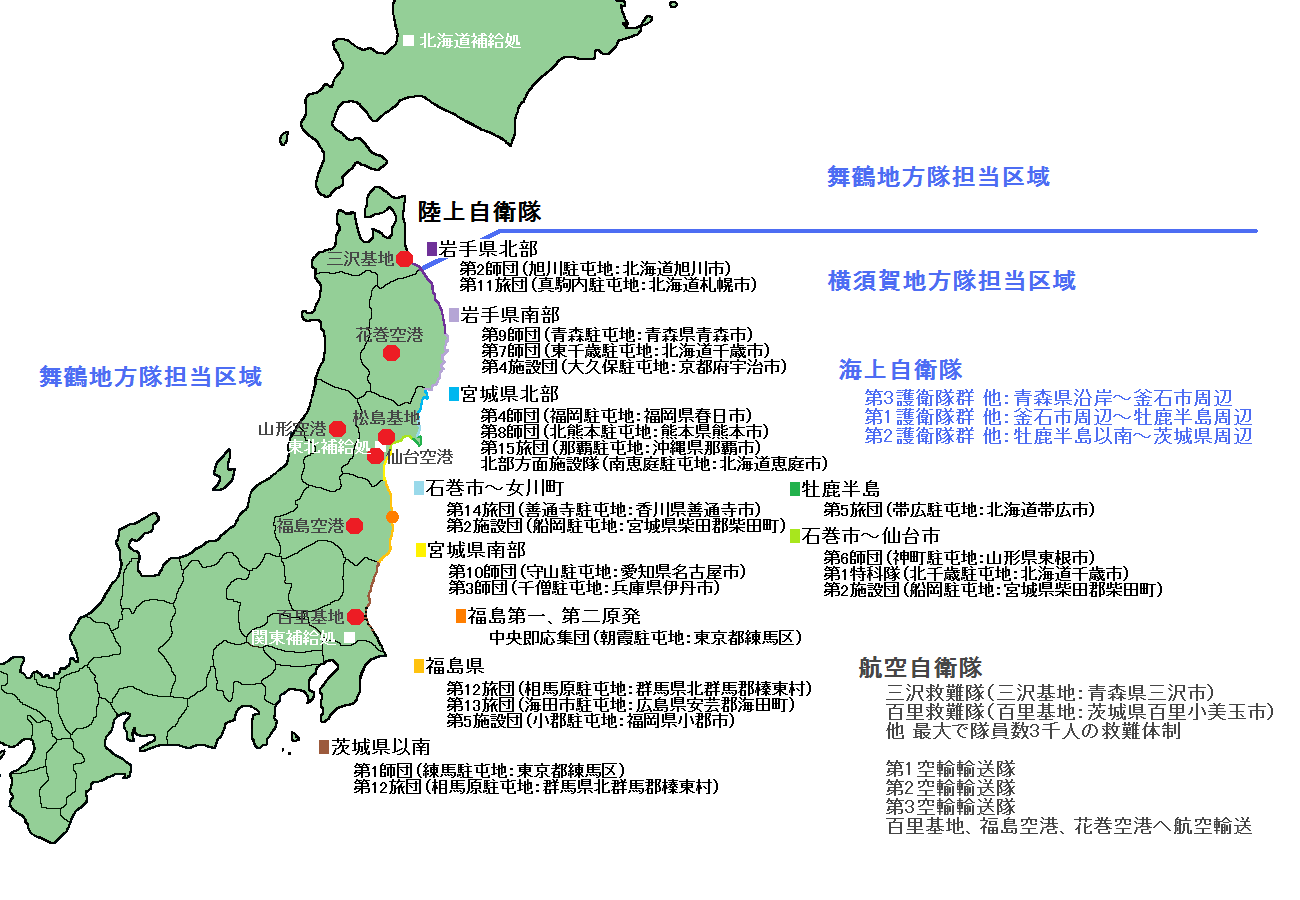
陸・海・空自衛隊の派遣場所

##### 自衛隊員の震災関連死
震災発生翌日の12日に駐屯地を出発し、15日から作業に従事していた50歳代の曹長（陸上自衛隊・旭川駐屯地所属）が、4月1日、死亡している。死因は過労死の可能性があるとされている。曹長が所属していた第2特科連隊の連隊長は曹長の死亡について、「誠に残念で、ご冥福をお祈りする。災害派遣活動との因果関係を調査し、原因を究明したい」と述べた。4月2日、防衛省は同曹長を1日付で准尉に特別昇任させることを決めた。15日には遠野市の指揮所で運用調整に当たっていた第9施設大隊所属の1等陸曹が脳幹出血で死亡、防衛省は同日付で1曹を曹長に特別昇任させた。1曹が所属していた第9施設大隊の大隊長は、「大変残念。倒れた隊員の復興に懸ける気持ちを受け継ぎ、全力で活動するとともに、隊員の健康管理に万全を期す」と述べた。5月27日未明には第18普通科連隊所属の3等陸曹が死亡。本震災における自衛隊員の震災関連死は3人目となった。

#### 緊急消防援助隊
消防庁の指示で全国の消防本部から緊急消防援助隊延べ10万9,919人が派遣されて5,064人を救出した。
- 派遣期間：平成23年3月11日 - 平成23年6月6日（88日間）
- 部隊・隊員数 - 1都1道2府40県 総人員30,684人（8,854隊） 延べ人員109,919人（31,166隊）
- 活動地域：岩手県・宮城県・福島県・千葉県
- 活動内容：航空部隊は人命救助、空中消火、情報収集などに、陸上部隊は消火、救助、救急活動などに従事した。

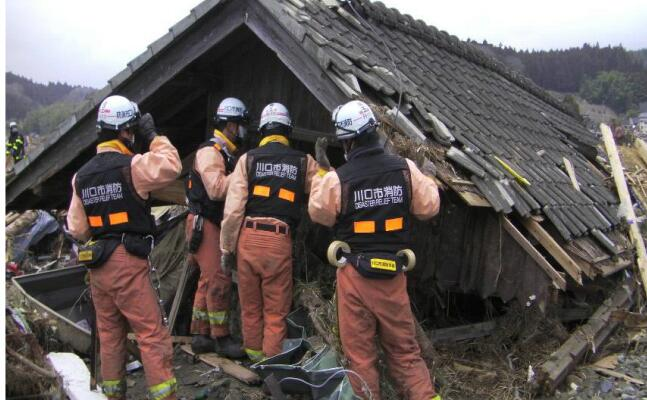
東日本大震災被災地で活動する埼玉県川口市消防局救助部隊
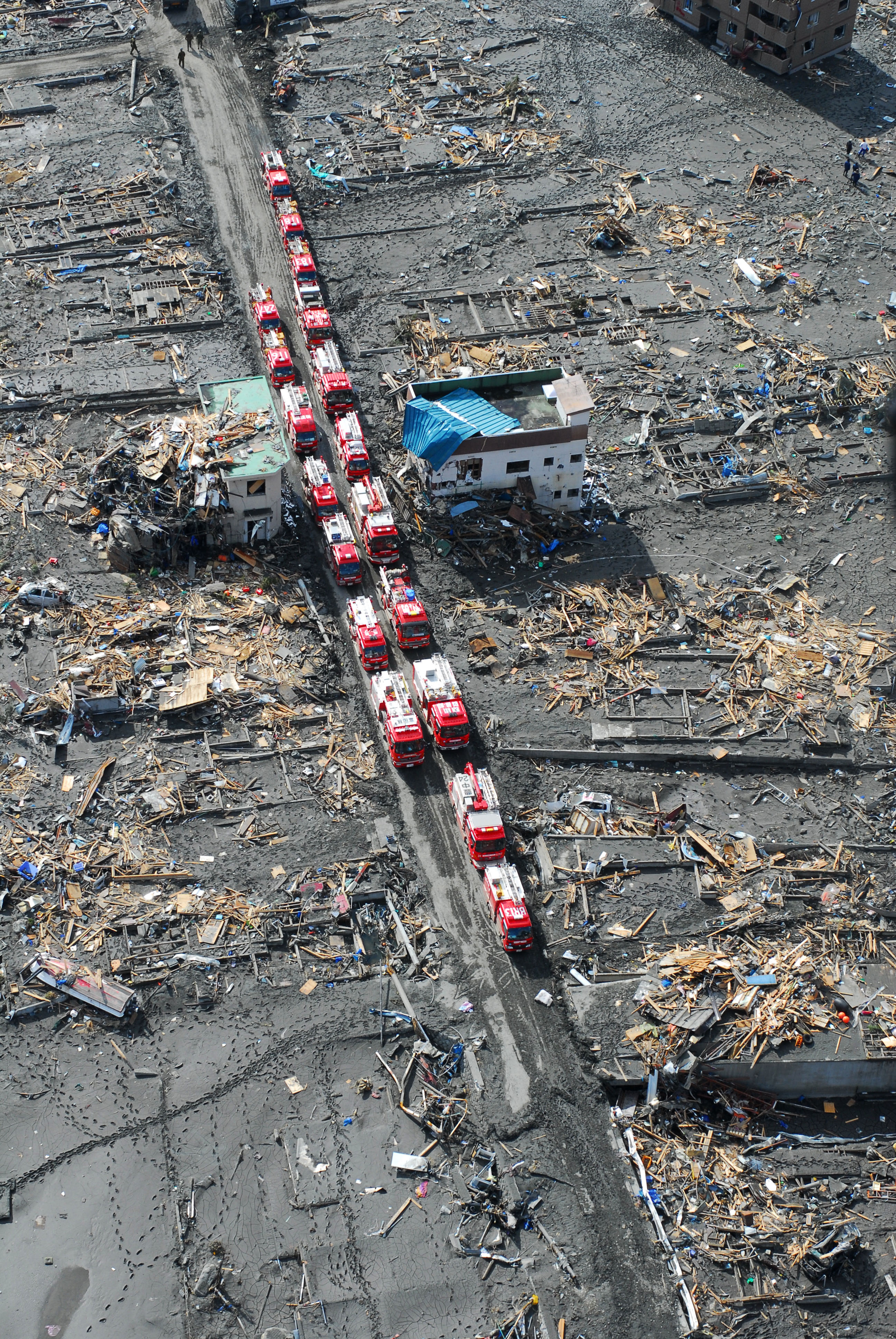
東日本大震災被災地で活動する大阪府隊の車列
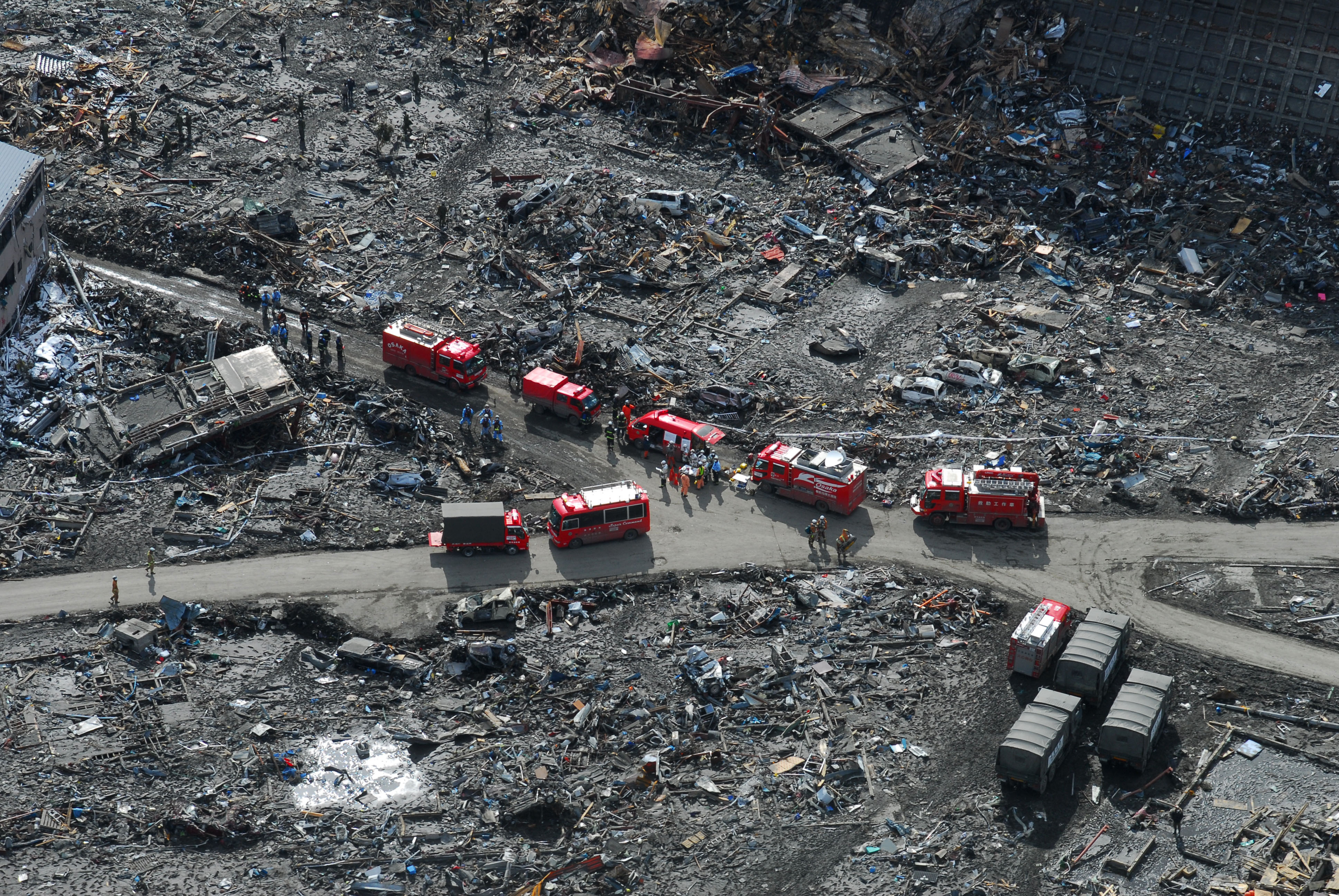
東日本大震災被災地で活動する緊急消防援助隊大阪府隊

### 政治・行政

#### 国政

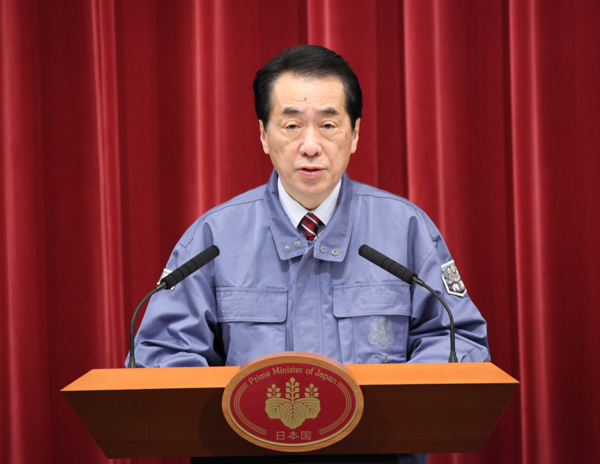
2011年3月11日17時、地震発生を受けて記者会見する菅直人内閣総理大臣

地震発生当日、菅直人は自身を本部長とする緊急災害対策本部を設置した。これは大規模な災害が発生した場合に内閣府に設置することと法律で定められている臨時の機関であるが、これまでに設置された例はなく、東日本大震災発生によって初めて設置されることとなった。
菅直人第2次改造内閣は、平成23年度本予算案を衆議院本会議で賛成多数で可決させたものの、予算関連法案は成立させる目途が立たず、与野党間の対立も激しさを増していたが、震災発生から間もなく菅直人が首相官邸に集めて与野党党首会談を行い、「救国」のための協力を要請。野党側も対立姿勢を修正した。14日には震災対応特措法の早期成立が与野党内で合意された。
2011年（平成23年）4月11日の閣議決定により、東日本大震災復興構想会議が設置された。同年6月24日に東日本大震災復興基本法が公布・施行され、東日本大震災復興対策本部が内閣に設置された。7月25日、東日本大震災の復旧・復興関連経費を盛り込んだ平成23年度第二次補正予算（1兆9,988億円）が成立。11月20日、東日本大震災関係経費11兆7,335億円などを柱とする平成23年度第三次補正予算（12兆1,025億円）が成立。12月7日、東日本大震災復興特別区域法が成立。12月9日、復興庁設置法が成立し、震災からの復興を目的として期間を定めて設置される復興庁の所掌事務、組織が具体化された。2012年（平成24年）2月10日、復興庁が発足。
2012年（平成24年）1月27日、東日本大震災に関する15組織のうち、「原子力災害対策本部」「政府・東京電力統合対策室」「原発事故経済被害対応チーム」「緊急災害対策本部」「被災者生活支援チーム」「官邸緊急参集チーム」「各府省連絡会議」「経済情勢に関する検討会合」「電力需要に関する検討会合」「電力改革及び東京電力に関する閣僚会合」の10組織が公文書管理法が主旨とする議事録を未作成、そのうち5組織では議事概要も未作成または一部作成であったとする調査結果を発表した。内閣総理大臣の野田佳彦は午前の参議院本会議で「文書で随時記録されなかったのは遺憾。会議の意志決定過程を把握できる文書作成は国民への説明責任を果たすため極めて重要」と答弁した。

#### 政党の動き
- 民主党は、3月11日に幹事長の岡田克也を本部長として、党本部に「民主党東北地方太平洋沖地震対策本部」を設置した[378]。
- 自由民主党は、3月11日に総裁の谷垣禎一を本部長とする「平成23年3月11日地震緊急対策本部」を設置した[379]。
- 公明党は、3月11日午後に代表の山口那津男を総本部長とする「東北地方太平洋沖地震対策本部」を設置した[380]。
- みんなの党は、代表の渡辺喜美を本部長とする「地震被害対策本部」を設置したと発表した[381]。
- 日本共産党は、3月11日に委員長の志位和夫を本部長とする「日本共産党東北地方太平洋沖地震対策本部」の設置を発表した[382][383]。
- たちあがれ日本は、3月12日に代表の平沼赳夫が緊急会見「東北地方太平洋沖地震対策について」を行った[384]。
- 国民新党と新党日本は共同で、3月11日17時に国民新党代表の亀井静香を本部長、新党日本代表の田中康夫を本部長代行とする「東北地方太平洋沖地震対策本部」を設置した[385]。
- 沖縄社会大衆党委員長の糸数慶子は、被災者に弔意とお見舞いの意を表した[386]。
- 新党大地代表代行の浅野貴博は、3月11日付の自身のブログの中で、政府に迅速かつ的確な対応を求めるとともに被災者へのお見舞いの言葉を載せた（代表の鈴木宗男は当時収監中）[387]。
- 日本創新党党首の山田宏は、3月12日に党首声明として、被災者および全国民に対してお悔やみとお見舞いの言葉を述べた。またその中で、党としても被災者の支援に全力で努めると発表した[388]。

#### 地方行政
岩手県陸前高田市や宮城県南三陸町、同県女川町など各地で役所・役場が津波によって冠水・損壊し、岩手県大槌町では町長が死亡するなど、津波被害を受けた東北太平洋岸や原発事故があった福島県浜通りでは職員の多くが被災したため人手不足に陥ったり、役場・議会や行政書類が被害を受けたりしたことなどにより、行政機能が麻痺する自治体も出た。
2011年4月に第17回統一地方選挙が実施されたが、震災地域については被災地選挙延期法で延期されている。
- 千葉県浦安市では、市内の3/4を占める埋立地で液状化現象による甚大な被害が発生したにもかかわらず、千葉県が予定通り実施するとしたことから、同市のみ最大2か月の延期をすべきと主張し反発した。期日前投票[392]を含めた全ての投開票事務が行われなかったため、5月に再選挙が実施されるまで、県議会議員2人が欠けた状態となった[393][394][395][396][397]。

間接的な影響ではあるが、ドイツ・バーデン＝ヴュルテンベルク州で3月27日に行われた州議会選挙では、福島第一原子力発電所事故による反原発運動の高まりなどにより、同盟90/緑の党が第2党に躍進してドイツ社会民主党と連立与党を組むに至るなど、国外の政局でも日本の震災の影響を受けたところがあった。

### 多国籍企業や公館の対応
原発被害などを受けて、イタリアやフランス、アメリカ合衆国やオーストラリアなどの政府が、日本に駐在している会社員や外交官、学生や旅行者などを一時的に国外へ避難させるために政府専用機や民間チャーター機などを日本国内の空港に派遣した。無償で自国民を国外に避難させると同時に、放射能の影響を受けないと思われる地域への一時避難を奨励する勧告を行った。また在日外国人の中には、本国政府や所属企業からの避難勧告が出ていないにもかかわらず、自主的に国外へ逃れる者もいた。
これらの在日外国人の避難や逃亡を受けて、これらの国の企業の日本法人や支店などの中には通常の業務に障害をきたすものや、操業を一時的に停止せざるを得なくなるものもあった。その後も一部の外国企業は、日本法人の本社や支店を「原発被害を受けにくい」とされた関西地方や九州地方などに一時的に移転させることを検討し、実際にアリコジャパンなど、一時的に地方に移転させた企業もあった。
また同様の理由から、ルフトハンザ航空やエールフランス航空などは、原発事故がある程度鎮静化し放射能被害が及ばないことが確認されるまで成田国際空港への乗り入れを停止したり、関西国際空港などへ一時的に目的地を移す措置を行った。また、関西国際空港や韓国経由で成田空港へ運航し、その日のうちにこれらの空港に引き返させることで、成田国際空港での乗務員の宿泊および機内食の積み込みが発生しないようにする航空会社もあった。

## 復興
- 2011年4月：東北新幹線が全線再開。
- 2012年2月：復興庁が発足。
- 2014年3月：岩手県・宮城県の瓦礫処理完了。
- 2014年4月：三陸鉄道が全線再開[401]。
- 2020年3月：常磐線が全線再開[402]。
- 2021年12月：三陸沿岸道路が全通[403]。

岩手・宮城・福島3県の沿岸で発生した大量の災害廃棄物（瓦礫）と津波堆積物（土砂など）の処理は2017年3月末までに完了した、総量は1843万tであった。
被災地内での処理を進める方針から、仮設焼却炉の増設が計画されているほか、被災地以外での処理（広域処理）も行われた。
津波により海へ押し流され海底に沈んでしまったがれきは、震災発生から10年経っても処理が続いている。一部は専門業者が引き揚げているほか、漁網にかかって発見・回収されることも多い。
津波により市街地あるいは集落単位で建物やインフラが破壊され都市機能が失われた、岩手・宮城・福島3県沿岸などの地域では、復興の方向性をめぐる議論が行われ、一部は事業が開始されている。具体的なアイデアには以下のようなものがある。
- 高台への移転 - 消失した市街地や集落を、従来の津波浸水地域ではなく、高台に移転して再建するもの。被災地の土地を国・自治体が買い上げる形で公費負担により、集団移転を行うことが計画されている[405]。
- 地盤の嵩上げを伴う現地での再建 - 従来の津波浸水地域内で、地盤の嵩上げを行って津波のリスクを低減した上で再建するもの。区画整理方式や、拠点となる市街地を国・自治体が買い上げて一括整備する事業などが計画されている[405]。
- 職住分離 - 住宅、行政庁舎、高台、病院などは高台・地盤嵩上げ地に移転する一方、産業に関連する施設は従来の津波浸水地域内に残すもの。水産や観光が主産業で全面的な移転が難しい地域で検討されている[408]。
- 復興事業を機会とする新たな事業の展開 - 漁業・水産業の協業化、農業への民間投資、省エネルギー・再生可能エネルギーやスマートグリッドの導入（エコタウン）など[408]。
- 津波防御施設の強化 - 防潮堤の復旧や強化のほか、幹線道路や鉄道を高い盛土として堤防としての機能を付加するものや、防災林や緑地などの防災用地を設けるものなど。宮城県の復興計画では、仙台湾岸南部は海岸線沿いに防潮堤、その内側に防災林・緑地、農地、盛土道路、産業用地、盛土鉄道、住宅地の順で帯状にゾーンを形成する多重防御とすることを構想している[408]。
- 津波避難施設の強化 - 津波の緊急避難のためのビルやタワーを設けるものや、津波避難のための道路、一次・二次・収容避難場所を復旧強化するものなど。宮城県の復興計画では、特に職住分離を計画している地域の産業地域（低地）で緊急避難施設を強化することを構想している[408]。
- 津波避難行動支援の強化 - 津波からの避難を啓発する防災教育、震災経験の継承など[408]。

福島県は2012年7月に「ふくしま観光復興支援センター」を設立し、口演者（語り部、2014年9月現在176人）、視察先、ボランティア先、モデルコースの紹介などを行っている。2013年度にセンターが仲介した口演者は1.3万人であった。
- 主な視察受け入れ先[410]
  - 福島市：避難所で炊き出し支援、交流
  - 相馬市：津波体験と教訓
  - 会津若松市：大熊町民の避難生活、仮設住宅の暮らし
  - いわき市：防災・減災学習ツアー
  - 川内村：全村避難と帰村までの取り組み
  - 南会津町：避難者の受け入れ体験
  - 須賀川市：直売所の風評被害払拭の取り組み
  - 二本松市：原発避難者受け入れ支援、交流

震災10年後の2021年3月末集計の事業完了割合。
災害公営住宅 100%、民間住宅等用宅 100%、地海岸工事 99%、海岸防災林 98%、河川対策（直轄区間）100%、河川対策（地方自治体区間）99%、高台移転 100%、道路（直轄区間）100%、道路（地方自治体区間）99%、復興道路 100%、港湾 100%、漁港 100%、農地 96%、鉄道100%、学校 99%、水道施設 99%、下水道 100%、災害廃棄物の処理 100%（1843万t）

### 問題点・課題
震災後、ボランティア活動に対する保健衛生上の規制や支援車両に対する道路交通法の規制など、現在の法令による制限が復興の障害となっていることが明らかとなった。復興の遅れにより経済や生活に二次的な被害が生じているため、関係自治体では災害特区指定や特別立法への期待も大きい。市街地が壊滅した岩手県陸前高田市などでは、集落ごと高台に移転するといった大規模な対策が検討されているが、課題も山積している。
震災以後も、2011年9月には戦後最大級の勢力をもって上陸した台風15号によって被災地が広範囲で浸水し、福島第一原発では汚染水の水位上昇などの被害が起きている。
国および福島県は原発事故に伴う長期避難世帯を被災者生活再建支援法の長期避難世帯と認めていないことから、原発事故の長期避難に伴う震災関連死（特に「原発関連死」と呼ばれる）対策や原発避難者生活再建支援施策が求められている。
三陸海岸沿岸市町村では、防潮堤など復興・防災工事が完了するにつれ土木作業員が引き揚げたり雇用が減ったりして、人口減少が進んでいる。福島第一原発事故が起きた福島県浜通りなどでも避難して戻らない元住民が多い。流入先となっている仙台市は2011年から転入超過が続いている。

## 震災後の様々な動き

### 追悼・慰霊
被害が大きかった東北3県が復興祈念公園をそれぞれ整備し、政府が公園内に国営の追悼施設を設けた。追悼施設は岩手県は陸前高田市、宮城県は石巻市、福島県では浪江町での建設（復興祈念公園は双葉町に跨る含むエリア）が2017年9月1日に閣議決定された。
被災自治体の多くは翌年の2012年から毎年3月11日、震災犠牲者の追悼式を開いている。日本国政府も2021年まで国立劇場で開いていたが、2020年1月21日に官房長官の菅義偉は定例記者会見の場で、節目の10年目となる2021年限りで政府主催としての追悼式を終了する考えを示した。また、被災自治体から東北での開催を求める声も寄せられたことから、2022年以降は自治体主催の追悼式に政府代表が出席することも検討されていた。2020年3月3日、安倍内閣は新型コロナウイルスの影響を受け、政府主催の追悼式の中止を発表し、同年3月6日の閣議にて中止が決定。追悼式の代わりに総理大臣官邸献花式が執り行われた。2021年3月2日、同年の追悼式についてはコロナウイルスの感染対策を踏まえ、参列者を限定することで開催することを閣議にて決定した。内閣総理大臣が務める実行委員長は、1年となった2012年は野田佳彦、2013年から2019年までは安倍晋三、10年となった2021年は菅義偉が出席した。安倍は2020年には総理大臣官邸献花式に出席した。2021年は今上天皇徳仁と皇后雅子も出席した。同時点で天皇が出席するのは皇太子時代を含めると初めてであった。なお、参列者はコロナウイルス感染防止用にマスクを着用して出席し、2019年まで行っていた一般参加者の献花は見送られた。
2022年2月25日、復興大臣の西銘恒三郎は閣議にて11年目となる同年3月11日に政府主催としての追悼式を行わないことを正式表明した。2022年以降は内閣総理大臣をはじめとする政府関係者が福島県主催の「東日本大震災追悼復興祈念式」に出席している。11年となった2022年3月11日には内閣総理大臣の岸田文雄が福島県を訪問し、同県主催の追悼式に出席し黙祷を捧げたほか、同月12日には岩手県と宮城県の追悼祈念施設を訪問し献花を行うとともに黙祷を捧げた。また、政府主催としての追悼式が終了したことや節目の10年の区切りを過ぎたことを理由に、2022年以降は岩手、宮城、福島の被災3県では追悼式を継続する自治体もあれば、開催しない自治体に分かれる動きも出た。

#### 震災直後の混乱と遺体安置所の不足
東日本大震災では、県内火葬場の能力をはるかに上回る数の遺体が発見・収容され、遺体の全てを早期に火葬することが極めて困難な状況であった。震災発生直後、遺体安置所や棺が不足し、多くの遺体がブルーシートや毛布に包まれ、安置されるという状況が続いていた。これに対し「亡くなった方の尊厳や遺族の心情を考えると非常に困難な状況であった」と、当時の対応にあたった職員は述べている。非常時に際し、宮城県内では県庁に対して遺体処理の方法を規定する法律である「墓埋法」の運用に幅を持たせ、土葬の可能性を考えてほしいと打診する市町村もあった。また、数々の遺体が運び込まれてくる中、近代的な火葬場ができる以前に行われていた「野焼き」の実施を宮城県庁に打診する市町村もあった。

#### 仮埋葬の実施と改葬の動き
遺体の処理が急務となる中、2011年3月14日には、「墓地埋葬等に関する法律に基づく埋火葬許可の特例について」が発布され、埋葬許可証の発行手続きが簡素化された。また、土葬による仮埋葬に向けた環境整備も進められ、土葬のマニュアルは、国内で土葬を行っている奈良県に相談の上で作成された。しかし、あくまでも仮埋葬であり、火葬が再開されると、土葬されていた棺も掘り起こされ、再納棺の後に火葬が行われていた。土葬開始直後、行政側では2年後を目処にして土葬にした遺体の改葬を行うという理解が専らであったが、実際には埋葬して1ヶ月過ぎから改葬が行われるようになった。これは、街の造成した仮埋葬地に他の犠牲者と共に集団で埋葬されている遺体はあくまでも「仮」の姿であり、先祖が代々埋められてきた墓地に入らなければ落ち着かないといった遺族の思いから生じたものであった。
また、遺族が改葬の手段に火葬を重視した理由として、遺体は火葬されるべきであるという常識が定着していたためだと解釈されることが多い。一方で、集団での仮埋葬では死者が成仏できないと考え、火葬を希望したという解釈も存在する。東北地方の死者観念においては、遺骸がある墓地にこそ死者の霊魂が宿るという「霊肉一体」の観念が強く根付いている。このため、狭いスペースでの集団仮埋葬状態では葬儀が完了したとは考えられず、遺骨を家ごとの墓地に移すことが最終的な目的とされ、火葬はその手段として行われたという解釈もなされることがある。
さらに、東北地方で広く見られる葬儀・告別式前に遺体を荼毘に付す「骨葬」の葬送習俗が、遺族が火葬を重視した理由としても挙げられる。骨葬が行われる地域では、葬儀を焼骨の埋納時点で完了したとみなす観念があり、今回の震災に際しても、仮埋葬としての土葬は遺体処理のおける最終地点ではなく、あくまでも仮の段階であり、焼骨を埋納しなければ葬儀は終了とはならないと考えているのである。

#### 今後の震災対応への影響と広域火葬計画
東日本大震災での経験を踏まえ、今後の災害では、できる限り土葬を減らし、火葬できる体制を作るため、広域火葬計画の作成が進められている。宮城県の地域防災計画では、「遺体の捜索・処理・埋葬」の項目が設けられ、毎年改定作業が行われている。この計画策定の背景には、葬儀は死者の尊厳を守る倫理的・道徳的な行為であり、埋葬・火葬はその核となるものであるという考えがある。東日本大震災当時、火葬場が被災したことにより、十分な葬儀が行えず、多くの遺族が心を痛めたという経験が、この計画策定の根本的な発想となっている。

#### 震災拾得物
持ち主不明の写真など思い出の品を震災拾得物として自治体が保管、返却を行っている。石巻市だけで26万点の拾得物を返却した。震災から10年以上のときが経過し自治体によって廃棄、返却終了を行うようになっている。

### 震災遺構・震災伝承施設
津波の水が引いた跡地に、半ば破壊されて残った建物が被災地沿岸の各所に存在する。これらのうち「震災遺構」に認定されると、教訓を後世に伝えるため公費で保存される。公費投入は「1自治体1施設」が原則であるため、公式の遺構認定は公共施設が優先されており、2017年12月時点で民間建物はたろう観光ホテル（岩手県宮古市）のみである。所有者が自費保存を決めているもの以外の“民間遺構”は、取り壊しが懸念される建物もある。
他にも自然災害伝承碑の再評価やそれに類似したモニュメント・施設の新設も見られる。国土交通省東北地方整備局などによる「震災伝承ネットワーク協議会」はこれら震災伝承施設を220件以上登録しているほか、東北経済連合会などは一般財団法人「3・11伝承ロード推進機構」を設立して震災遺構のネットワーク化を進めている。
主な震災遺構を以下に示す。

#### 岩手県
- 宮古市
  - たろう観光ホテル：保存
  - 防潮堤：保存決定[443]
- 釜石市
  - 鵜住居（うのすまい）地区防災センター：2014年2月解体終了[444]
- 大槌町
  - 役場旧庁舎：一部保存の方針[注 20]を検討。町長室があった部分は2014年4月から解体予定[445]。2014年6月4日、保存検討中である本庁舎以外の解体開始[446]。2016年12月、町議会の東日本大震災復興まちづくり特別委員会は、最終報告書に基づく意見書をまとめた。保存または解体すべきだとする見解を示さず、防災教育やまちづくりを進める中で、旧庁舎を含めて考えることを求めた[447]。
  - 観光船「はまゆり」：既に解体されたが、復元のための寄付を集めている[448]。しかし、2019年の時点で集まった寄付額は必要額を大幅に下回り、模型展示や拡張現実（AR）などでの伝承を模索している[449]。
- 陸前高田市
いずれも「高田松原津波復興祈念公園」エリアに位置する[450]。
  - 奇跡の一本松：復元、保存
  - 旧陸前高田ユースホステル：保存[450]
  - 旧道の駅高田松原（タピック45）：保存[450]
  - 旧陸前高田市立気仙中学校：保存[450]
  - 旧陸前高田市営定住促進住宅：保存[450]

#### 宮城県
- 気仙沼市
  - 漁船「第18共徳丸」：2013年10月24日解体終了[451]
  - 旧気仙沼向洋高等学校校舎：2019年3月10日より「気仙沼市東日本大震災遺構・伝承館」として一般公開[452]。
- 南三陸町
  - 南三陸町防災対策庁舎：南三陸町は解体方針（事業の関係上2013年度末まで）であったが、宮城県の有識者会議終了（2014年度中）までは解体されないこととなった。その後2015年6月に、2031年までは県の施設とすることになった。2020年10月開設の南三陸町震災復興祈念公園の一部となっている。
  - 高野会館（民間所有）[453][注 21]
  - 南三陸311メモリアル：2022年10月1日にオープン。
- 石巻市
  - 石巻市立大川小学校：2016年3月、石巻市は被災した大川小学校の旧校舎を存置という形でその全体を保存することとなった[454]。遺族の中には「校舎を見たくない」という意見もあるため周辺を公園化して植栽などで囲むことが検討されている[454]。2019年度より公園整備が開始され、周囲には桜を植林し、展示スペースを持った管理棟や、慰霊碑・花壇・芝生広場などが設置される[455]。2020年度末（2021年3月末）までの完成を目標としていたが[455]、延期を経て、2021年7月18日に一般公開された[456]。
  - 石巻市立門脇小学校：校舎については震災遺構として部分的な保存が図られることとなった。保存場所は同校跡地および南浜地区に整備された復興祈念公園である石巻南浜津波復興祈念公園となった[457][458]。校庭は近隣の学校が運動場として使うために2013年時点、整備が進んでいる。校舎の整備は2019年度より開始され、校舎は中央部の6教室分以外は解体して残部は補強（観察棟を設けて内部は非公開）、特別教室棟と体育館を公開・展示スペースとする[455]。2018年12月時点では2020年度末（2021年3月末）までの完成を目標と報じられたが[455]、実際には約1年遅れた2022年4月に公開されることになった[459]。
- 女川町
  - 旧女川交番：保存に向け2011年6月から寄付を募集。女川町では周囲も含めて「メモリアル公園」として整備する方針を定め[460]、2020年2月に整備工事が完工した[461]。
- 東松島市
  - JR旧野蒜駅
- 仙台市
  - 仙台市立荒浜小学校[462]2015年5月保存決定[注 22][463]。2017年4月30日より一般公開開始。隣接して鎮魂モニュメント「荒浜記憶の鐘」が建てられているほか、津波で破壊された住宅6戸の基礎も震災遺構としている[464]。
- 名取市
  - 名取市震災メモリアル公園：2019年（令和元年）5月開園。
- 山元町
  - 山元町立中浜小学校。2020年9月26日より一般公開開始。2020年グッドデザイン賞、グッドデザイン・ベスト100、特別賞グッドフォーカス賞［防災・復興デザイン］受賞。

#### 福島県
- 浪江町
  - 町立請戸小学校：震災遺構として公式に整備された初の施設[465]。
- 富岡町
  - JR富岡駅：解体後、一部保存
  - 津波被災パトロールカー：移動後[466]、保存[467]
- 双葉町
  - 東日本大震災・原子力災害伝承館（2020年9月20日に開館。約24万点の資料のうち、約170点を展示[468]）

震災から3年の時点で保存が検討されているのは、宮城県で15か所ほど、岩手県で8か所ある。2014年5月時点、宮城県では7市町の12施設が検討対象である。

### 小惑星の命名
震災復興を祈り、国際天文学連合の「小惑星・彗星・流星2012」（2012年5月に新潟市の朱鷺メッセで開催）をきっかけとして、小惑星に被災地の地名が命名された。これは国立天文台がローウェル天文台に依頼してつけたものである。
- 県名 - 宮城（19534）、岩手（19691）、青森（19701）、茨城（19713）、栃木（19731）、千葉県（20613）
- 福島県の地名 - 会津（14701）、浜通り（21966）、中通り（22719）
- 被災自治体名 - 陸前高田（22745,岩手県）、栄村（22885, 長野県下水内郡[注 23]）、津南町（22914, 新潟県中魚沼郡[注 23]）

その他、以下の震災関連で命名された小惑星がある。
- 東北（23649）、東日本（29157）、大震災（31152）

### 題材とした作品
この震災は被害・被災の規模が極めて大きく、社会全体に広範な影響をもたらしたことから、東日本大震災に関連して数多くの作品・表現が発表された。その内容は災害ドキュメンタリーやルポルタージュ、体験記といったノンフィクション作品をはじめ、鎮魂の思いを込めたもの、東日本大震災からの復興をテーマにしたもの、被災体験やボランティア体験を契機とした創作作品など多岐にわたる。
以下に東日本大震災に直接関連するものを挙げる。一般的な概念としての「絆」や「復興」を扱ったものは、ここでは取り上げない。
「Category:東日本大震災を題材とした作品」も参照。

#### 研究書・学術論文・評論
地震、津波そのものの理科学的考察が主であるものは含まない。（理科学的考察は「東北地方太平洋沖地震」へ）
- 齊藤誠著『震災復興の政治経済学』日本評論社
16 - 25兆円という政府発表の被害額見積もりが過大であったとし、それに基づく復興予算が経済に及ぼす影響を検証している[473]。
- 澤田康幸編『巨大災害・リスクと経済』日本経済新聞出版社。
- エマニュエル・トッド著、石崎晴巳編訳『トッド 自身を語る』藤原書店
「東日本大震災は日本の一部だけを襲い、その背後に日本の巨大な工業力がある」と指摘[473]。
- 畑村洋太郎『未曾有と想定外 東日本大震災に学ぶ』講談社現代新書、2011年。
- 森一郎『死を超えるもの: 3・11以後の哲学の可能性』東京大学出版会、2013年。
- リチャード・J・サミュエルズ著,プレシ南日子他訳『3.11 震災は日本を変えたのか』英治出版、2016年3月。
- 国土交通省 東北地方整備局『東日本大震災の実体験に基づく　災害初動期指揮心得』2015年2月

#### 文学

##### ノンフィクション、ルポ、写真集ほか
- 五木寛之『下山の思想』幻冬舎新書、2011年。
- 谷口雅彦 写真集『沈黙と饒舌と 原発のある町』白夜書房　編集:末井昭　2012年。
- 髙山文彦『大津波を生きる』2012年[474]。
- 河原れん『ナインデイズ 岩手県災害対策本部の闘い』幻冬舎、2012年。ISBN 9784344021372[475]
- 高嶋博視『武人の本懐 FROM THE SEA 東日本大震災における海上自衛隊の活動記録』講談社、2014年。
- 草谷桂子『3・11を心に刻む ブックガイド』子どもの未来社、2013年[476]。
- 蟹江杏、佐藤史生『ふくしまの子どもたちが描く あのとき、きょう、みらい。』徳間書店、2011年。
- 小野智美編『女川一中生の句 あの日から』羽鳥書店、2013年。
- 麻生幾『前へ! ―東日本大震災と闘った無名戦士たちの記録―』新潮社、2011年。自衛隊、東北地方整備局（くしの歯作戦）、DMATなどの苦労と活躍を描いたノンフィクション。
- 菱田雄介[注 24]、飯沢耕太郎『アフターマス 震災後の写真』NTT出版、2011年。原作『hope/TOHOKU』は震災11日後に被災地で撮影された。
- 安田菜津紀、渋谷敦志、佐藤慧『ファインダー越しの3.11』原書房、2011年12月。現地写真集。
- 岩手日報社『特別報道写真集 平成の三陸大津波 2011.3.11 東日本大震災 岩手の記録 [Kindle版]』岩手日報社、2014年。
- 佐々涼子『紙つなげ! 彼らが本の紙を造っている ―再生・日本製紙石巻工場―』早川書房、2014年。
- 外岡秀俊『3・11複合被災』岩波書店、2012年。
- 河北新報社『河北新報のいちばん長い日』文藝春秋、2011年。なお震災1年後にテレビドラマ化されている。
- 森健編『つなみ 被災地の子どもたちの作文集』文藝春秋、2012年。
第43回大宅壮一ノンフィクション賞。80人の作文を載せたMOOK（18万部）と115人の『完全版』がある。
- 重松清『希望の地図 3・11から始まる物語』幻冬舎、2015年。ISBN 9784344423084[477]
- 文藝春秋『つなみ 5年後の子どもたちの作文集』文藝春秋2016年4月臨時増刊号
- 谷口雅彦 写真集「津波を乗り越えた町々 東日本大震災十年の足跡」双葉社 2021年

##### フィクション
- 福井晴敏『震災後』小学館、2011年。
- 高橋源一郎『恋する原発』講談社、2011年。
- 和合亮一『詩の礫』徳間書店、2011年。
  - 『廃炉詩編』2013年3月。
  - 『昨日ヨリモ優シクナリタイ』徳間書店、2016年。
- くしまちみなと『おとめ桜の伝説〜小峰シロの物ノ怪事件簿〜』2012年。序章が福島県白河市の震災描写。白河小峰城崩落などがある。
- 照井翠『龍宮』角川学芸出版、2012年[478]。
- 有川浩『空飛ぶ広報室』 - 単行本書き下ろしの後日談（ドラマ版最終話）で東日本大震災時とその後の松島基地の様子が描かれている（主人公はかつてブルーインパルス候補であったという設定）。2012年。
- 乃南アサ『いちばん長い夜に』新潮社、2013年1月。震災により2人の人生に与えた大きな変化が描かれている。
- 友井羊『ボランティアバスで行こう!』宝島社、2013年4月。災害ボランティアを題材にしている。
- いとうせいこう『想像ラジオ』2013年。
- 綿矢りさ『大地のゲーム』2013年。
- 佐伯一麦『還れぬ家』 - 後半部分でそれまでの本筋（2008年 - 2009年の出来事）と並行して東日本大震災後の主人公の様子が描かれる。2013年。
- 佐藤通雅『昔話（むがすこ）佐藤通雅歌集』2013年。
- 小林エリカ『光の子ども』リトル・モア、2013年。イラストレーターが書いた漫画。
- 熊谷達也『調律師』2013年。終盤で仙台市のコンサートホールを訪れた主人公が東日本大震災に巻き込まれる。
  - 熊谷達也『希望の海 仙河海叙景』集英社、2016年。
  - 熊谷達也 『リアスの子』2013年12月。
- 岡本貴也『神様の休日 〜僕らはまためぐり逢う』幻冬舎、2014年2月。実話を元に紡がれた遺体修復師の真実の物語。
- 佐伯一麦『空にみずうみ』2014年6月23日から『読売新聞』連載小説 - 震災後の仙台を舞台に日常生活のありがたみを描く。
- 中山七里『アポロンの嘲笑』集英社、2014年9月。逃走する殺人事件の被疑者とそれを追う刑事の視点から、震災直後の福島県の様子や福島第一原子力発電所事故の対応に追われる人々の現状を描く。
- 吉村萬壱 『ボラード病』文藝春秋、2014年。災害で人が住めなくなったあと、人が戻ってきた海塚の町の様子を小学校5年女子の視点で描く。
- 平野啓一郎「Re: 依田氏からの依頼」、短編集『透明な迷宮』所収、新潮社、2014年。『新潮』2013年7月号に掲載。
- 真山仁『そして、星の輝く夜がくる』講談社・2014年、続編『海は見えるか』幻冬舎・2016年。阪神淡路大震災で被災した著者が、被災者を描く。
- 金原ひとみ『持たざる者』集英社、2015年4月。
- 柏葉幸子『岬のマヨイガ』- 岩手日報（日報ジュニアウイークリー）で2014年5月10日から2015年7月4日まで連載後、2015年9月に講談社から刊行。
- 北野慶『亡国記』現代書館、2015年[注 25]。
- 真山仁『雨に泣いてる』幻冬舎、2015年。被災地で新聞記者が殺人事件を追う。
- 廣木隆一『彼女の人生は間違いじゃない』河出書房新社、2015年。
- 彩瀬まる『やがて海へと届く』講談社、2016年。
- 天童荒太『ムーンナイト・ダイバー』文藝春秋、2016年[479][480][481]
- 柳広司『象は忘れない』短編集、文藝春秋、2016年。
- 桐野夏生『バラカ』集英社、2016年。
- 島田明宏『絆〜走れ奇跡の子馬〜』集英社、2017年。被災した南相馬市のファームを舞台に、生き残った子馬を競走馬に育てダービーを目指す。
- 村上春樹『騎士団長殺し』新潮社、2017年。
- 沼田真佑『影裏』文藝春秋、2017年。
- 楡周平『サンセット・サンライズ』講談社、2022年。
- 柚月裕子『逃亡者は北へ向かう』新潮社、2025年。

#### 映画
時系列順に表記し、月が不明なものはその年の最後に付した。年月不明の作品は最後に付した。自主制作作品も含む。

##### ノンフィクション、ドキュメンタリー
- 津波そして桜 - 2011年9月公開。ルーシー・ウォーカー監督。
- がんばっぺ フラガール! 〜フクシマに生きる。彼女たちのいま〜 - 2011年10月公開。小林正樹監督。
- 大津波のあとに - 2011年10月公開。森元修一監督。
- 槌音 - 2011年10月公開。大久保愉伊監督。
- すぐそばにいたTOMODACHI - 2011年10月公開。セシリア亜美 北島監督。
- 雪海 - 2011年10月公開。大竹暁監督。
- 私たちにできたこと　できなかったこと - 2011年10月公開。岡崎孝監督。
- 東日本大震災 - 2011年10月公開。赤間信義監督。
- 東日本大震災 東北朝鮮学校の記録 2011.3.15-3.20 - 2011年10月公開。コマプレス。
- 311 - 2011年10月公開。共同監督は森達也、綿井健陽、松林要樹、安岡卓治。
- きょうを守る - 2011年11月公開。菅野結花監督。
- 子どもたちの夏 チェルノブイリと福島 - 2011年11月公開。田野隆太郎監督[482]。
- なみのおと　- 2011年。酒井耕、濱口竜介監督。
- うたごころ[483] - 2011年。榛葉健監督。
- 3.11 東日本大震災から学ぶ 津波・命を守る心構え - 2011年
- DOCUMENTARY of AKB48 Show must go on 少女たちは傷つきながら、夢を見る - 2012年1月公開。高橋栄樹監督。
- 手のなかの武器- 2012年2月公開。吉本涼監督。
- Friends after 3.11 劇場版 - 2012年3月公開。岩井俊二監督。
- 立入禁止区域・双葉 〜されど我が故郷〜 - 2012年3月公開。佐藤武光監督。
- 希望の明日へ - 2012年3月の映画祭で公開。
- Pray for Japan Official Trailer - 2012年3月公開。スチュウ・リービー監督。
- 季節、めぐり それぞれの居場所 - 2012年4月公開。大宮浩一監督。
- 相馬看花 第一部 奪われた土地の記憶 - 2012年5月公開。松林要樹監督。福島県南相馬市原町区江井戸（えねい）の避難民を追った。

相馬看花 第二部『祭の馬』 - 松林要樹監督。
- LIGHT UP NIPPON 日本を照らした、奇跡の花火 - 2012年7月公開。柿本ケンサク監督。
- 石巻市立湊小学校避難所 - 2012年8月公開。藤川佳三監督。
- フタバから遠く離れて Nuclear Nation[486] - 2012年10月公開。舩橋淳監督、プロデューサー：橋本佳子。エンディングテーマを坂本龍一が担当。

フタバから遠く離れて 第2部 - 2014年11月公開。
フタバから遠く離れて スピンオフ短編 放射能 - 2014年
フタバから遠く離れて 2016 総集編 - 2016年
- 生き抜く 南三陸町 人々の一年 - 2012年10月公開。森岡紀人監督。
- グレーゾーンの中で In the Grey Zone - 2012年、イアン・トーマス・アッシュ監督。南相馬で10日間暮らし、人々の本音を引き出す。
- 原発の町を追われて〜避難民・双葉町の記録 - 2012年。堀切さとみ監督。
- 夢を生きる〜テイラー・アンダーソン物語 - 2012年。レジー・ライフ監督。
- より高く!より早く!!〜津波からの避難〜 - 2012年
- 3月11日を生きて〜石巻・門脇小・人びと・ことば〜 - 2012年。青池憲司監督。
- 津波のあとの時間割〜石巻・門脇小・1年の記録〜 - 2012年。青池憲司監督。
- 先祖になる - 2013年2月公開。池谷薫監督。陸前高田市気仙町荒町地区の77歳の独居老人に密着した作品。第63回ベルリン国際映画祭エキュメニカル賞特別賞、第37回香港国際映画祭ファイアーバード賞（グランプリ）を受賞した[489]。
- 3.11後を生きる - 2013年2月公開。中田秀夫監督。
- わすれない ふくしま - 2013年3月公開。四ノ宮浩監督。原発事故で警戒区域となった福島県飯舘村の人々の暮らしを描く。
- 福島へようこそ - 2013年3月公開。アラン・ドゥ・アルー監督。
- ガレキとラジオ - 2013年4月公開。梅村太郎、塚原一成監督。宮城県南三陸町の災害ラジオ局「FMみなさん[490]」を扱った。ドキュメンタリーを称しながら「やらせ」演出が指摘された[491][492]。
- 逃げ遅れる人々〜東日本大震災と障害者[493] - 2013年6月公開。飯田基晴監督。
- 犬と猫と人間2 動物たちの大震災 - 2013年6月公開。宍戸大裕監督。
- 架け橋 きこえなかった3.11[494] - 2013年8月公開。監督：今村彩子[注 26]。視聴覚障がい者の被災体験を描く。
- ネガティブ・ナッシング 全てはその一歩から - 2013年11月公開。クニューセル兄弟監督
- 天に栄える村 - 2013年11月公開。原村政樹監督。
- 福島 生きものの記録 シリーズ1〜5 - 監督：岩崎雅典（2013年11月 - 2017年11月公開/日本）福島第一原発事故によって拡散した放射性物質の行方を追った。
- 僕らはココで生きていく[495] - 2013年、下山和也監督
- なみのこえ 新地町 - 2013年公開。酒井耕、濱口竜介監督。
- なみのこえ 気仙沼 - 2013年公開。酒井耕、濱口竜介監督。
- うたうひと - 2013年公開。酒井耕、濱口竜介監督。
- 東電テレビ会議 49時間の記録  - 2013年公開。 OurPlanet-TV
- 無人地帯/No Man's Zone - 2014年2月公開。藤原敏史監督。
- あれから Scince Then[496] - 2014年3月公開。篠崎誠監督。
- 1000年後の未来へ－3.11保健師たちの証言 - 2014年3月公開。都鳥伸也監督[497]。
- A2-B-C[498] - 2014年5月公開。イアン・トーマス・アッシュ監督[499][注 27][500]。
- いわきノート FUKUSHIMA VOICE - 2014年5月公開。共同監督は有馬俊、岡崎雅、佐々木楓、三藤紫乃、鈴木絹彩、鈴木ゆり、太智花美咲、千葉美和子、津澤峻、中川慧介。
- ほんとうのうた - 2014年7月公開。河合宏樹監督。郡山市出身の古川日出男が舞台化し、2011年から巡回した朗読劇『銀河鉄道の夜』の公演の模様を記録した[501]。
- 無知の知 - 2014年11月公開。石田朝也監督。
- 缶闘記 CANS OF HOPE[502] - 岸田浩和監督。
- 宮戸復興の記録 2011〜2013 - 飯塚俊男監督、重枝昭典撮影。2014ゆふいん文化・記録映画祭で松川賞受賞。
- 東北復幸祭〈環WA〉in Paris -子どもたちが見つめた 死・再生・未来-[503][504] - OECD東北スクールの高校生約30人が制作。2015年2月14日(土) - 2月22日(日) いわき市で初上映、DVD化。2015年9月12日(土)〜9月18日(金)[505]ポレポレ東中野 主催：NPO法人OurPlanet-TV、共催:ポレポレ東中野
- ナオトひとりっきり Alone in Fukushima - 2015年8月公開。中村真夕監督。
- 波伝谷に生きる人びと、願いと揺らぎ - 2015年8月、2018年2月公開。我妻和樹監督。宮城県南三陸町南部の「波伝谷（はでんや）」集落を継続的に撮影した連作。
- 種まきうさぎ〜フクシマに向き合う青春〜 - 監督：森康行（2015年10月公開 / 日本 / 88分）福島の高校生による朗読サークル「たねまきうさぎ」が、原発事故被害者と日本各地の人々の交流活動をする。
- 大地を受け継ぐ[506] - 監督：井上淳一 （2015年 / 日本 / 86分）（2016年2月公開）福島県須賀川市の農家樽川和也は、母と2人で暮らしている。父は原発事故による出荷停止のFAXが届いた翌日、自殺した。震災から4年後、11人の学生が訪れる。
- 飯舘村の母ちゃんたち 土とともに[507] - 2016年5月公開。古居みずえ監督。福島県飯舘村から伊達市に避難し、仮設住宅の隣部屋に住む2人の女性（78歳と79歳）を4年間追う。
- サンマとカタール 女川つながる人々 - 2016年5月公開。乾弘明監督。
- アトムとピース 〜瑠衣子 長崎の祈り〜 - 2016年6月公開。新田義貴監督。
- 息の跡 - 2017年2月公開。小森はるか監督。
- 残されし大地 - 2017年3月公開。ジル・ローラン監督。
- 新地町の漁師たち - 2017年3月公開。山田徹監督。
- ちかくてとおい - 2017年4月公開。大久保愉伊監督。
- 波のした、土のうえ - 2017年5月公開。小森はるか、瀬尾夏美監督。
- 被ばく牛と生きる - 2017年10月公開。松原保監督。
- 一陽来復 Life Goes On - 2018年3月公開。尹美亜監督。
- 福島は語る - 2019年3月公開。土井敏邦監督。
- たゆたえども沈まず - 2021年3月公開。遠藤隆監督。
- 歩きはじめる言葉たち 漂流ポスト3.11をたずねて - 2021年10月公開。野村展代監督。
- 「生きる」大川小学校 津波裁判を闘った人たち - 2023年2月公開。寺田和弘監督。

##### フィクション
- 311明日 - 2011年公開。仙台短篇映画祭制作プロジェクト
- ヒミズ - 2012年1月公開。園子温監督。第68回ヴェネツィア国際映画祭最優秀新人賞W受賞。原作の設定を変更し、震災後の日本を舞台としている。
- 青いソラ白い雲 - 2012年3月公開。金子修介監督。震災後の福島を舞台としている。
- RIVER - 2012年3月公開。廣木隆一監督。
- FUKUSHIMA DAY - 2012年3月公開。桜井亜美監督。震災後の福島を舞台としている。
- ポテチ - 2012年4月公開。中村義洋監督。震災後の仙台市を舞台としている。
- トテチータ・チキチータ - 2012年4月公開。古勝敦監督。震災前から震災後にかけての東北・東京を舞台としている。
- ギリギリの女たち - 2012年7月公開。小林政広監督。
- 希望の国 - 2012年10月公開。園子温監督。震災および福島第一原発事故後、架空の県でさらに発生した原発事故を描いている。
- おだやかな日常 - 2012年12月公開。内田伸輝監督。福島原発事故による放射能被害を心配する東京の家族を描く[508]。
- 遺体 明日への十日間 - 2013年2月公開。君塚良一監督。岩手県釜石市の遺体安置所に取材した石井光太のルポ『遺体―震災、津波の果てに』（2011年11月、新潮社）が原作。
- 海辺の町で - 2013年3月公開。廣木隆一監督。
- 桜並木の満開の下に - 2013年4月公開。舩橋淳監督。震災後の茨城県日立市を舞台としている。
- ただいま。 - 2013年9月公開。島田大介監督。
- 朝日のあたる家 - 2013年9月公開。監督・原作・脚本・編集・プロデューサー太田隆文。原子力事故がテーマとなっている。
- 今日子と修一の場合 - 2013年10月公開。奥田瑛二企画・脚本・監督[509]。
- あいときぼうのまち - 2013年公開。菅乃広監督。
- 家路 - 2014年3月公開。久保田直監督。震災後の福島を舞台としている[510]。
- 物置のピアノ - 2014年8月公開。似内千晶監督。
- 救いたい[511] - 2014年11月公開。神山征二郎監督、震災から3年後の仙台の医師夫妻などを描く。
- さよなら歌舞伎町 - 2015年1月公開。廣木隆一監督。
- セシウムと少女[512] - 2015年4月公開。才谷遼監督のファンタジー映画。
- ソ満国境 15歳の夏 - 2015年8月公開。松島哲也監督。
- Fukushima,mon Amour（フクシマ・モナムール） - 2016年第66回ベルリン国際映画祭パノラマ部門で上映し、ハイナー・カーロウ賞を受賞。ドリス・デリエ監督。震災後の福島を描く。
- STOP - 2016年ゆうばり国際ファンタスティック映画祭で上映。キム・ギドク監督。原発事故のため東京に移った若い夫婦の生活を描く。
- 人の望みの喜びよ - 杉田真一[注 28]監督。第64回ベルリン国際映画祭ジェネレーション部門スペシャル・メンション受賞。モントリオール映画祭で上演。震災で両親を失った姉弟を描く。
- 夢の女 ユメノヒト[513] - 2015年（2016年公開）、坂本礼監督。
- 太陽の蓋 - 2016年7月公開。佐藤太監督。
- 彼女の人生は間違いじゃない - 2017年7月公開。廣木隆一監督。
- 漂流ポスト - 2017年11月公開。清水健斗監督。
- 星めぐりの町 - 2018年1月公開。黒土三男監督。
- 生きる街 - 2018年3月公開。榊英雄監督。
- ハッピーアイランド - 2019年3月公開。渡邉裕也監督。
- ニッポニアニッポン フクシマ狂詩曲（ラプソディ） - 2019年3月公開。才谷遼監督。
- 風の電話 - 2020年1月公開。諏訪敦彦監督。第70回ベルリン国際映画祭国際審査員特別賞。
- 影裏 - 2020年2月公開。大友啓史監督。
- Fukushima 50 - 2020年2月公開。若松節朗監督。
- 弥生、三月-君を愛した30年- - 2020年3月公開。遊川和彦監督。
- 浅田家! - 2020年10月公開。中野量太監督。
- 永遠の1分。 - 2022年3月公開。曽根剛監督。
- やがて海へと届く - 2022年4月公開。中川龍太郎監督。
- ハウ - 2022年8月公開。犬童一心監督。
- 波紋 - 2023年5月公開。荻上直子監督。
- 釜石ラーメン物語 - 2023年7月公開。今関あきよし監督。
- 海鳴りがきこえる - 2023年10月公開。岩崎孝正監督。
- サンセット・サンライズ - 2025年1月公開。岸善幸監督。
- アフター・ザ・クエイク - 2025年10月公開。井上剛監督

#### テレビ

##### ノンフィクション、ドキュメンタリー
- 負げねど!津波〜被災旅館再生記〜[514] - 2013年、仙台放送。第22回FNSドキュメンタリー大賞にて大賞を受賞した[515]。
- ウォッチン!プラスSP 海風に舞う 石巻・十三浜 神楽とともに生きる人々[516] - テレビ制作部専任部長川村和弘、松本真理子ディレクタ一、TBC（東北放送）2015年6月初回放送。「第35回『地方の時代』映像祭2015」でグランプリ[517]。石巻の人々が神楽を通して復興する人々を3年間追ったドキュメンタリー[518]。
- 忘れない3.11 わたしの一言〜ヨシさんの“てんでんこ”〜[519] - 総合プロデューサー 角舘郁也、プロデューサー中村好子、プロデューサー堀米道太郎、撮影・構成 千葉佳史。IBC岩手放送が2011年から続ける震災復興キャンペーンテレビCMのうちの一本。日本民間放送連盟賞 / 2013年（平成25年）テレビCM部門 優秀賞[520]。2013年2月から月一本。「津波てんでんこ」で逃げた赤沼ヨシ（97歳、女性、田老町）が「復興はてんでんこではできない」と語る。
- きぼう〜ふくしまのめばえ〜 - 福島中央テレビ（日本テレビ系列）の平日夕方の情報番組『ゴジてれ Chu !』の75秒のコーナー。丸淳也報道部部長、村上正信報道部デスク。県内で生まれた赤ちゃんを応援。2012年1月から始まり、2016年2月現在1,000回を数える。
- ともに[521] - 折原裕プロデューサー。仙台放送が毎月1回宮城県内の一人一人の復興のあゆみを紹介する30分番組。2011年4月23日から放送中、2016年2月13日で第59回。
- 衝撃の瞬間（ナショナルジオグラフィック）シーズン5第1話「FUKUSHIMA」（初回放送は2012年3月11日）
  - この放送では、「再現シーン」で、地震発生直前からの様子が放送され、当時福島県内で保育士であった女性や原子力保安院職員であった男性、川崎市消防局消防司長であった男性および内閣官房内閣広報室内閣審議官であった下村健一の証言などが放送された。

##### ドラマ
- 最高の離婚：2013年1月10日 - 3月21日まで放送されたフジテレビの作品。主人公とその妻が震災発生時の東京で帰宅困難者となった状況で知り合うという設定で描かれた。
- あまちゃん：2013年4月1日 - 9月28日まで放送されたNHK連続テレビ小説。舞台となった岩手県北三陸市（モデルの久慈市）が被災し、『海女カフェ』や観光協会、北三陸鉄道（モデルは三陸鉄道）が被災したという設定で登場。なお、被害状況はニュース映像などを使用せず、海女カフェ周辺や北三陸鉄道の軌道の被災状況を再現したほかは、鉄拳のイラストや観光協会に展示しているジオラマで表現した。
- ラジオ：2013年3月26日に放送されたNHK総合テレビの単発ドラマ。実在する宮城県女川町の臨時災害放送局「女川さいがいエフエム」で実際にあった実話をもとに、一色伸幸が脚色した。仮設住宅、放送局をはじめ、実際の被災地・女川町でロケが行われ、町民も多数エキストラで出演している。文化庁芸術祭テレビドラマ部門大賞など話題になり、何度も再放送された。
- 時は立ちどまらない：2014年2月22日放送のテレビ朝日のスペシャルドラマ。
- 五年目のひとり：2016年11月19日放送の山田太一ドラマスペシャル。
- 絆〜走れ奇跡の子馬〜：2017年3月23・24日放送のNHKの特集ドラマ。島田明宏『絆〜走れ奇跡の子馬〜』のドラマ化作品。
- 半分、青い。：2018年4月2日 - 9月29日まで放送されたNHK連続テレビ小説の作品。
- 監察医 朝顔：2019年7月8日 - 9月23日まで放送されたフジテレビの作品。原作の阪神・淡路大震災を、東日本大震災に変更している。2020年11月から第2シリーズを放送。
- 小さな神たちの祭り：2019年11月20日に放送されたTBCテレビ60周年記念ドラマ。令和元年度文化庁芸術祭賞テレビドラマ部門優秀賞受賞作。
- ペペロンチーノ：2021年3月に放送のNHK仙台放送局制作による地域発ドラマ。
- おかえりモネ：2021年5月17日から放送のNHK連続テレビ小説。
- THE DAYS：2023年6月1日よりNetflixで全世界で独占配信されている連続ドラマ。
- 地震のあとで：2025年4月5日 - 26日まで放送されたNHK土曜ドラマ。1995年の阪神・淡路大震災を背景とした村上春樹の小説『神の子どもたちはみな踊る』を、2025年にまでいたる設定に置き換えて30年の時間を描いた。第2話『アイロンのある風景』が2011年1月から3月11日未明の茨城県沿岸を舞台としている。

#### 演劇
- 『東の風が吹くとき』作・演出高木達[注 29][522]青年座
- 『「ノクターン－夜想曲」(2015) -Nocturne 2015-』[523]。作・演出：倉本聰、音楽：倉田信雄、美術：横島憲夫、出演：富良野GROUP。
2015年1月10日 - 3月15日まで全国公演。舞台が福島であり、東日本大震災と原発事故の被災者に寄り添いたいと思って創ったという[524]。
- 井伏銀太郎[525]いぶしぎんたろう。Gin's Bar主宰。1958年5月24日生まれ 宮城県出身、仙台市立仙台高校、仙台デザイン専門学校卒業。井伏銀太郎『White-あの日、白い雪が舞った』（2012年初演）、『イーハトーブの雪』（2015年初演）、『あの年』（2016年初演予定）[526]
- 国立能楽堂の能楽『名取ノ老女』2016年3月。主演（シテ）は梅若玄祥と大槻文蔵。共演宝生和英、金剛龍謹。梅若玄祥が閖上（宮城県名取市）の浜などを入れた「名所教え」などを入れて新作した。梅若玄祥はいずれ名取市でも上演したいと述べている[527]。
- 柳美里改訂版『静物画』1991年も自身の作品の生死のテーマに生徒たちの被災定見を盛り込み、2018年9月柳が主宰する演劇ユニット「青春五月党」で劇場上演した[528]。

#### 漫画
- 荒木飛呂彦『ジョジョリオン』（『ジョジョの奇妙な冒険』Part8) - 舞台のS市杜王町（モデルは仙台市）に出来た謎の隆起物「壁の目」は震災によってできたとされている。
- 雁屋哲原作・花咲アキラ作画『美味しんぼ』 - 2011年9月より連載開始した「被災地編・めげない人々」[529]を皮切りに、被災地関連のシリーズを展開。
- 石黒亜矢子他『マイケル教えて！被災猫応援の教科書 - どうしていいのかわからない人に』2011年。[530]
- 吉本浩二『さんてつ 日本鉄道旅行地図帳 三陸鉄道 大震災の記録』 - 三陸鉄道の被災から運行の部分再開と全線復旧のめどが立つまでを描いたドキュメンタリー漫画。『月刊コミック@バンチ』2011年12月号から2012年4月号に連載。2012年3月に単行本化。
- 竜田一人『いちえふ 福島第一原子力発電所労働記』 - 福島第一原子力発電所の廃炉作業員が執筆するルポタージュ漫画。2013年MANGA OPEN大賞受賞をきっかけに不定期連載を開始。
- ももち麗子『デイジー 〜3.11 女子高生たちの選択〜』
- 端野洋子『はじまりのはる』2013年。
- ひうらさとる他『ストーリー311』 - ひうらさとるを発起人とする漫画家たちによる実録漫画制作企画。第1弾『ストーリー311 漫画で描き残す東日本大震災』が、2012年3月から2013年月にかけて、講談社のウェブコミック配信サイト「デジキス」上で連載[531]。書き下ろしによる単行本第2弾『ストーリー311 あれから3年 漫画で描き残す東日本大震災』が2014年3月に発行された[532]。
- 山本おさむ『今日もいい天気』 - 2012年に連載された「原発事故編」がある。
- 山本おさむ『そばもん ニッポン蕎麦行脚』 - 福島県会津若松市で震災に遭った蕎麦屋の話。
- 小野一光原案・可惜夜季央漫画『震災風俗嬢』2024年。[533]

#### アニメ
- Wake Up, Girls! - 2014年1月10日および2015年9月25日、同12月11日公開のアニメーション映画および2014年1月10日から3月28日までテレビ東京系で放送されたテレビアニメ。震災後の仙台を拠点に活動するアイドルグループの姿を描く。テレビアニメ第9話は被災した気仙沼の街を舞台としている。
- 浪江町消防団物語「無念」[534] - いくまさ鉄平監督。浪江町まち物語つたえ隊（小澤是寛代表）、まち物語制作委員会（広島県。新澤孝重代表）。声の出演大地康雄、浪江町長・馬場有、浪江町消防団・高野仁久、浪江シンガー門馬よし彦ほか。音楽：門馬よし彦（浪江町在住）、上綱克彦（柳ジョージとレイニーウッド）、秋津智承（チェリスト）。

助けを求める人々の声を聞き「必ず来る」と伝えながら、原発事故の避難命令が出て救助に戻れなかった消防団の無念を描く。
- 岬のマヨイガ - 2021年8月27日公開のアニメーション映画。前記小説のアニメ映画化作品。
- すずめの戸締まり - 2022年11月11日公開のアニメーション映画。主人公が本震災の被災者であることが語られ、それが物語に大きく関係している。

##### 短編アニメ
- 今、ふたりの道：2015年3月8日に放映された宮城県制作のアニメ。将来を語り合う二人に東日本大震災が襲いかかる。
- 想いのかけら：2016年2月11日に5分版、3月24日に25分版がNHKで放映された。
- みらいへの手紙〜この道の途中から〜：2016年2月15日に公開された福島県制作のアニメ。

#### 紙芝居
- ふくしま被災地まち物語東京7DAYS：浪江町まち物語つたえ隊、まち物語制作委員会。作られた紙芝居は100本近くあるという。

#### 音楽
- 「陽はまた昇る」2011年4月。Ph.スパーク作曲。作曲者と出版社は収益を日本赤十字社へ義援金として送っている。
- ア・ソング・フォー・ジャパンプロジェクト「A SONG FOR JAPAN ~日本に捧ぐ歌~」2011年5月。ベルギー出身のトロンボーン奏者S.フェルヘルストが作曲、楽譜はネットで無償で公開されている[536]。
- 「東北のためのエレジー 〜吹奏楽のための」2011年5月。オランダ人作曲家・A.コミタス作曲。
- EXILE 「Rising Sun」2011年9月。東日本大震災の復興支援を目的としたチャリティーソング[537]。
- AKB48「風は吹いている」2011年10月
- 花は咲くプロジェクト「花は咲く」- 2012年。震災支援プロジェクト「NHK東日本大震災プロジェクト」のテーマソング。多数の歌手がさまざまな形で歌っている。2017年現在でも多数回放送されている。
- 冨田勲「イーハトーヴ交響曲」2012年11月初演。同年の約10年前、西澤潤一が「雨ニモマケズ」（宮沢賢治）に曲をつけることを依頼した。冨田は、震災から自分が体験した三河地震（1945年、当時12歳[注 30]）を思い起こし、作曲を決めた。
- ザ・タイガース「THE TIGERSのWHITE CHRISTMAS」- ザ・タイガースの再結成の際に発売されたCDであり、売上収益は東日本大震災子ども支援金に寄付された。
- 沢田研二 「3月8日の雲」「Pray」「三年想いよ」「こっちの水苦いぞ」「un democratic love」「OLD GUYS ROCK」- いずれもミニアルバムの表題である。収録曲の中に震災をテーマにした楽曲が多数収録されている。
- 小田和正「緑の丘」 - 東北大学校友会歌（小田は工学部建築学科卒業）
- 桑田佳祐「明日へのマーチ」「Let's try again 〜kuwata keisuke ver.〜」「愛しい人へ捧ぐ歌」
- サザンオールスターズ「東京VICTORY」
- 湯川潮音「その日わたしは」（アルバム『濡れない音符』所収）
- 中村雅俊「ワスレナイ」（アルバム、全国ツアー）
- ゆず「ゼラニウム」（アルバム『LAND』収録）
- ASIAN KUNG-FU GENERATION「ひかり」
- 群青 - 福島県南相馬市立小高中学校の平成24年度卒業生と、音楽教諭の小田美樹によって作られた合唱曲。2013年8月10日、楽譜第1刷発行。2014年9月1日、CDリリース。
- GReeeeN「PRAY」 - 東日本大震災で被災した人々への祈りを込めて作られた曲。「現段階において歌詞をつける必要はない」という理由からインストゥルメンタルとなっている（マキシシングル「花唄」収録）。
- Mr.Children「かぞえうた」- 3作目の配信限定シングル。2011年4月4日発売。収益金は櫻井和寿、小林武史が発起人となっているNPO法人「ap bank」の基金「ap bank Fund for Japan」を通じて寄付された。仙台放送の放送開始時のオープニングおよび、放送終了時のクロージングの曲として使用された。仙台放送『東日本大震災特別企画 ともに』のエンディング曲、および番組宣伝CMソングとしても使用された。アルバム『[(an imitation) blood orange]』に収録。
- BUMP OF CHICKEN「Smile」 - 漫画家の井上雄彦が描いたイラストレーション「Smile」を起用したソフトバンクモバイル「復興支援ポータルサイト」TVCMソングとして書き下ろされた。チャリティ・シングルとして発売。アレンジバージョンをアルバム『RAY』に収録。
- あしたのうたプロジェクト「あしたのうた」 - STG7-8（ha-j、市川喜康、マシコタツロウ）の呼びかけでミュージシャンが多数参加している。制作された「あしたのうた」には男女各々をボーカルにしたオリジナルバージョンとFace 2 fAKEがプロデュースしたDuet Versionがある。
- 牛来美佳[注 31]「いつかまた浪江の空を」[538]2015年3月。
- 川嶋あい「とびら」 - 2015年3月[539]。
- ハジ→「3.11」- ハジ→本人の自宅は宮城県仙台市。
- サカナクション「years」 - SNSを通じて人々が抱える東日本大震災直後の「不安」を反映させた曲。「『バッハの旋律を夜に聴いたせいです。』」にB面として収録。その4年後、「懐かしい月は新しい月 〜Coupling & Remix works〜」の特典DVDにて初の映像化。当時の被害に直面した人々の4年後の感情を映像化している[540]。
- 音速ライン「彼方まで」（2016年）、「Birthday」（2012年、アルバム「オルタネイティブ」所収）
- 高橋洋子「魂と呼ぶもの」 - 福島復興応援ソング（ベストアルバム『YOKO SINGS FOREVER』収録）。
- 嘉門達夫「怒りのグルーヴ〜東日本震災編〜」 - 阪神淡路大震災時に被災した嘉門達夫が、1995年にチャリティシングルとして発売した「怒りのグルーブ〜震災編〜」の東日本大震災版。
- Bank Band feat.MISIA「forgive」-6作目の配信限定シングル。2021年3月20日発売。
- 未知の花 魅知の旅　東方Project の楽曲
- フェスティバルFUKUSHIMA!（2011年） - 音楽フェスティバル。第1回は8月15日に福島県の四季の里とあづま球場で開催された。
- illion「GASSHOW」（2013年）- 野田洋次郎が東日本大震災を切っ掛けに始めたソロ活動名義“illion”で発表した楽曲。震災の瞬間を決して忘れないようにと制作された。（アルバム『UBU』に収録）

#### 美術
- プロジェクトFUKUSHIMA! - 福島の現状を伝えることを目的に、2011年5月8日に設立されたアートプロジェクト。
- 竹内公太『指差し作業員』（2011年） - パフォーマンスアート
- 柿崎順一、Chim↑Pom『被曝花』（2011年）
- 加藤翼『The Lighthouses - 11.3 PROJECT』（2011年） - 500人の参加者が、いわき市で塩屋埼灯台の模型を引き起こした。
- 開発好明『政治家の家』（2012年）
- 志賀理江子『螺旋海岸』（2012年）
- 藤井光『沿岸部風景記録』シリーズ（2012年-） - 定点カメラで被災地の海岸や森林を記録する。
- 田中功起『振る舞いとしてのステイトメント』（2013年）
- ヴェネツィア・ビエンナーレ日本館（2013年） - 会場から福島第1原発までの距離を表す「9478.57km」というネオンサインを掲示した。この年の代表は田中功起。
- 荒川医『このスープ、アンビバレントな味がする？』（2014年） - 福島野菜のスープをイギリスのフリーズ・アート・フェアでふるまうパフォーマンスアート。
- 小森はるか、瀬尾夏美『波のした、土のうえ』（2014年） - インスタレーション
- 川久保ジョイ『千の太陽の光が一時に天空に輝きを放ったならば』（2014年） - 大熊町の地面にフィルムを埋めて現像した。
- 畠山直哉『陸前高田 2011-2014』（2015年）
- 『ドント・フォロー・ザ・ウィンド』（2015年-） - 帰還困難区域を会場として開催中の国際展。

## 著名人の被災
†は震災の被害により死亡した者。

### 岩手県
- 下川原孝†- 陸上競技選手。陸前高田市出身。100歳を超えてもなお陸上競技選手として活動していた。釜石市の自宅で津波に襲われ死亡。104歳没。
- 加藤宏暉†- 大槌町長。地震発生直後、役場前で緊急対策会議を行っていた際に津波に巻き込まれて死亡。町職員の多くも被災した。69歳没。
- 佐野正文†- 元ラグビー選手。元釜石ラグビー協会会長。津波に巻き込まれて死亡。63歳没。
- 山下文男（当時87歳） - 元日本共産党中央委員会文化部長、災害史家。大船渡市（旧綾里村）出身。1980年代以降は三陸地方を中心とした津波被害の研究に専念する。陸前高田病院に入院中に津波に襲われたが九死に一生を得た。大震災を機に再版された自著に追加した序文において、明治三陸地震や昭和三陸地震の教訓として指摘してきた「互いに助け合おうとしての共倒れ」「津波のスピードと引き潮の猛威を無視した逃げ遅れ」「一度は逃げたのに物慾のために家に戻ってしまう」ことで犠牲者を増やしてしまう悲劇が今回も繰り返されたことを嘆いている[541]。震災から9か月後の2011年12月に転院先にて死去。
- 黄川田徹（当時57歳） - 民主党衆議院議員、陸前高田市出身・選出、元陸前高田市役所職員。震災で義理の両親（本人は婿養子）と妻（51歳）、長男（29歳）、公設第二秘書の男性を亡くし、本人とたまたま高台の教習所に通っていた娘1人が生き残る。自宅は海岸から2kmであった。2013年8月に仮設住宅に入居した。
- 照井翠（当時48歳） - 俳人。岩手県立釜石高校[注 32]で被災、1か月間体育館と合宿所で生活した[478]。その経験を句集「龍宮」などで表現する。
- スコット・ファーディー（当時26歳） - ラグビーオーストラリア代表（ラグビーワールドカップ2015出場）。2009年（平成21年）より釜石シーウェイブスに所属していた選手で、釜石市において被災。母国より退避が呼びかけられたが同市に留まり、支援のためボランティア活動を行った。
- 土村芳（当時20歳、京都造形芸術大学（現・京都芸術大学）2年） - 女優。盛岡市出身。大学から実家に帰省の途中、東北新幹線の車内で被災、仙台駅を過ぎたトンネル内で約9時間閉じ込められた[542]。
- 戸塚純貴（当時18歳、専門学校生） - 俳優。盛岡市出身。就活が震災の時期と重なり、上京の予定がずれ込むなどでうまくいかず失敗したのがデビューのきっかけ[543]。
- 山形純菜（当時16歳、高校1年生） - TBSアナウンサー。アナウンサーを目指すようになったきっかけは、被災して停電の中で聴いていたラジオのアナウンサーの声から覚えた安心感と信頼感だった[544]。
- 久慈暁子（当時16歳、高校1年生） - モデル、元・フジテレビアナウンサー。
- 小川千奈（当時11歳） - ウェザーニューズ所属気象キャスター。ミス・ジャパン2020グランプリチャンピオン。
- 佐藤璃果（当時9歳）- アイドルグループ：乃木坂46のメンバー。通っていた小学校の教室で被災[545]。
- 佐々木朗希（当時9歳） - プロ野球選手。陸前高田市出身。父と祖父母がこの震災による津波で死亡し、自宅が流された[546][547]。震災後は大船渡市に引っ越し、一時は老人ホームでの生活を余儀なくされた[548]。震災から丸12年となる2023年3月11日に行われた2023 ワールド・ベースボール・クラシックの日本対チェコ戦に日本代表の先発投手として登板し、勝利投手となった事が話題になった[549][550]。

### 宮城県
- 遠藤未希† - 宮城県南三陸町職員-地震発生後、旧南三陸町防災対策庁舎の行政防災無線にて30分間程度避難を呼びかけ続けた末に殉職。遺体は宮城県志津川湾で、2011年4月23日に捜索隊によって発見され、5月2日、DNA型鑑定で最終的に遠藤本人の遺体と断定された。とても勇敢な行動として「天使の声」という題名で道徳の教科書にも掲載された。24歳没。
- 佐藤恵利子†- サッカー選手。亘理町出身。津波に巻き込まれて行方不明となり、4月2日に家族により遺体が確認された。31歳没。
- 土井喜美夫†- 元石巻市長。石巻市出身。津波に巻き込まれて妻とともに行方不明となり、3月17日に石巻市総合体育館に安置された遺体から身元が確認された。67歳没。
- さとう宗幸（当時62歳） - シンガーソングライター。仙台市在住。司会を担当するミヤギテレビ「OH!バンデス」に出演するため同局に向かっていた途上で被災。さとうの代表曲で仙台のご当地ソングでもある「青葉城恋唄」が、1978年（昭和53年）6月12日発生の宮城県沖地震直後にヒットした経緯から、当震災でもさとうが様々な場面で同曲を歌い、桑田佳祐らも宮城県でのコンサートで歌った。さとうをはじめ、稲垣潤一・遊佐未森・山寺宏一らみやぎびっきの会のメンバーらが歌う復興支援ソング「虹を架けよう」の収益金は、震災で被災した子供たちの支援活動に寄付されている。
- 伊集院静（当時61歳） - 作家。仙台市の自宅にて被災（十数年前に大補強し、突っ張り棒をしていた）[551]。のちに東日本大震災をテーマにして『男の流儀入門【震災編】』を執筆・刊行し、大友康平（宮城県塩竈市出身）とのコンビでチャリティソング『ハガネのように 花のように』を制作した[552]。
- クミコ（当時56歳） - シャンソン歌手。3月11日夕方から石巻市民会館にてコンサート出演予定であったため、同館地下の控室にいたときに地震が発生した[553]。裏山の採石場に避難したため津波を逃れたが同館は水没、クミコらは裏山で一夜を過ごすことになった[553]。翌日、仙台まで移動したが東京に行くすべがなく、タクシーで山形県の庄内空港まで移動し、羽田便で3月13日夜に東京に戻った[553][554]（太平洋側の石巻から仙台を経て日本海側の庄内空港まで200km以上の横断）。その後は石巻をはじめ、被災地で無料コンサートなどを精力的に行っている。
- 俵万智（当時48歳） - 歌人。2006年（平成18年）より自宅が仙台市にあり、両親・長男とともに住んでいた[555]。震災発生時は仕事で東京におり、5日かかって仙台に戻った[555]。福島第一原子力発電所事故による放射線被害から逃れようと考え、子供を連れて震災後も運航を続けていた隣県の山形空港に行き、那覇便で自主避難した[555]。その後、石垣島に渡り、そのまま定住した[555]。この自主避難の経験を含め、震災発生から1年間の短歌を集めた『あれから―俵万智3・11短歌集』を2012年3月に出版した。
- 瀬名秀明（当時43歳） - 作家。仙台市の自宅マンションで被災。
- 手倉森誠（当時43歳） - サッカー選手、監督。ベガルタ仙台監督時代に、仙台のクラブハウス2階で被災する。天井が崩壊し、窓ガラスは割れ、家具が転倒する中を脱出した。夜星が見え「希望の光」だと思ったという。震災37分後にコーチの瀬川誠の第1子が生まれたことを後から知った[556]。
- ケンドー・カシン（当時42歳） - プロレスラー、総合格闘家。宮城県内の山で被災。山ではトレーニング中であった[557]。携帯電話が使えずに連絡が取れなかったため、一時は安否不明と報道された[558]。
- 大口玲子（当時41歳） - 詩人。仙台市で被災、原発事故を受け宮崎市に移住。
- サンドウィッチマン（当時36歳） - お笑いコンビ。気仙沼港市場で東北放送 (TBC)『サンドのぼんやり〜ぬTV』のロケ中に被災した。2013年3月7日正午から運用開始した新津波警報の啓発ポスターに起用された。
- 平野啓一郎（当時35歳） - 作家。女川町で津波被害を目にして「人生でもっとも衝撃的な光景だった」と述べる。時間の流れが東京と被害地で違うことにヒントを得て、短編「透明な迷宮」（『新潮』2013年7月号）を発表[559]。
- マルキーニョス（当時34歳） - ブラジル人プロサッカー選手。ベガルタ仙台に所属していたが、震災で精神的ショックを受け、退団して母国ブラジルに帰国した。翌シーズンより、他のJリーグ球団に復帰した。
- 近藤修司（当時33歳） - プロレスラー。試合会場の石巻へ移動するため記者と共に仙石線の快速列車に乗車中に列車内で被災。電車内で一夜を明かした[560]。翌々日、タクシーなどで新潟に移動し新幹線で帰京した[561]。なお列車の乗客は高台で列車が停車していたため、全員無事であった。
- 鈴木みのる（当時42歳） - プロレスラー。試合会場の石巻へ移動するため全日本プロレスの巡業バスに乗車中、仙台南部道路上で被災。安全な場所に待避しバス内で一夜を明かす。翌日約17時間かけてバスで帰京した[562]。なお、このバスには同じくレスラーのSANADA（当時23歳）や諏訪魔（当時35歳）などが乗車していた[563][564]。
- 木原文人（当時44歳） - リングアナウンサー。試合会場の石巻へ移動するため全日本プロレスの外国人選手用の巡業バスに乗車中、仙台東部道路上で被災。避難中、津波の被害が大きい地域を通過したが、なんとか高台にバスごと避難して事なきを得た。その後、安全な場所で一夜を明かした後、帰京した[564]。
- 神林大介（当時31歳） - プロレスのレフェリー。石巻で会場の設営中に被災。大会は中止となり、リングや椅子を片して体育館で夜を明かした。翌朝、会場となるはずであった体育館が遺体安置所となったため、近くの避難所へ移動した[565]。
- その他、この日被災地にいた全日本プロレスの選手、スタッフは全員無事であった[562][565]。
- MONKEY MAJIK（当時30歳代） - カナダ人と日本人によるロックバンド。仙台在住。被災地にて泥かきやがれき撤去などボランティア活動を続けた。チャリティーライブ「SEND愛」を開催し、売上を寄付した。外務省から「震災復興発信使」（KIZUNA大使）に任命された。
- Rake（年齢不詳） - シンガーソングライター。仙台市出身・在住。同市の自宅にて被災した。震災を機に「素晴らしき世界」を創作し、「誓い」は震災を機に始まった第1回東北六魂祭のテーマ曲となった。
- 仙名彩世（当時22歳、宝塚歌劇団花組） - 女優。宝塚大劇場公演終了後、名取市へ帰省中に被災、本人はじめ家族・親戚は無事であったが連絡が取れない状態が続いた。仙名は東京公演出演の為、山形県の避難所で過ごした後、宝塚市に戻った[566]。
- 羽生結弦（当時16歳、東北高校1年） - フィギュアスケート選手。「アイスリンク仙台」（仙台市泉区）で練習中に建物が大きく揺れ、スケート靴を履いたまま外へにげた。羽生は、氷が波打ち、死の恐怖を感じて泣きながら逃げ出した、と語った。自宅も被害を受け、ライフラインが止まったため、4日間避難所暮らしをした。練習場が使えず、約60回のアイスショー公演で練習と感覚の維持をした[567][568][569]。
- Dorothy Little Happy（当時10歳代） - アイドルグループ。メンバーは仙台市在住。2011年3月16日にavex traxからメジャー・デビューの予定で準備していたが震災が発生、CDは被災地以外で予定通りの発売となったものの、デビューイベントが全て中止または延期となり、被災地では1か月ほどCDを発売することができなかった。8月27日・28日開催の「TOKYO IDOL FESTIVAL2011〜Eco & Smile〜」にて注目を浴びた[570]。
- 馬場皐輔（当時15歳） - プロ野球選手。中学校の卒業式直後に被災し、自宅周辺が浸水する被害に遭った。震災後はボランティア活動にほぼ毎日参加していた[571]。
- 平沢大河（当時13歳） - プロ野球選手。多賀城市出身。自宅に被害は無かったが、すぐ近くまで波が襲来し、さらに所属していたリトルシニアチームのグラウンドが壊滅の被害を受けた[572]。
- 岩田華怜（当時12歳） - アイドルグループ：AKB48のメンバー。震災当日は体調不良で小学校を早退し、仙台市内の自宅で静養しているときに震度6強の地震に遭遇。震災後に開かれたAKB48研究生セレクションを受験して合格し、芸能活動を始めることとなる[573]。
- 久保史緒里（当時9歳）- アイドルグループ：乃木坂46のメンバー。通っていた小学校の教室で被災。姉は母校での卒業式が叶わず、父親に再会できたのは被災から1週間後であった[574]。
- 佐藤七海（当時11歳） - アイドルグループ：AKB48チーム8の岩手県代表メンバー。仙台市在住時に震災に遭い、自宅が全壊したため避難所暮らしをした[575][576]。その後、岩手県に移住し、AKB48チーム8の岩手県代表に選ばれた。
- 佐々木莉佳子（当時9歳） - アイドルグループ：アンジュルム（旧・スマイレージ）のメンバー。気仙沼市出身。自宅を津波で流され避難生活を余儀なくされる[577][578]。このことが芸能活動を始めるきっかけとなった。
- 宮世琉弥（当時7歳）- 俳優。石巻市出身。小学校にて被災し、自宅が全壊する。また、母と車で避難中に津波に巻き込まれたものの、斜面に流れ着いて事なきを得た[579][580]。
- 伊達花彩（当時5歳）- アイドルグループ：いぎなり東北産のメンバー。幼稚園にて被災し、自宅が全壊する。被災後、アイドルを題材としたゲームをしたことでアイドルに興味を持つ[581]。

### 福島県
- 和合亮一（当時43歳） - 高校国語教師、詩人。福島県立保原高等学校（福島県伊達市）で入試の合否判定会議中であった。震災を題材にした「詩の礫」をtwitterで発信し続け、のちに出版した。
- GReeeeN（当時30歳前後） - ボーカルグループ（メンバーは歯科医師）。当時、福島県在住[582]。メンバーのHIDEは、震災死亡者の身元特定作業（検視）に参加した。東日本大震災復興プロジェクト『Green boys Project』を実施した[583]。
- 今井正人（当時26歳） - 陸上競技（長距離走・マラソン）選手。南相馬市小高区（旧・相馬郡小高町）出身。震災当時、本人はトヨタ自動車九州陸上競技部に所属しており直接の被災はしていないが、実家が津波の被害に遭い、駅伝関係の賞状などの多くが失われたほか、地元の友人らとも連絡がつかない状態にあったという。このことから、同年に結婚したRKB毎日放送元アナウンサー・川添麻美は、当初結婚を機に退職し、専業主婦として今井を支えることとしていたが、夫婦で話し合った結果「互いの仕事を続けていくことが周囲のためにできることだ」という結論に至り、退職を撤回した[584]。
- 栞菜智世（当時17歳） - 女優、歌手。いわき市出身。地震発生時には高校の校庭が「まっ二つに割れた」瞬間を目撃、その夜は水とチョコレートだけで一夜を凌ぐ。不自由な生活が続く中で、携帯プレイヤーにダウンロードしてあったJ-POPが心の支えとなった[585]。「第39回ホリプロタレントスカウトキャラバン」でグランプリを獲得し、歌手としてデビュー。
- 舞木香純（当時13歳） - アイドルグループ：AKB48チーム8の福島県代表メンバー。双葉郡広野町出身[586]。福島第一原子力発電所事故の影響により、広野町立広野中学校からいわき市立湯本第三中学校に転校[587][588]。AKB48チーム8の福島県代表に選ばれた。
- 佐藤都志也（当時13歳） - プロ野球選手。いわき市出身。親戚の家が津波に流され、自宅も断水するなどの被害に遭った[589]。他の被災した生徒が転校してきたため、レギュラーメンバーを外れたが、これが捕手転向のきっかけとなった[590]。
- 優希美青（当時11歳） - 女優。南相馬市在住時に被災した[591][592]。山形県の中学校在校時であった2012年、「第37回ホリプロタレントスカウトキャラバン」でグランプリとなり、芸能界デビューした[593]。岩手県を舞台の1つとする連続テレビ小説『あまちゃん』において、宮城県のローカルアイドルグループ「仙台牛たんガールズ」のセンター・小野寺薫子役を演じた。